# 石川県
石川県（いしかわけん）は、日本の中部地方（北陸地方）に位置する県。県庁所在地は金沢市。
本州の中央部、日本海側の北陸地方に位置する。県域は令制国の加賀国と能登国に当たるが、1876年から1881年までは越前国（現在の福井県嶺北）も含んでいた。

## 概要
石川県の名称は加賀地方にあった石川郡に由来し、さらに石川郡との命名は本県最大の河川手取川の古名である「石川」に由来する。1872年（明治5年）、金沢県庁が石川郡美川町（現：白山市）に移転した際、その郡名により石川県と改名された。翌年、県庁が再び金沢に移転した後も県名はそのままで現在に至っている。なお、金沢も市制施行前である当時は石川郡に属していた。
形状は、東西約100km、南北約200kmと南北に細長い。県南部の加賀地方は西側に日本海の直線的な海岸線が続き、東側に両白山地の山々が連なる。南東部には県内で最高峰の白山（2,702m）がそびえる。県北部の能登地方は日本海に向かって北東方向に突き出た半島（能登半島）となっている。このため県全体の海岸線の総延長は約580kmに及ぶ。これはJR東海道本線の東京駅・神戸駅間（589.5 km）に相当する距離である。
気候は日本海側気候型である。西寄りの風が日本海を流れる対馬暖流の上で水蒸気を蓄えて雷雲となり、両白山地に当たって降水をもたらすことが多い。都道府県別の年間降水量は5番目に多い。特に冬は北西からの季節風が続くため降水量が多く、山間部は豪雪地帯となっている。降雪時に雷鳴を伴うことが多く、この現象は鰤（ブリ）が獲れる時期と重なることからブリ起こしと呼ばれている。
県民人口は約110万人で、北陸3県で最多。都市別では金沢市が最多の約46万人と約40%を占める。次いで多いところは白山市と小松市のそれぞれ約11万人であり、金沢市を中心に県南部の加賀地方に人口が偏在している。金沢市の人口は、北陸地方では新潟市に次いで2番目（北陸3県に限れば 1番目）であり、北陸経済の中心地の一つとなっている。
2020年の従業者数約59.6万人のうち約69.6%が第三次産業に、約27.8%が第二次産業に従事している。特徴としては、北陸工業地域に位置していることから、第二次産業の中では製造業の割合が高く、また製造業の中でも従業者の過半数が一般機械や電気機械などの機械関連で働いていることが挙げられる。
中世には、権門体制から幕藩体制への過渡期に寺社勢力（一向宗：浄土真宗）による自治が行われ経済的に非常に発展していた。そして加賀藩は浄土真宗への懐柔政策により自治を行ったことが発展に重要に機能した（詳細は金沢市の項参照）。江戸時代に加賀国、能登国、越中国を領地としていた加賀藩は学問や文芸を奨励したことから、石高100万石を誇った加賀藩の城下町である金沢市を中心に文化が興隆し、今に受け継がれている。金沢市では能楽の加賀宝生、織物の染色技法である加賀友禅、蒔絵を施した金沢漆器、茶道具に用いられる大樋焼などが伝わる。その他、輪島市の輪島塗、加賀地方の九谷焼など芸術性の高い伝統技術が継承されている。人口当たりで見た日展（日本美術展覧会）や日本伝統工芸展の入選者数は全国1位となっている。
石川県を訪れる観光客は2021年で約1,230万人と見られ、このうち約518万人が金沢地域、約400万人が能登地方、約238万人が（金沢市周辺を除く）加賀地方を訪れたとされる。主要観光地で利用者数が多いのは、金沢市では兼六園、金沢城公園、金沢21世紀美術館、ひがし茶屋街、能登地方では輪島市の輪島朝市、七尾市の和倉温泉、能登食祭市場、羽咋市の気多大社、同市と宝達志水町に跨る千里浜、加賀地方では加賀市の山代温泉、山中温泉、片山津温泉、小松市の粟津温泉、木場潟公園、白山市の白山比咩神社などである。
全国47都道府県で唯一、太平洋戦争で空襲を受けていない。

## 地理・地域

### 位置
日本の本州中央部の日本海側にある。全国8地方区分では中部地方に当たり、日本海側の北陸地方に位置している。県域は、東西100.9 km、南北198.4 km、面積4,186.05 km2を有し、海岸線の総延長は581.0 kmに及ぶ。南北に細長く、中央部がくびれた砂時計や、アルファベットのFのような形状をしている。西側、北側、北東側は日本海に面しており、南西側は福井県に、東側は富山県に、南東側は岐阜県に隣接している。なお、日本の領海を確定するために設定されている基線は輪島市舳倉島北東端から（富山県を経ず）新潟県佐渡市ネイ島西端まで直線基線が引かれている。
| 県庁所在地                                                          | 東端                                                                | 西端                                                                | 南端                                                              | 北端                                                                |
| ------------------------------------------------------------------- | ------------------------------------------------------------------- | ------------------------------------------------------------------- | ----------------------------------------------------------------- | ------------------------------------------------------------------- |
| 金沢市 鞍月1丁目1番地                                               | 珠洲市 姫島                                                         | 加賀市 塩屋町（塩屋漁港）                                           | 白山市 赤兎山山頂                                                 | 輪島市 舳倉島                                                       |
| 北緯36度35分40秒 東経136度37分32秒 / 北緯36.59444度 東経136.62556度 | 北緯37度30分33秒 東経137度21分55秒 / 北緯37.50917度 東経137.36528度 | 北緯36度17分49秒 東経136度14分39秒 / 北緯36.29694度 東経136.24417度 | 北緯36度4分1秒 東経136度40分26秒 / 北緯36.06694度 東経136.67389度 | 北緯37度51分19秒 東経136度55分19秒 / 北緯37.85528度 東経136.92194度 |

### 自然地理

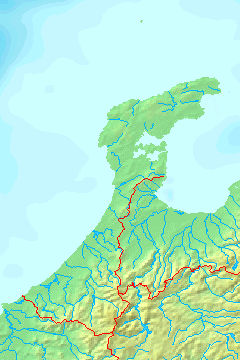
能登地方と加賀地方の地形は対照的である

石川県の地形は、県北部の能登地方と県南部の加賀地方とで対照的な特徴を有している。

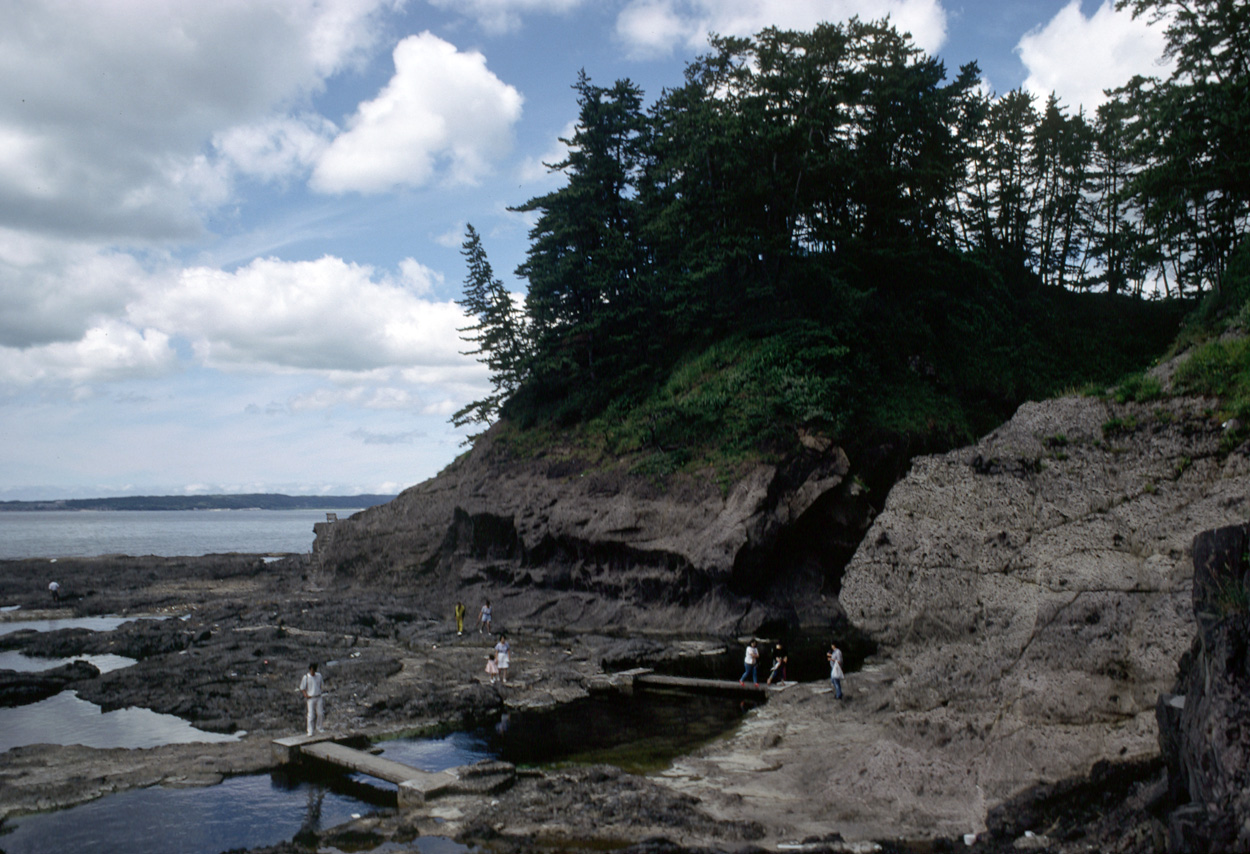
外浦の能登金剛（志賀町）

能登地方は日本海に向かって北東方向に突き出た半島（能登半島）である。第三紀に形成された火山岩や堆積岩からなる丘陵状の山地が広がっている。一級河川はなく、町野川、大海川などの二級河川が54水系指定されている。半島沖の海底は舳倉島付近まで大陸棚が続いており、その先も白山瀬や大和堆などの中深度海域が見られる。
半島北部は、概ね標高300m以下の低山地と丘陵地帯が連なる準平原で、全体として富山湾側に下降する背斜構造をしている。このため北西側の外浦（そとうら）は急峻な海食崖が形成され、海岸段丘が発達しているのに対して、南東側の内浦（うちうら）は沈降性の入り組んだ海岸線をしている。また、内浦の最深部に能登島があり、七尾湾が島を取り囲んでいる。半島中央部には、眉丈山南麓の断層が落ち込んで形成された帯状の低地帯（邑知潟地溝帯）が半島を横切っている。半島南部は宝達山を中心とする低い山地（宝達丘陵）が南北に連なり、西側の海岸線は長い砂浜海岸（千里浜）となっている。

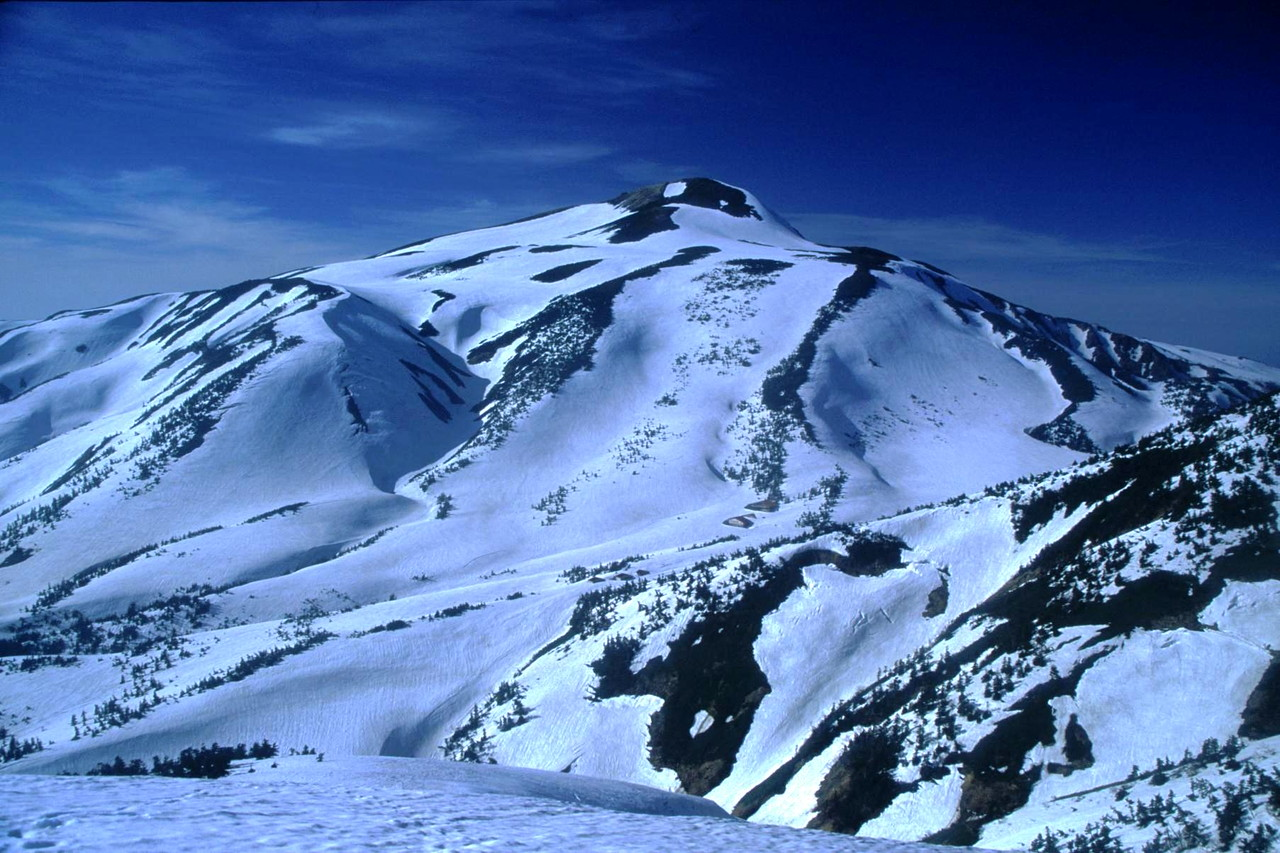
県最高峰の白山（白山市）

加賀地方は南東部に白山（2,702m）を最高峰とする山地帯（両白山地）が発達し、北西に流れる河川によって形成された沖積平野（加賀平野、金沢平野）が南北に広がっている。白山は中国山地を経て九州北部に延びる白山火山帯に属しており、一帯には火山岩や凝灰岩が分布している。加賀地方の中央部を流れる手取川は白山を水源に日本海に注ぐ、長さ72km、流域面積809km2の一級河川で、石川県最大の川である。流域の90%が山地であり、平均勾配が約27分の1という日本有数の急流河川である。上流部は川の浸食作用で渓谷となり、中流部には河岸段丘が発達している。下流域は白山市鶴来地区（旧・鶴来町）を扇頂とし、中心角120度、半径12〜13kmの扇状地（手取川扇状地）を形成している。梯川は加賀地方南西部の白山山系大日山連峰の鈴ヶ岳を源流とする一級河川で、長さ42km、流域面積は271.2 km2である。加賀地方北部に当たる金沢市内を流れる犀川と浅野川はいずれも二級河川である。流域には河岸段丘が発達している。加賀地方の海岸部は単調な砂浜海岸であり、北部には内灘砂丘がある。また、海沿いの平野部に木場潟、柴山潟、河北潟などの潟湖が点在している。

### 自然公園

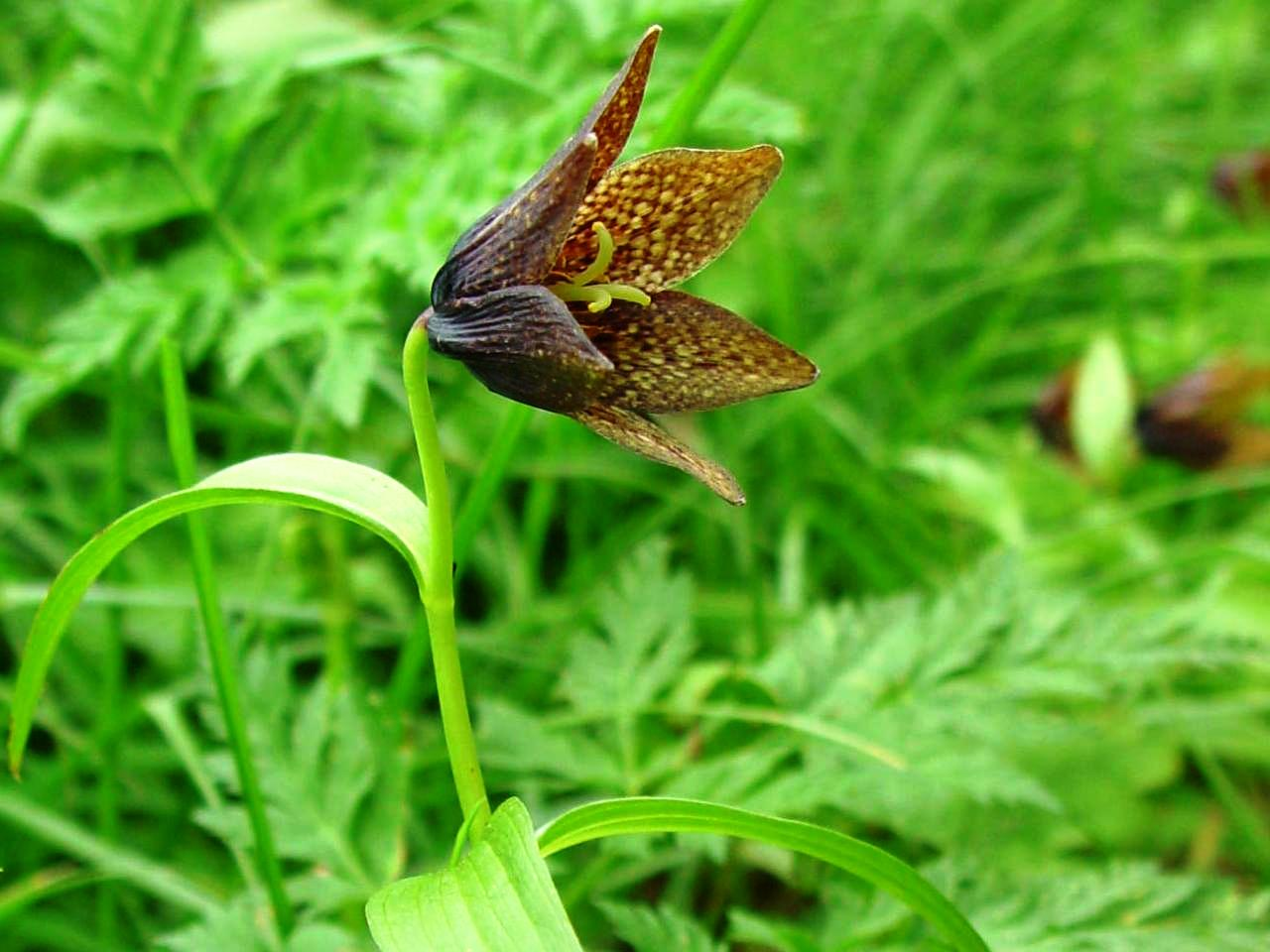
白山の高山植物クロユリ。石川県の「郷土の花」である。

国立公園が1か所（白山国立公園）、国定公園が2か所（能登半島国定公園、越前加賀海岸国定公園）、県立自然公園が5か所（山中・大日山県立自然公園、獅子吼・手取県立自然公園、碁石ケ峰県立自然公園、白山一里野県立自然公園、医王山県立自然公園）存在する。
白山国立公園は白山を中心とした両白山地の主要な山々を指定区域とする国立公園である。石川県、富山県、福井県、岐阜県の4県にまたがる。原生地域が区域の80%以上を占め、特にブナの原生林を広域に保有している。また、森林限界を越える高山帯としては日本最西端に当たるため、西限・南限とする貴重な動植物がみられる。
能登半島国定公園は能登半島の海岸一帯を主体とする国定公園である。石川県と富山県に跨る。能登金剛や禄剛崎など外浦の勇壮な海食景観と七尾湾や能登島など内浦の柔和な沈水景観の対比が特徴とされる。越前加賀海岸国定公園は加賀市から福井県敦賀市まで続く海岸一帯の国定公園である。石川県内では柴山潟や雁、鴨の飛来地 である片野鴨池が含まれている。片野鴨池はラムサール条約の登録湿地となっている。

### 気象

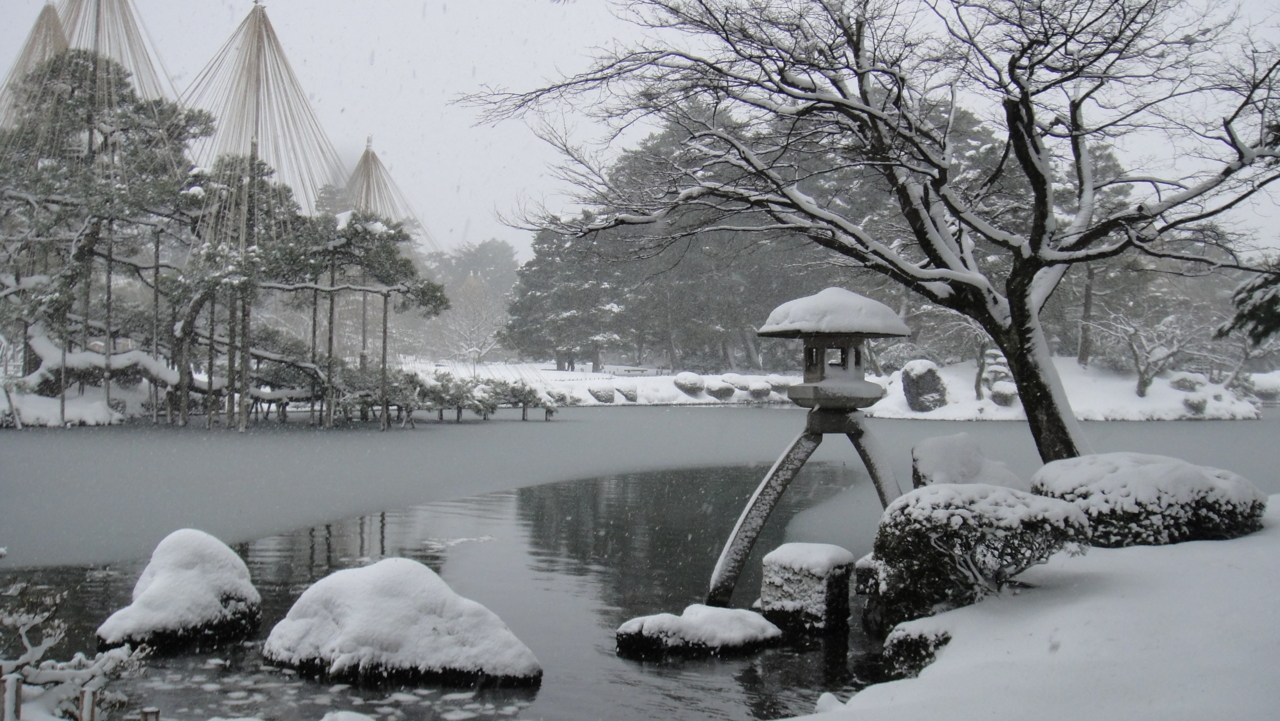
雪の兼六園（金沢市）

石川県の気候は比較的日照時間の短い日本海側気候型である。その特徴は冬に顕著で、北西からの季節風によって気温が低く雪の降る日が多くなる。地元でブリ起こしと呼ばれる冬の雷 の発生数は日本で一番多い。降雪と雷が同時に起こることは世界的にも珍しく、ノルウェー西海岸やアメリカ合衆国の五大湖から東海岸にかけて見られる程度であるとされる。
発達した低気圧が日本海を通過するときに南東からの強い風が両白山地を越えてフェーン現象を起こすことがある。また、同じ中部地方でも太平洋側の東海地方に比べて梅雨が顕著ではないという特徴がある。
| 平年値 （月単位） | 平年値 （月単位） | 能登地方       | 能登地方       | 能登地方      | 能登地方       | 能登地方       | 加賀地方       | 加賀地方       | 加賀地方       | 加賀地方        | 加賀地方          |
| 平年値 （月単位） | 平年値 （月単位） | 珠洲           | 輪島           | 志賀          | 七尾           | 羽咋           | かほく         | 金沢           | 小松           | 白山市 白山河内 | 加賀市 加賀中津原 |
| ----------------- | ----------------- | -------------- | -------------- | ------------- | -------------- | -------------- | -------------- | -------------- | -------------- | --------------- | ----------------- |
| 平均 気温 (°C)    | 最暖月            | 25.5 （8月）   | 25.9 （8月）   | 26.4 （8月）  | 26.0 （8月）   | 26.5 （8月）   | 26.2 （8月）   | 27.3 （8月）   | 26.7 （8月）   | 25.2 （8月）    | 25.4 （8月）      |
| 平均 気温 (°C)    | 最寒月            | 2.8 （1,2月）  | 3.3 （1月）    | 3.6 （1月）   | 2.7 （1月）    | 3.5 （1月）    | 3.3 （1月）    | 4.0 （1月）    | 3.6 （1月）    | 1.5 （1月）     | 1.9 （1月）       |
| 降水量 (mm)       | 最多月            | 279.2 （12月） | 278.4 （12月） | 203.8 （7月） | 255.1 （12月） | 264.6 （12月） | 252.7 （12月） | 301.1 （12月） | 282.5 （12月） | 372.1 （12月）  | 411.3 （12月）    |
| 降水量 (mm)       | 最少月            | 106.6 （4月）  | 121.6 （4月）  | 101.5 （2月） | 120.0 （5月）  | 122.5 （4月）  | 121.5 （4月）  | 138.0 （5月）  | 127.3 （5月）  | 162.2 （5月）   | 177.9 （4月）     |

能登地方中部から加賀地方にかけての平野部の気候は比較的温和だが、能登地方北部では年平均気温がやや低く、加賀地方山間部は気温が低く多雨豪雪であるといった地域差が見られる。
能登地方は日本海に大きく突き出しているため寒暖の季節風の影響を受けやすい。北陸地方の他の都市に比べ、夏はやや涼しく、冬は雪も少なめである。年平均気温は13〜14°Cではあるが、能登地方北部はやや低め。年降水量は1,700〜2,100mm、年日照時間は1,500〜1,700時間、最深積雪の平均は20〜60cmである。
加賀地方の平野部は比較的温和で年平均気温は13〜15°Cである。年降水量は2,100〜3,100mm、年日照時間は1,400〜1,700時間、最深積雪の平均は40〜50cmである。金沢市で年間200cmを超える降雪を観測した年は、1960年代 8回、1970年代 6回、1980年代 9回、1990年代 0回、2000年代 3回、2010年代 3回となっており、1990年代以降減少が顕著である。冬の日照時間が極端に少ないことが特徴で、夏は月平均約180時間に対し、冬は月平均約70時間である。加賀地方の山間部（標高500m以上）は最深積雪の平均が220cmと平野部の4倍以上になる豪雪地帯である。白山市白峰地区（旧・白峰村）では最深積雪682cmの記録がある。この地域が大雪となる理由はシベリアからの乾いた冷たい季節風が日本海を流れる対馬暖流の上を通る時に水蒸気を蓄え雲となり、両白山地にぶつかって斜面を上昇すると断熱膨張によって冷やされ雪となるためである。

### 地域区分
県北部を能登地方、県南部を加賀地方という。それぞれ令制国の能登国、加賀国の範囲に相当する。加賀地方は、かほく市以南を、能登地方は宝達志水町以北を指すことが多い。
石川県庁の出先機関では4地域または5地域に区分されることがある。たとえば、保健福祉センターは「能登北部、能登中部、石川中央、南加賀」の4区分である。
県営の看護士求人では「能登北部、能登中部、石川中央北部、石川中央南部、南加賀」の5区分である。
県の都市計画では「奥能登、中能登、県央、南加賀」の4区分である。
農林総合事務所や土木総合事務所では「奥能登、中能登、県央、石川、南加賀」の5区分である。

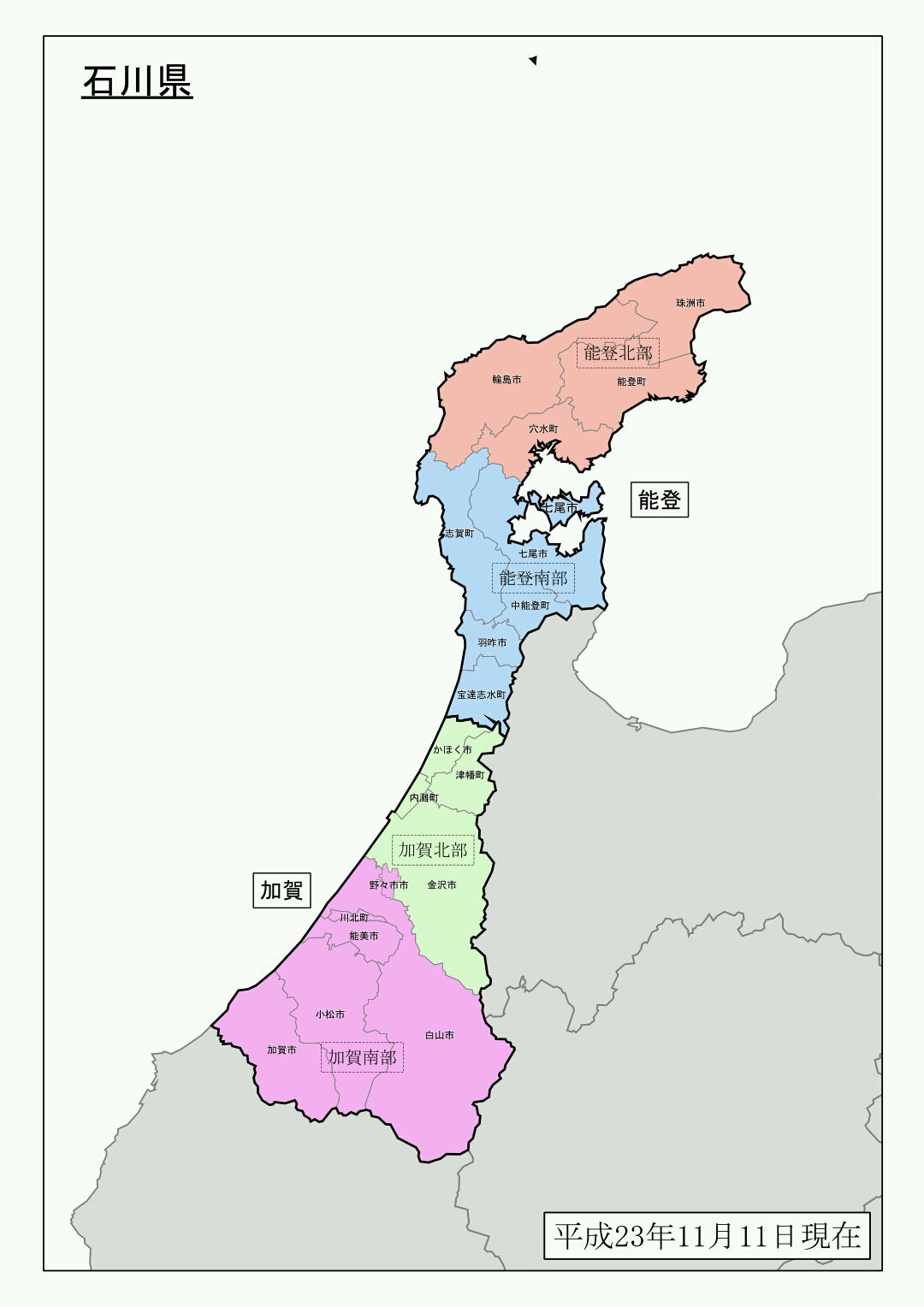
気象庁の石川県の区分

気象庁の天気予報では県域を北から南へ「能登北部、能登南部、加賀北部、加賀南部」と4区分される。
市町別では11市5郡8町となっている。石川県では、町は「まち」と読むが、鳳珠郡能登町および羽咋郡宝達志水町は「ちょう」と読む。石川県内の市町では、一部の小字地番にイロハや甲乙丙などを組み合わせたものが使用されている（白山市松任地区および野々市市を除く）。これは明治時代に行われた土地区画整理事業の名残で、石川県の多くの地域では2017年現在も使用されている。このため住居表示制度の導入割合は隣県の富山県や福井県より低い。

#### 加賀地方

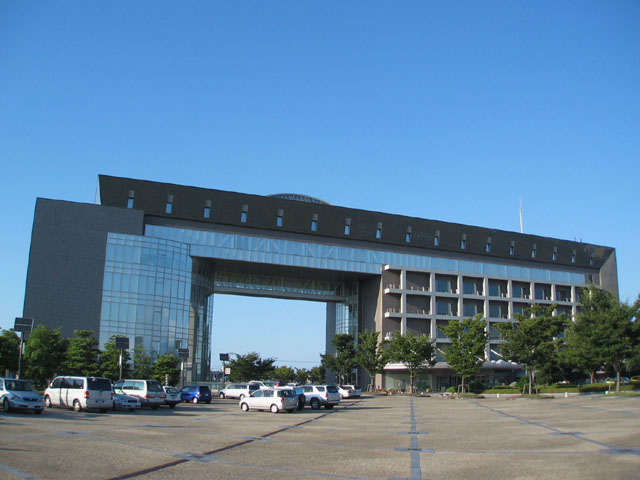
1市2町5村の大規模合併で誕生した白山市

域内推計人口 ： 936,252 人（全県比：85.8%）（2025年7月1日）
市部 - 金沢市（県庁所在地）、白山市、小松市、加賀市、野々市市、能美市、かほく市
郡部 - 河北郡（津幡町、内灘町）、能美郡（川北町）
石川県庁の出先機関の圏域名である県央は金沢市、かほく市、河北郡の区域、石川は白山市、野々市市の区域（石川中央は左記2域を足し合わせた区域）、南加賀は小松市、加賀市、能美市、能美郡の区域を指す。
加賀地方には平成の大合併前に4市4郡13町5村あったが、2004年（平成16年）3月1日に河北郡3町（高松町、七塚町、宇ノ気町）がかほく市に、2005年（平成17年）2月1日に松任市と石川郡2町5村（美川町、鶴来町、河内村、吉野谷村、鳥越村、尾口村、白峰村）が白山市に、同日能美郡3町（根上町、寺井町、辰口町）が能美市に、同年10月1日旧加賀市と江沼郡1町（山中町）が加賀市（これにより江沼郡は消滅） となり、また2011年（平成23年）11月11日に野々市町が単独市制で野々市市に移行（これにより石川県の県名の由来となる石川郡が消滅）した。このほか、市町間で行政サービスを共同で行うため次の一部事務組合が設立されている。
- 白山野々市広域事務組合（白山市・野々市市・川北町[40]） - ごみ処理・広域消防・火葬場（火葬場業務は川北町・白山市松任地域・美川地域を除く）
- 南加賀広域圏事務組合（小松市・加賀市・能美市・川北町） - 公設市場・救急医療
- 小松加賀環境衛生事務組合（小松市・加賀市） - し尿処理・火葬場
- 手取郷広域事務組合（能美市・川北町・白山市美川地域） - 火葬場
- 河北郡市広域事務組合（かほく市・津幡町・内灘町） - ごみ処理・し尿処理・斎場

#### 能登地方

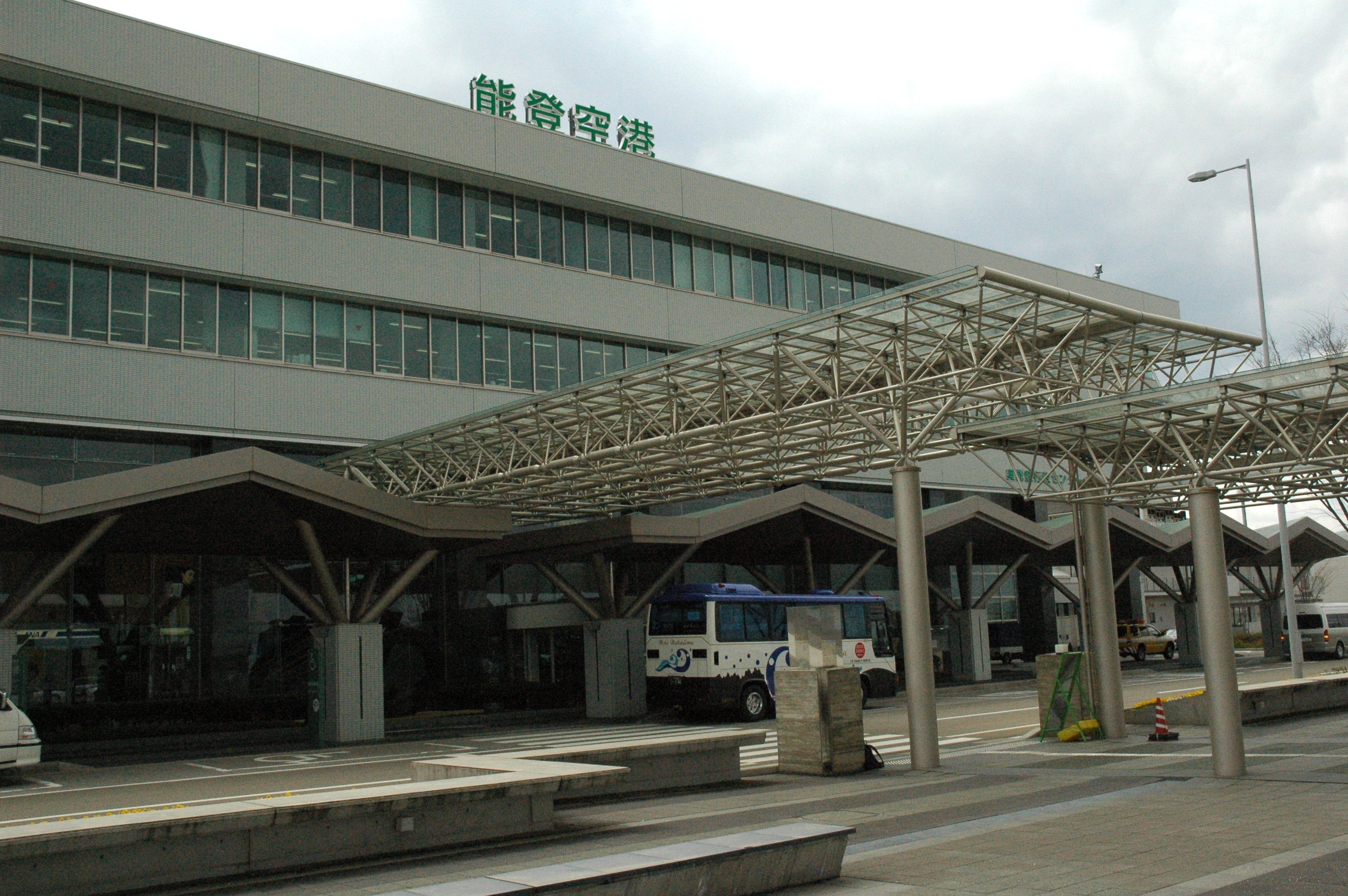
奥能登の広域行政機関が入る能登空港（輪島市）

域内推計人口 ： 155,037 人（全県比：14.2%）（2025年7月1日）
市部 - 七尾市、輪島市、羽咋市、珠洲市
郡部 - 羽咋郡（志賀町、宝達志水町）、鳳珠郡（能登町、穴水町）、鹿島郡（中能登町）
石川県庁の出先機関の圏域名である能登中部・中能登は七尾市、羽咋市、羽咋郡、鹿島郡の圏域、能登北部・奥能登は輪島市、珠洲市、鳳珠郡の圏域を指す。
能登地方には平成の大合併前に4市4郡14町1村あったが、2004年（平成16年）10月1日に旧七尾市と鹿島郡3町（田鶴浜町、中島町、能登島町）が七尾市に、2005年（平成17年）3月1日に羽咋郡2町（志雄町、押水町）が宝達志水町に、同日鹿島郡3町（鳥屋町、鹿島町、鹿西町）が中能登町に、同日鳳至郡1町1村（能都町、柳田村）と珠洲郡1町（内浦町）が鳳珠郡能登町（これにより鳳至郡と珠洲郡は消滅）に、同年9月1日に羽咋郡2町（志賀町、富来町）が志賀町、2006年（平成18年）2月1日に旧輪島市と鳳珠郡1町（門前町）が輪島市となった。このほか、市町間で行政サービスを共同で行うため次の一部事務組合が設立されている。
- 奥能登広域圏事務組合（輪島市・珠洲市・能登町・穴水町） - 広域消防・能登空港（ターミナルビル設置・利用促進）
- 羽咋郡市広域圏事務組合（羽咋市・志賀町・宝達志水町） - 環境衛生（ごみ処理・し尿処理・斎場・なぎさ環境保全）・広域消防・病院（なぎさ環境保全事業は志賀町を除く）
- 輪島市穴水町環境衛生施設組合（輪島市・穴水町） - ごみ処理・火葬場

## 歴史

### 原始

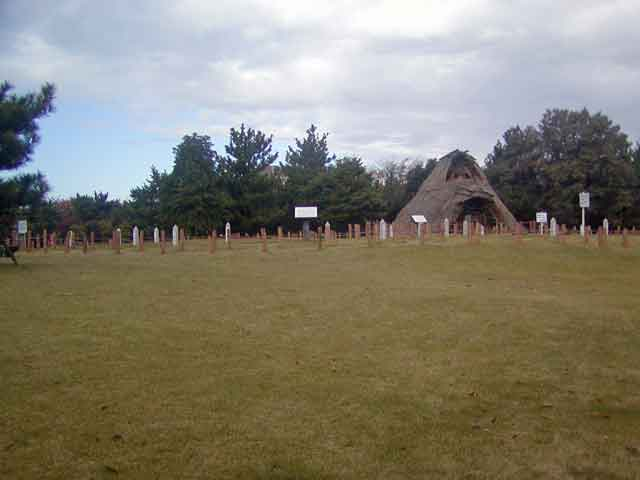
御経塚遺跡（野々市市）

県内で発見された旧石器時代の遺跡は能美市の灯台笹遺跡など極めて少ない。
縄文時代の遺跡では草創・早期の遺跡は少なく、中期と晩期にピークがある。
能登町の真脇遺跡は縄文時代の前期から晩期まで約4,000年続く長期定住遺跡である。
縄文時代後期から晩期の遺跡としては金沢市のチカモリ遺跡、野々市市の御経塚遺跡 がある。
1980年（昭和55年）チカモリ遺跡からクリの巨木を縦に半分に割り円形に並べた環状木柱列が見つかった。
環状木柱列はその後真脇遺跡でも発見されている。環状木柱列の用途・機能は「儀礼の場」や「特殊な建物」など様々な考えがあり不明である。羽咋市の吉崎・次場遺跡は北陸地方でも規模が大きい弥生時代の遺跡で近畿、東北、山陰などとの交流が認められる。

### 古代

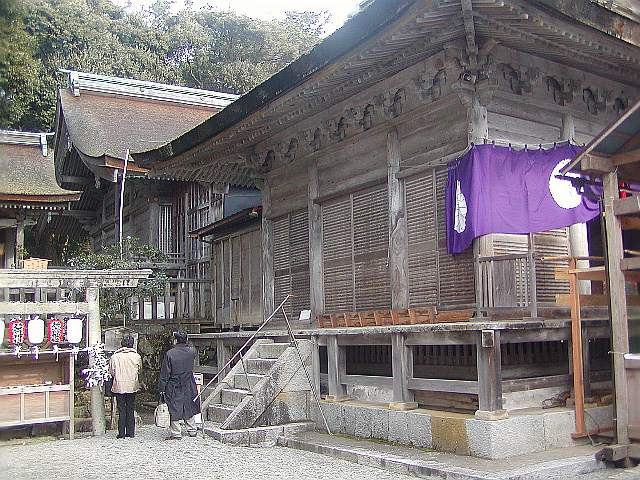
大伴家持も参詣した気多大社（羽咋市）

4世紀には大和王権の支配が及び、能登国には能等国造と羽咋国造が、加賀国には加我国造と江沼国造が設置された。
能美市には60数基の古墳が点在する能美古墳群がある。その中心に位置する和田山・末寺山古墳群からは武器・武具など大量の副葬品が出土している。
また、同じ能美古墳群の一角にある秋常山1号墳は全長約140mの前方後円墳である。
中能登町の雨の宮古墳群には北陸最大級の前方後方墳である雨の宮1号墳がある。
また、七尾市の能登島にある須曽蝦夷穴古墳はドーム型の墓室を持ち朝鮮半島の古墳にも通じるものとされる。
県域は飛鳥時代には越国あるいは三越分割後の越前国に含まれていた。奈良時代に入り、718年に羽咋・能登・鳳至・珠洲の4郡を割いて能登国が立てられた。
能登国は741年越中国に併合され、このころ大伴家持が越中国の国司として赴任している。757年には越中国から分離し、再び能登国が立てられた。
平安時代初期の823年になって越前国から加賀・江沼2郡を割いて加賀国が立てられた。これは令制上最後の立国である。
七尾市にある能登国分寺跡は、能登地方を支配した能登臣（のとのおみ）一族が白鳳時代に建てた寺院を843年に国分寺としたものである。法起寺式伽藍配置を持ち、約400年にわたり能登の仏教の場として栄えたとされる。奈良時代から平安時代には、能登半島には渤海の使節がたびたび到着し交易が行われていた。
志賀町の福浦港では渤海使が船の修理や宿泊をしたと伝えられており、平安時代初めに渤海使接待のため能登国に建てられた能登客院はこの地にあったと考えられている。
野々市市の末松廃寺跡は加賀地方北部に本拠を置く有力氏族道君（みちのきみ）が7世紀後半に創ったとされる寺院である。法起寺式伽藍配置をしており、屋根瓦の一部は能美市辰口地区（旧：辰口町）で焼かれたものであることが分かっている。
奈良・平安時代、北陸地方には東大寺、西大寺などの荘園が多くあった。
白山市から金沢市に跨る東大寺領横江荘もそうした荘園の一つである。平安時代に修験道が活発になると白山を山岳信仰の対象とする白山信仰が広まり、山頂への登山道（禅定道）の起点の一つとなった白山比咩神社は信仰の拠点となった。
平安時代末期の治承・寿永の乱（源平合戦）では、源義仲（木曾義仲）が倶利伽羅峠の戦い（津幡町）で数で圧倒する平家の義仲追討軍を破り、さらに篠原の戦い（加賀市）で逃げる平家を追撃し、京都に進んだとされる。

### 中世
鎌倉時代、新たに設けられた守護は加賀国、能登国とも比企氏、北条氏、室町時代に入ると加賀国は斯波氏、冨樫氏、能登国は吉見氏、畠山氏であった。

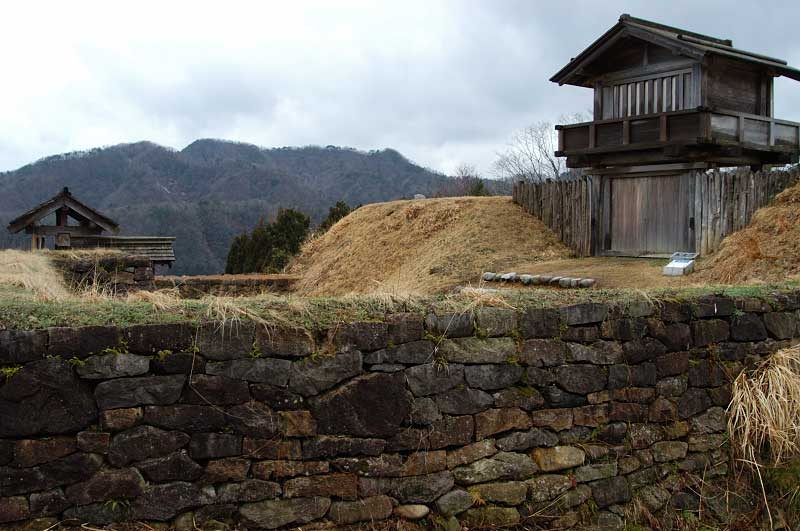
加賀一向一揆が抵抗の拠点として築城した鳥越城（白山市）

加賀国では、権門体制から幕藩体制への過渡期の時代、応仁の乱のころ浄土真宗が広まり、やがて寺社勢力に帰依した者を中心とした加賀一向一揆が起きた。守護大名冨樫一族の内紛に、地元武士、浄土真宗本願寺派と髙田派の内部抗争が入り混じった紛争が起き、さらに、これに勝利した富樫正親と本願寺派勢力が内部対立を起こし、本願寺派勢力が勝利したことで、戦国大名化した寺社勢力による自治が始まり、武士の支配を脱却した統治が約100年にわたって行われた。これが、加賀地方が「百姓の持ちたる国」と呼ばれた 所以である。その際、富樫政親を滅ぼした洲崎慶覚坊が金沢の台地上にあった本源寺の棟梁を謀殺しており、後に本源寺を、尾山御坊（金沢御坊）と定めて、ここを拠点にして支配した。本願寺の一向宗（浄土真宗）勢力による自治により石山本願寺の財政基盤として機能していた。中世の幕府は内紛により権威が弱く、世の中は治安が悪く、戦乱による財政難から度重なる徳政令で金融も麻痺していた。一方、本願寺の寺内町（門前町）だけは、支那との交流による銭貨を背景とした大量のマネタリーベースが供給され、規制緩和による自由な商売が出来、軍事組織もあったため治安も良く、徳政令からも免れて経済的に繁栄していた。従って、安心した暮らしを求めて帰依する者が多かったと考えられる。本願寺と敵対する織田信長は、柴田勝家らを派遣してここを平定し、能登国を前田利家に、加賀国を佐久間盛政に与えた。織田信長の死後、豊臣秀吉が実権を握ると、利家は加賀国も領して、尾山御坊跡の尾山城（金沢城）に入り城下町の建設を始めた。
能登国では、正長年間（1428年 - 1429年）ごろに初代当主畠山満慶が七尾城を築城し、畠山氏の領国支配の拠点となる。7代目当主畠山義総の時代に最盛期を迎えるが、義総の死後は畠山七人衆が実権を握り、大名権力を傀儡化する。1560年（永禄3年）、9代当主畠山義綱が実権を取り戻すが、1566年（永禄9年）に永禄九年の政変で能登国から追放される。1577年（天正5年）、上杉謙信が能登国へ侵攻し七尾城の戦いが起こり、畠山氏は滅亡する。

### 近世

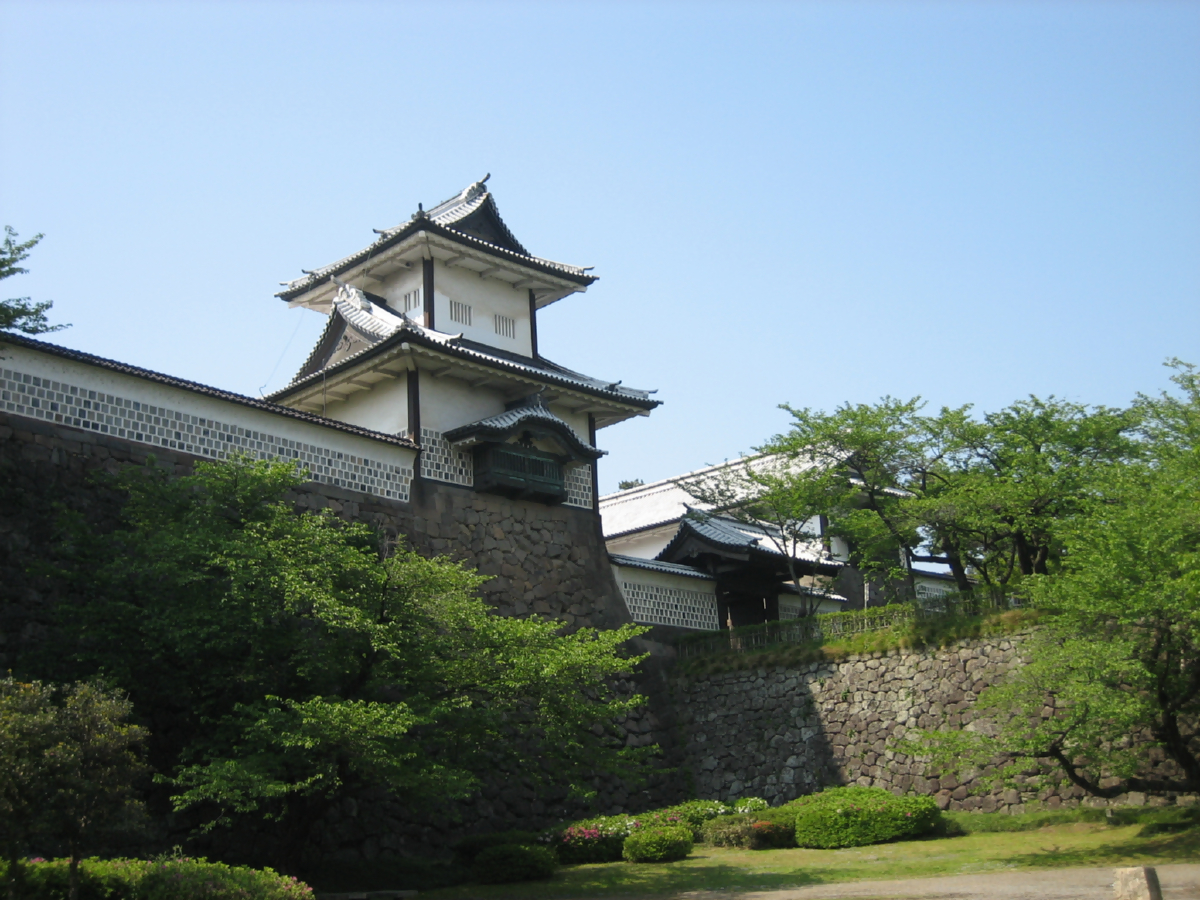
金沢城石川門（金沢市）

前田利家の長男・前田利長は関ヶ原の戦いでは徳川家康の東軍につき、戦後越中国を与えられた。利長は江戸幕府の幕藩体制のもと加賀国、能登国、越中国の3国を治める加賀藩の藩主となった。加賀藩前田家は外様大名でありながら大名の中で最大石高である約120万石を領した。第2代藩主前田利常は、江戸幕府2代将軍徳川秀忠の娘・珠姫を娶った徳川の大名として大坂の陣を戦い、戦後の大坂城改修の普請では通常の大名の負担分より多い負担を敢えてするなど、外様大名として取り潰しを避けることに意を用いたとされる。
利常は1639年に家督を長男前田光高に譲り、次男の前田利次に富山藩を、三男の前田利治に大聖寺藩を分封した。しかし、1645年に光高が急死し、第4代藩主となった光高の長男前田綱紀がまだ幼かったため、利常が後見人として藩政を補佐した。利常が綱紀を後見した時代には、貧農の救済、年貢納入の徹底などを目的とした改作法と呼ばれる農政改革が実施された。これは、農民の借金を帳消しにした上で、農具、種籾の購入資金や当座の食料を貸し付けて農業生産性を高めるとともに、各地の有力豪農などから選任した十村（とむら）に農民の監督や徴税を委ねるものである。改作法は所期した成果を挙げ、藩政の安定に寄与した。このころから加賀藩は蔵米を日本海から関門海峡、瀬戸内海を通り大坂まで運ぶ船輸送を始め、後の西廻海運の基となった。
なお、1659年に白山が噴火（最も新しい噴火）。1668年と1671年には手取川の洪水で多数の死者が出ている。

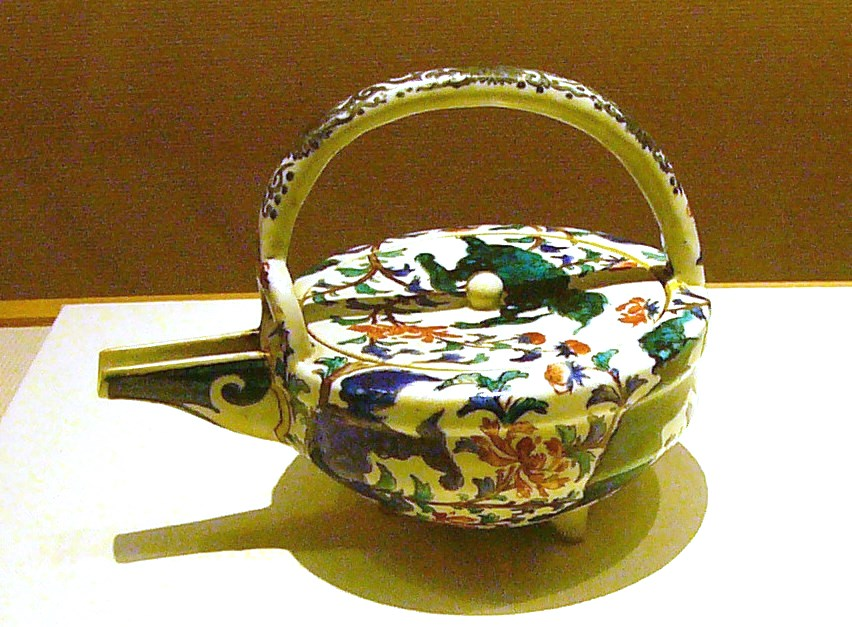
江戸時代前期の古九谷の銚子

加賀藩は産業の振興に力を入れ、かつ学問や文芸を奨励したことから、城下町の金沢を中心として今に続く伝統文化が興隆した。金沢城内に設けた御細工所は初め武器・武具の修理などを行う組織であったが、利常は茶の湯道具や掛幅など美術工芸品の製作・修理をさせ、綱紀は塗物・蒔絵細工、象嵌細工など20を越える職種を扱わせた。輪島塗は江戸時代に輪島で下地塗りの漆に混ぜる珪藻土が見つかったことで堅牢な漆器となり、日用食器として盛んに生産されるようになった。また江戸時代後期には沈金や蒔絵の技法が加わり美術工芸品としても発展した。
北前船が寄港する輪島港の海運の利を活かして全国に販路を広げた。
綱紀は学問の奨励のため木下順庵、室鳩巣、稲生若水といった学者の招聘につとめた。綱紀が収集した古今東西の図書は尊経閣文庫として受け継がれている。兼六園は綱紀による蓮池庭と御殿の建設が始まりとされ、現在の姿が完成するのは江戸時代後期である。能楽も盛んで、利家は金春流を好み、その後の藩主達にも受け継がれたが、綱紀が宝生流を取り入れ加賀宝生を成立させると、後者が主流となり栄えた。
大聖寺藩では江戸時代初めに殖産興業の一環として鉱山開発に取り組み九谷村（現：加賀市）で磁鉱が発見されたことから窯を築き色絵磁器（九谷焼）の製造が始まった。一旦廃窯されるが九谷焼は加賀藩により再興され、明治期には海外への輸出品となった。
江戸時代後期、加賀藩は1792年に藩校の文学校明倫堂と武学校経武館を文武ごとに別けて設立した。明倫堂では儒学のほか易学、医学、本草学、暦学、算学などを、経武館では馬術、剣術などを教えた。幕末には洋式兵学校の壮猶館や航海、測量の実習のための軍艦所を作り、ヨーロッパから洋式艦船を購入するなど海防に力を注いだ。

### 近代

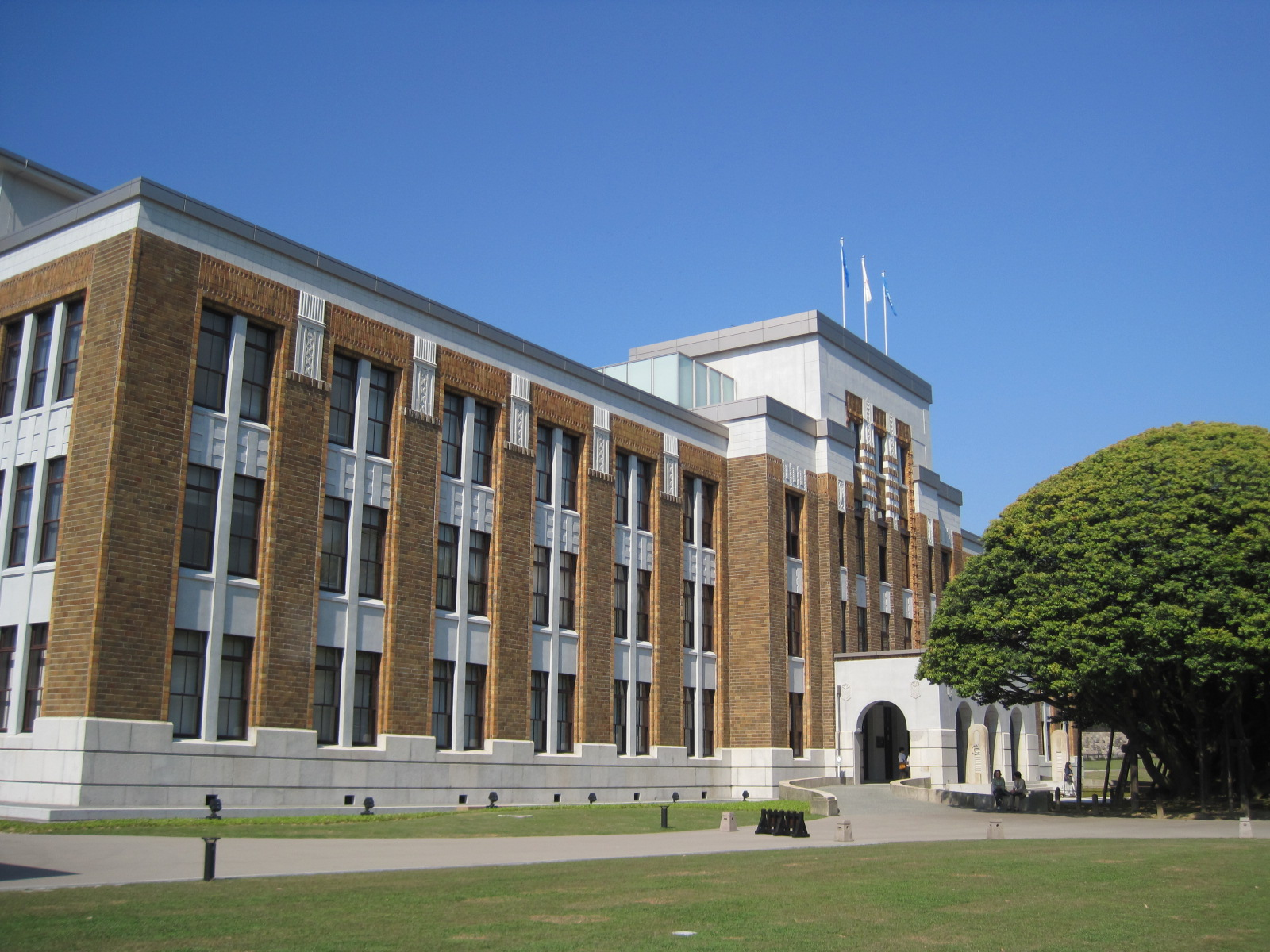
大正時代に竣工した旧・石川県庁（現：石川県政記念しいのき迎賓館）（金沢市）

1869年（明治2年）版籍奉還で加賀藩は金沢藩となり、14代藩主前田慶寧は金沢藩知事に任命された。しかし、1871年（明治4年）7月14日には廃藩置県が行われ、金沢藩域は金沢県（第1次）、大聖寺藩域は大聖寺県となった。同年11月20日に両県を廃止し、旧・金沢県より射水郡以外の越中国新川郡、婦負郡、礪波郡を分けて新川県（当時は新川郡魚津が県庁所在地）を設置、能登国と越中国射水郡に七尾県を、加賀地方に金沢県（第2次）を置いた。明けて1872年（明治5年）2月2日、金沢県庁を石川郡美川町（現：白山市美川南町）に移し、この郡名より石川県と改称した。現在の県名はこれに由来する。なお、石川は古くから氾濫を繰り返し、石ころ河原だった手取川の別名という説がある。県庁の移設は、旧加賀藩の影響力を弱めるための時の政府の方策等諸説あるが、公式には金沢では県域の北に寄りすぎであるためという理由であった。なお、金沢市も市制施行前は石川郡に属していた。同年9月25日に射水郡を除く七尾県を石川県に併合（射水郡は新川県に併合）、11月に足羽県より白山麓18か村を併合し、現在の石川県と同じ県域となった。これにより、先の県庁移転の根拠が消滅し、翌1873年（明治6年）に再び県庁は金沢に移転したが、県名はその後も石川県のままとされた。その後、1876年（明治9年）、当時の新川県（現在の富山県域にほぼ相当）と敦賀県（現在の福井県域にほぼ相当）の嶺北地域を編入し、富山と福井に支庁を置いた（現在の石川県と区別する意味で「大石川県」と呼ぶことがある）。
しかし、1878年（明治11年）に紀尾井坂の変が発生したのを切っ掛けに、大石川県は政府から「大県および不平士族の多い故の難治県」と警戒されるようになり、政府は大石川県の力を弱めるためおよび政府が軍備補完のために設立した「共同運輸会社」に伏木港の海運業者・藤井能三が有力出資者であることに考慮し、大石川県の分県を承認。1881年（明治14年）に福井県が、1883年（明治16年）に富山県がそれぞれ分離して現在の県域となる。特に富山県については、加賀側と能登側が「越中は藩政期に加賀藩の庇護を受け、さんざん迷惑をかけやっかいになり続けたのに今更分県などけしからん」と強く反発し阻止に暗躍していたが、最終的に越中側の熱意と政府による金沢市族への弾圧や自由民権運動の北陸ブロック形成の阻止という意図により独立する結果となった。
明治維新により武士は無職となり明治時代初期には士族の9割は金沢市外県外などに転出していった。そもそも武士の大半は貧乏であったため同時に農工商を営んでおり、士族業が失業しても影響が少なく、中には残った者もいたが、いわゆる上級武士ほど影響が大きかった。1874年（明治7年）、没落した士族を救うために旧・金沢藩士長谷川準也（後の金沢市長）らにより金沢製糸場が創設された。官営模範工場の富岡製糸場に倣ったもので、県下の殖産興業の先駆けとなった。1887年（明治20年）4月、金沢に旧制第四高等中学校（現在の金沢大学の前身）が設置された。また1898年（明治31年）10月、金沢城内に旧陸軍第九師団司令部が設けられた。それまで人口減少などにより経済的に落ち込んでいたが、これにより金沢は北陸地域での学問的、軍事的な拠点として発展していく。

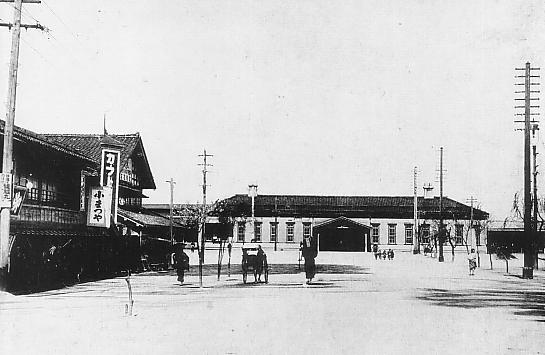
明治期の金沢駅舎および駅前広場（金沢市）

鉄道は、1897年（明治30年）9月、北陸線が福井駅から小松駅まで延伸。翌1898年（明治31年）4月に金沢駅まで、同年11月に高岡駅まで延伸された。また同年4月には七尾鉄道が津幡仮停車場（現：本津幡駅付近）から矢田新駅（後の七尾港駅）まで開通し、1907年（明治40年）国有化された。1925年（大正14年）和倉駅まで延伸し、1935年（昭和10年）までに輪島駅まで開業した。
金沢製糸場の施工にあたった津田吉之助の子津田米次郎は織機の機械化に取り組み、1900年（明治33年）日本初の力織機を発明した。当時、羽二重生産で出遅れていた金沢はこの力織機による工場制大量生産で大正期にかけて生産量を伸ばした。同年、金沢では電気の送電が開始され、翌1901年（明治34年）に市内電話が開通。1908年（明治41年）にはガスの供給が始まっている。
1918年（大正7年）富山県魚津町で発生した米騒動は石川県でも高浜町・堀松村（いずれも現：志賀町）から金沢市、宇出津町（現：能登町）、松任町（現：白山市）、穴水町へと波及した。翌1919年（大正8年）に金沢で市内電車が運転を始める とこれを契機に都市化が進み、カフェ・映画などの大衆文化が広がった。1925年（大正14年）内灘村（現：内灘町）に開園した粟崎遊園にも人気が集まった。金沢では1930年（昭和5年）に犀川を水源とする末浄水場が完成して水道が通水し、同年ラジオ放送が始まった。
1896年（明治29年）および1934年（昭和9年）には手取川で大洪水があり、多数の死者が発生した。特に1934年（昭和9年）の災害は上流で大規模な土砂崩れ（別当崩れ）が発生するなど上流から河口まで流域の全域にわたって被害が発生し、死者97人、行方不明者15人に上る未曾有の大災害であった。

### 現代

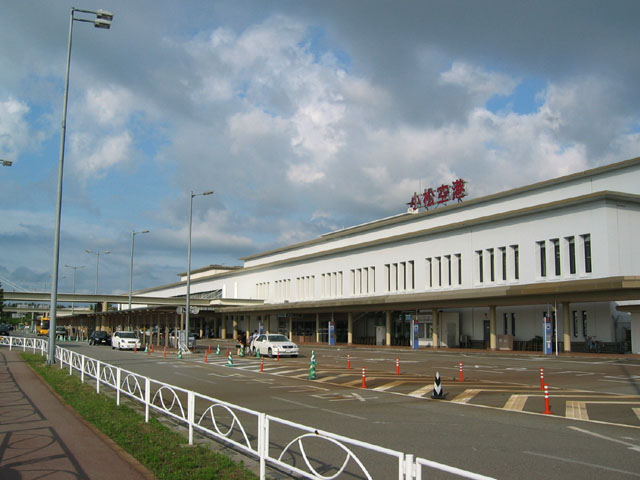
自衛隊と民間航空の共用空港である通称「小松空港」（小松飛行場、小松市）

石川県は戦争中空襲などによって焦土となることを免れたため（全国で唯一、太平洋戦争での空襲が無かった県である）、戦後も様々な社会資本を引き続き使用することができた。1947年（昭和22年）の第2回国民体育大会が石川県を中心として開催されたのは一つの例である。これは各都道府県持ち回りとなる最初の大会となった。
戦後、アメリカ軍が内灘村（現：内灘町）で接収した砲弾試射場に対する反対運動（内灘闘争）が起こり、1952年（昭和27年）から翌年にかけて激しさを増した。その後1957年（昭和32年）に撤収されたため事態は次第に収束していった。旧海軍の小松飛行場は戦後アメリカ軍に接収されていたが、1955年（昭和30年）に不定期の大阪便が就航した。1958年（昭和33年）にアメリカ軍の接収が解除されると航空自衛隊が駐屯。1961年（昭和36年）に航空自衛隊小松基地が開庁し、正式に自衛隊と民間航空との共用飛行場となった。
1957年（昭和32年）NHK がテレビ放送を開始。翌年、民間放送の北陸放送もテレビ放送を始めた。1962年（昭和37年）からはテレビカラー放送が始まった。同年12月末から翌1963年（昭和38年）2月初めにかけて北陸地方を中心に広い範囲で降雪が続いた。最深積雪は金沢で181cmを記録。交通障害、通信障害、停電のほか家屋の倒壊も相次いだ（三八豪雪）。
1963年（昭和38年）北陸本線福井駅・金沢駅間が電化。翌年金沢駅・富山駅間も電化される。国鉄能登線は1959年（昭和34年）に穴水駅から鵜川駅まで開業し、1964年（昭和39年）までに蛸島駅まで全線開通した。一方、1967年（昭和42年）金沢の市内電車が廃止された。
1970年（昭和45年）10月31日、石川県内の人口が100万人を上回った。
1972年（昭和47年）県内初の高速道路となる北陸自動車道金沢西IC・小松IC間が開通。その後1978年（昭和53年）までに県内の北陸自動車道は全線が開通した。能登方面は、1973年（昭和48年）能登海浜道路高松IC・柳田IC間が開通し、1982年（昭和57年）までに粟崎IC・此木IC（現：穴水IC）間の能登有料道路全線が開通している。なお1977年（昭和52年）に尾口村（現：白山市）と岐阜県白川村を結ぶ白山スーパー林道（現：白山白川郷ホワイトロード）が開通した。
1980年（昭和55年）には治水、都市用水の供給、発電を目的とした手取川ダムが完成。水道用水として北は七尾市能登島から南は加賀市まで県内給水人口の7割以上を賄う。また1993年（平成5年）志賀町で 志賀原子力発電所（北陸電力）が営業運転を開始した。一方で2003年（平成15年）には珠洲市で建設計画のあった珠洲原子力発電所（北陸電力・中部電力・関西電力）の計画凍結が発表された。

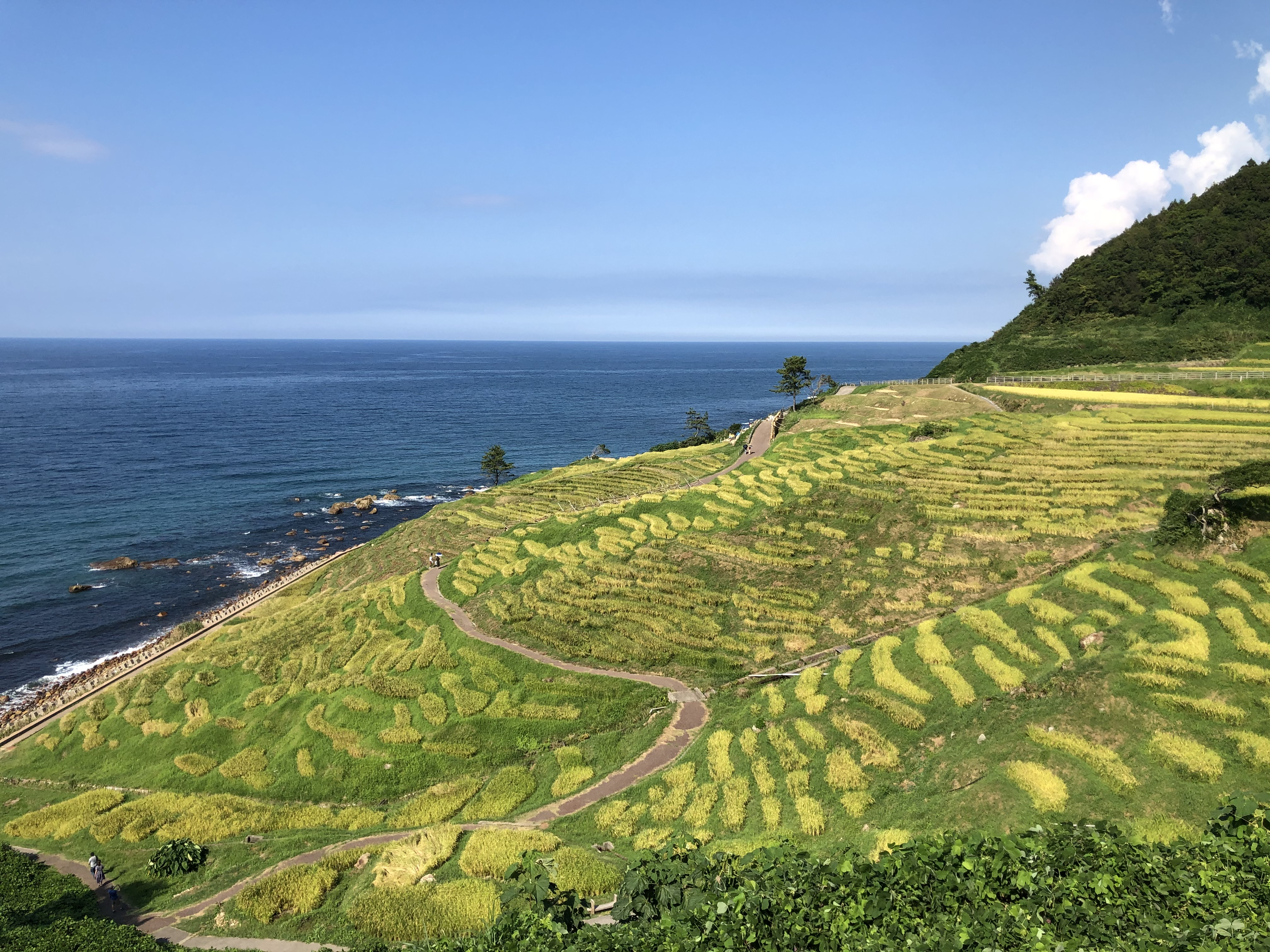
白米千枚田（輪島市）。能登の里山里海は世界農業遺産に認定された。

昭和末期以降、能登地方の交通体系は鉄道中心から道路・空港に大きく変わった。1988年（昭和63年）JR能登線が廃止され、第三セクター鉄道ののと鉄道に引き継がれた（のと鉄道能登線）。1991年（平成3年）にはJR七尾線津幡駅・和倉温泉駅間が電化される一方、和倉温泉駅・輪島駅間がのと鉄道に経営移管された（のと鉄道七尾線）。2001年（平成13年）のと鉄道七尾線穴水駅・輪島駅間 が、2005年（平成17年）のと鉄道能登線が廃止された。
2003年（平成15年）石川県で2番目となる能登空港が開港。能登空港には石川県の出先機関が入るほか、隣接地に日本航空学園が誘致された。また道の駅としても登録されている。能越自動車道は能登有料道路と共用する徳田大津JCT・穴水IC間に続き、1998年（平成10年）田鶴浜IC・徳田大津JCT間が供用を開始。2006年（平成18年）（平成19年）に穴水IC・能登空港IC（現：のと里山空港IC）間（穴水道路）が開通した。
2007年（平成19年）3月25日 能登半島沖を震源とするマグニチュード6.9の地震（能登半島冲地震）が発生。最大震度は輪島市、七尾市、穴水町で震度 6強。死者1人、重軽傷者338人のほか、2,426棟の住家が全半壊し、能登有料道路の一部が大規模に崩落するなどの被害が出た。2008年（平成20年）7月28日 未明からの降雨により浅野川が55年ぶりに氾濫し、金沢市内で2,000棟を超える家屋の被害が出た。浅野川流域の最大3時間雨量は金沢地方気象台の過去最大雨量を記録し、約200年に一度の豪雨となった。
2009年（平成21年） 金沢市がユネスコ・創造都市ネットワークのクラフト分野に登録された。また同年能登地方北部の伝統的な祭礼奥能登のあえのことがユネスコの無形文化遺産代表一覧表に記載され、2011年（平成23年）には能登の里山里海が佐渡島と同時に日本で初めて国連食糧農業機関 (FAO) の世界農業遺産に認定された。
2013年（平成25年）には多くの幹線道路が整備された。能越自動車道七尾氷見道路七尾城山IC～七尾大泊IC間が3月24日に完成したほか、能登有料道路などが3月31日に無料化された。
2015年（平成27年）3月14日、北陸新幹線が金沢駅まで開業したほか、輪島市を舞台にしたNHK連続テレビ小説まれの放送などで県内が沸いた。5月17日には第66回全国植樹祭が石川県で開催された。
2016年（平成28年）には青柏祭の曳山行事がユネスコ無形文化遺産保護条約「人類の無形文化遺産の代表的な一覧表」に「山・鉾・屋台行事」として登録された。2018年（平成30年）11月29日には能登のアマメハギが「来訪神仮面・仮装の神々」として登録されている。
2020年（令和2年）4月14日、新型コロナウイルスの感染拡大に歯止めがかからず、知事は県独自の緊急事態宣言を出した。記者会見で知事は「地域医療が危機的な状況に陥りかねない」と危機感を表明した。一方で2020年には金沢港クルーズターミナルのオープンや、金沢城公園「鼠多門・鼠多門橋」の完成、国立工芸館の開館など様々な観光施設がオープンした。
2021年（令和3年）5月31日・6月1日には東京2020オリンピック聖火リレーが金沢城公園三の丸広場、和倉温泉湯っ足りパークで開催された。
2022年（令和4年）7月16日には、石川県立図書館が金沢市小立野に移転開館。年間100万人の来館者数を達成した。
2023年（令和5年）5月14日・15日にはG7富山・金沢教育大臣会合が金沢市で行われ、10月14日から11月26日にかけては、第38回国民文化祭・第23回全国障害者芸術・文化祭、いしかわ百万石文化祭2023が石川県で開催された。
2024年（令和6年）1月1日、能登半島を震央とする令和6年能登半島地震（マグニチュード7.6）が発生し、羽咋郡志賀町では県内で史上初となる震度7を観測した。
3月16日のJRグループのダイヤ改正において北陸新幹線の金沢駅‐敦賀駅間が延伸開業。これに伴い北陸本線の上記延伸開業区間のうち、金沢駅‐大聖寺駅間がIRいしかわ鉄道線に、大聖寺駅‐敦賀駅間がハピラインふくい線に経営が移管された。前日の15日が北陸本線としてのラストランとなり、特急「サンダーバード」・「しらさぎ」・「ダイナスター」・「おはようエクスプレス・おやすみエクスプレス」の4列車も石川県内での運行を終え、「ダイナスター」と「おはようエクスプレス」・「おやすみエクスプレス」は廃止され、「サンダーバード」と「しらさぎ」は敦賀駅発着に変更された。また、四半世紀続いた北陸本線の名前が石川県からも消滅した。
2025年(令和7年) 1月1日、令和6年能登半島地震および令和6年奥能登豪雨追悼式(正式名称:令和６年能登半島地震・令和６年奥能登豪雨犠牲者追悼式)が行われた。遺族317人と市町関係者ら445人が出席し、式には石破茂首相や岸田文雄元首相も出席した。

## 人口
石川県の人口は、2022年（令和4年）10月1日現在で1,117,827人となっている。このうち、能登地方が171,162人、加賀地方が946,665人と、約84.7%が加賀地方に集中している。市町別では、金沢市が459,916人と最も多く、県人口の約41.1%を占めている。次いで、白山市109,693人、小松市105,006人、加賀市61,379人、野々市市57,891人、七尾市48,391人などとなっている。
2022年（令和4年）の高齢化率は30.5%で、全国の29.1%を上回っている。地域別に見ると加賀地方が28.0%であるのに対し、能登地方は44.2%と高くなっている。市町別では野々市市の20.5%が最も低く、珠洲市の52.8%が最も高い。
2012年（平成24年）から2022年（令和4年）の10年間の比較においては、野々市市が7.96%の増加、かほく市が2.15％の増加、津幡町が0.15％の増加であるのに対し、他16市町村は減少している。減少率が大きい順に、珠洲市22.02％減、能登町21.18%減、輪島市19.67%減、穴水町18.71%減、志賀町17.12％減などとなっている。
平均寿命は2020年（令和2年）で男性82.00歳、女性88.11歳となっており、それぞれ全国（男性81.49歳、女性87.60歳）よりも長い。合計特殊出生率は2022年（令和4年）で1.38人と、全国の1.26人を上回っている。

石川県市町村人口増減率分布図（2015年度と2020年度国勢調査から算出）
増加
2.5 - 4.99 %
0.0 - 2.49 %
減少
0.0 - 2.5 %
2.5 - 5.0 %
5.0 - 7.5 %
7.5 - 10.0 %
10.0 % 以上

| 増加 2.5 - 4.99 % 0.0 - 2.49 % | 減少 0.0 - 2.5 % 2.5 - 5.0 % 5.0 - 7.5 % 7.5 - 10.0 % 10.0 % 以上 |

| |                                        |  |
| 石川県と全国の年齢別人口分布（2005年） | 石川県の年齢・男女別人口分布（2005年） |  |
| ■紫色 ― 石川県 ■緑色 ― 日本全国 | ■青色 ― 男性 ■赤色 ― 女性              |  |
| 石川県（に相当する地域）の人口の推移 \| 1970年（昭和45年） \| 1,002,420人 \| \| \| 1975年（昭和50年） \| 1,069,872人 \| \| \| 1980年（昭和55年） \| 1,119,304人 \| \| \| 1985年（昭和60年） \| 1,152,325人 \| \| \| 1990年（平成2年） \| 1,164,628人 \| \| \| 1995年（平成7年） \| 1,180,068人 \| \| \| 2000年（平成12年） \| 1,180,977人 \| \| \| 2005年（平成17年） \| 1,174,026人 \| \| \| 2010年（平成22年） \| 1,169,788人 \| \| \| 2015年（平成27年） \| 1,154,008人 \| \| \| 2020年（令和2年） \| 1,132,526人 \| \| |                                        |  |
| 総務省統計局 国勢調査より |                                        |  |
| 1970年（昭和45年） | 1,002,420人                            |  |
| 1975年（昭和50年） | 1,069,872人                            |  |
| 1980年（昭和55年） | 1,119,304人                            |  |
| 1985年（昭和60年） | 1,152,325人                            |  |
| 1990年（平成2年） | 1,164,628人                            |  |
| 1995年（平成7年） | 1,180,068人                            |  |
| 2000年（平成12年） | 1,180,977人                            |  |
| 2005年（平成17年） | 1,174,026人                            |  |
| 2010年（平成22年） | 1,169,788人                            |  |
| 2015年（平成27年） | 1,154,008人                            |  |
| 2020年（令和2年） | 1,132,526人                            |  |

### 都市

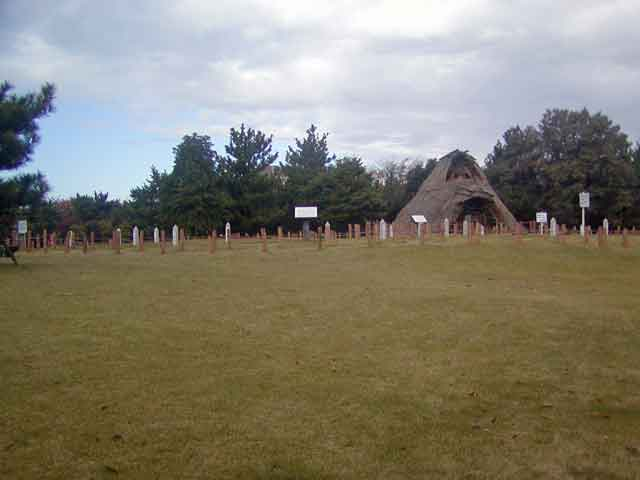
野々市市
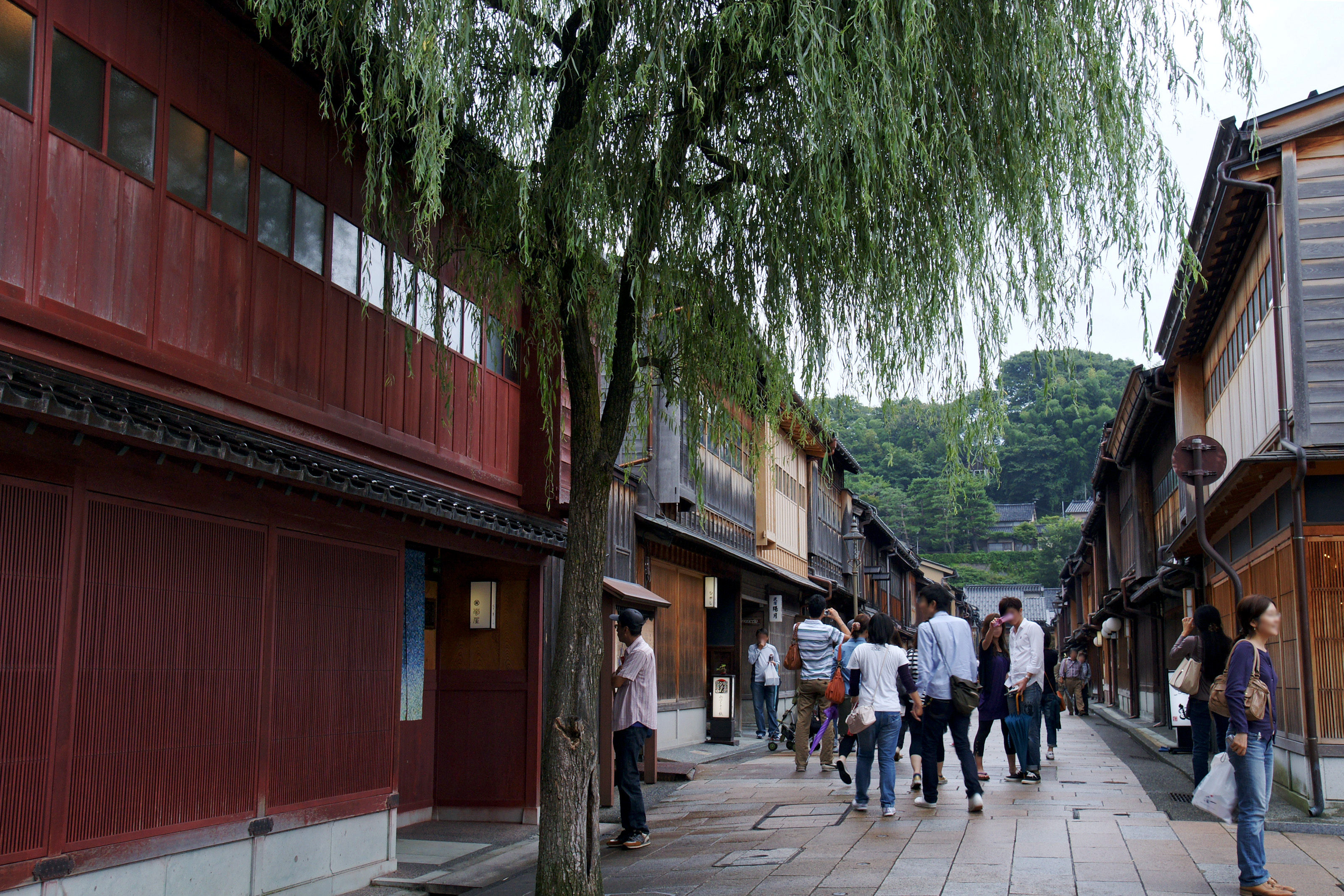
金沢市（県都･中核市）
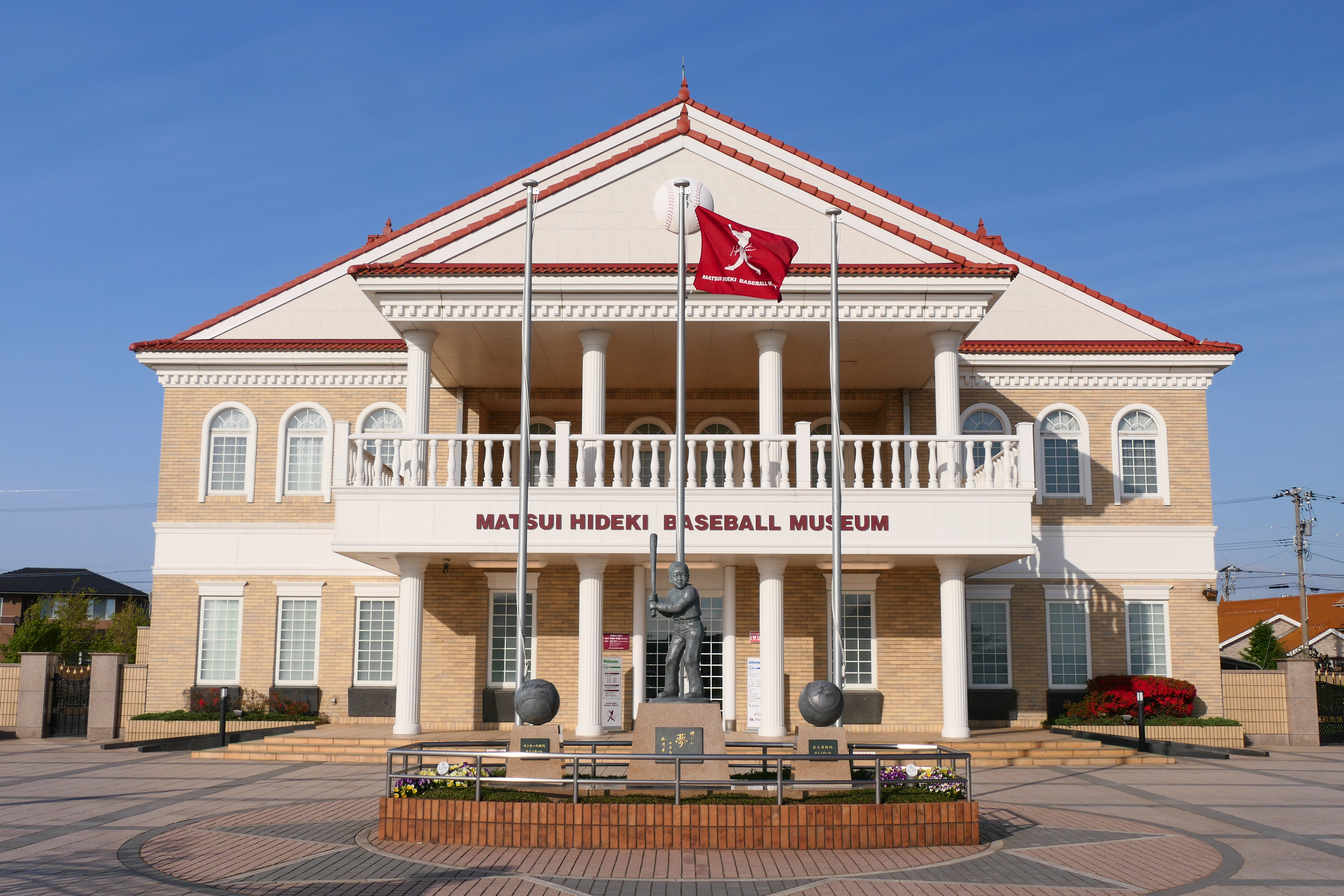
能美市
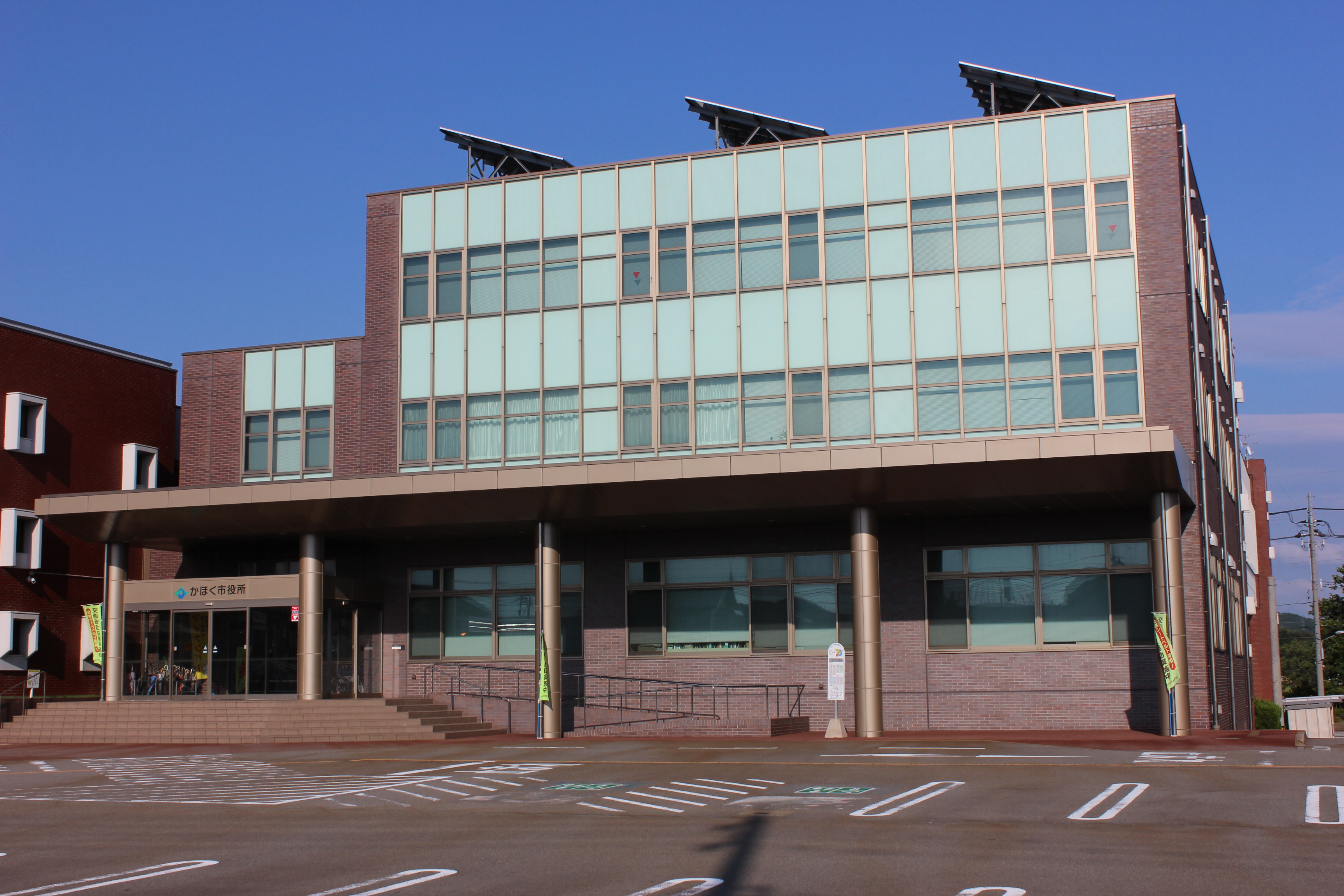
かほく市
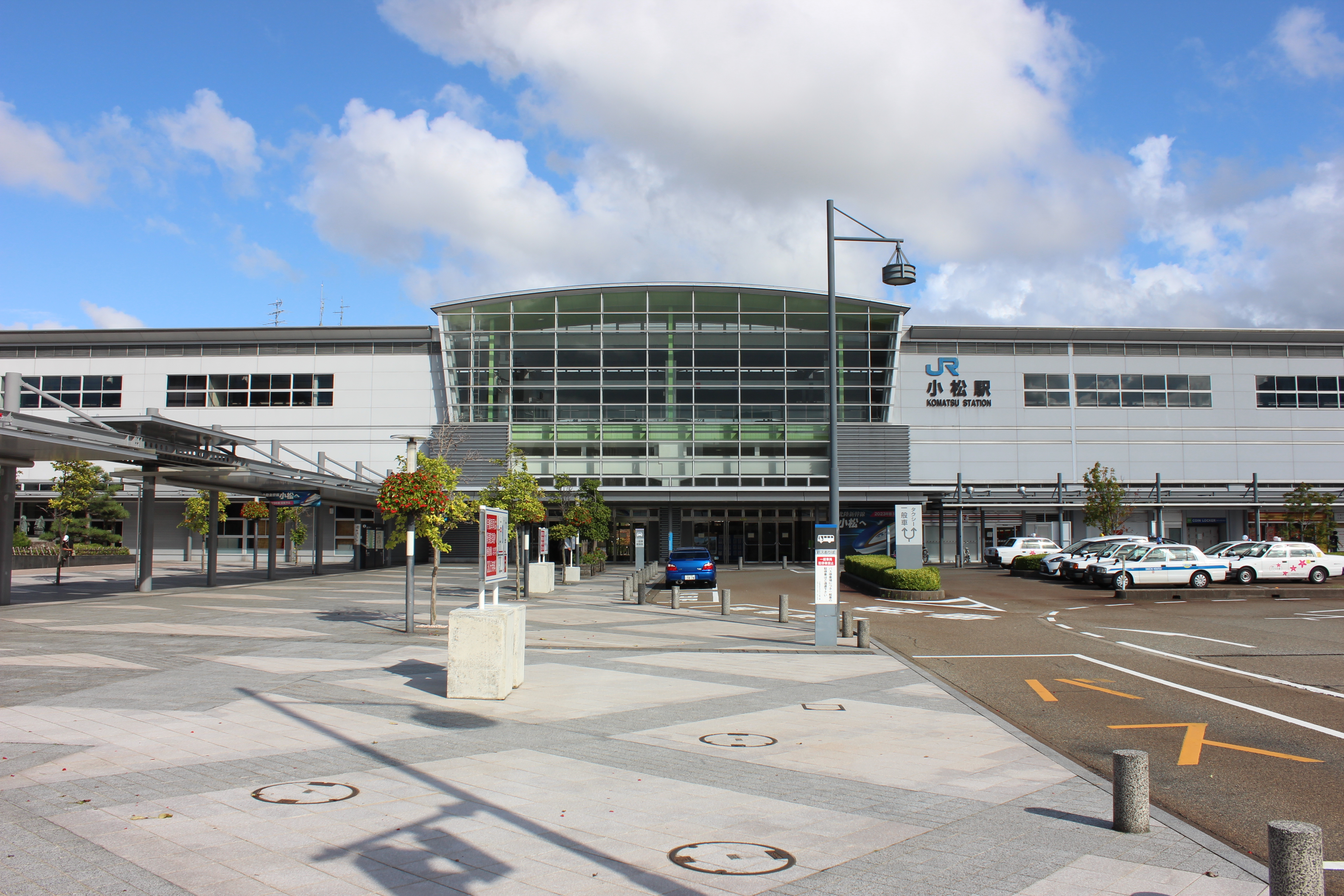
小松市

石川県内 市別人口ランキング（2022年（令和4年）10月1日現在）

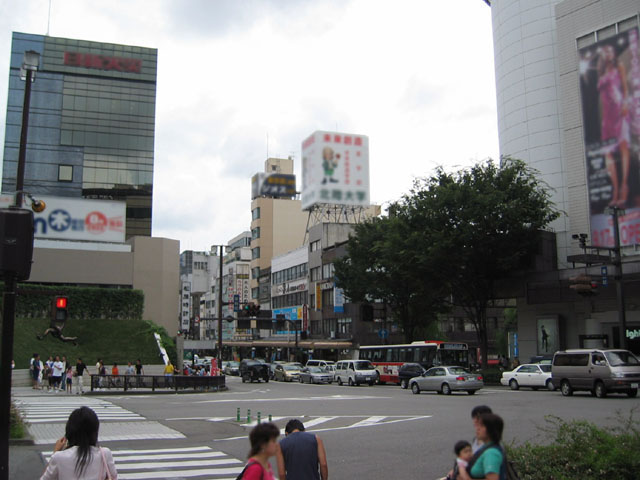
1.金沢市（中核市）
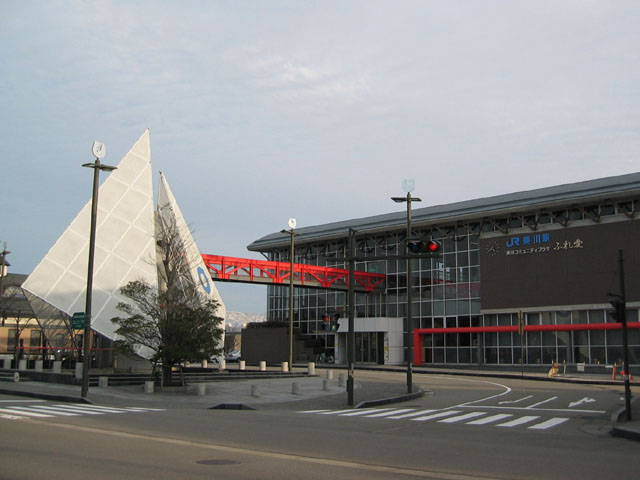
2.白山市
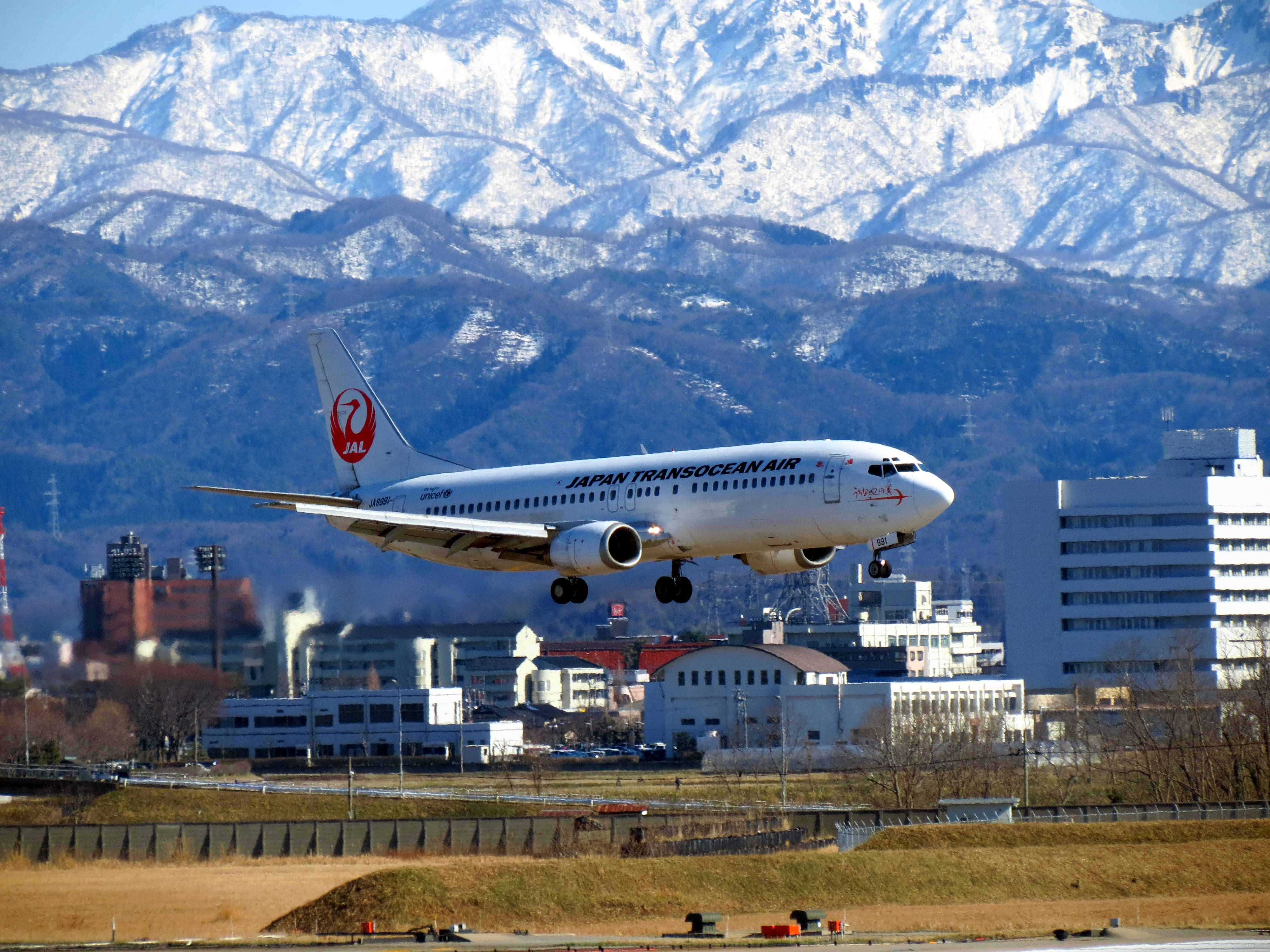
3.小松市
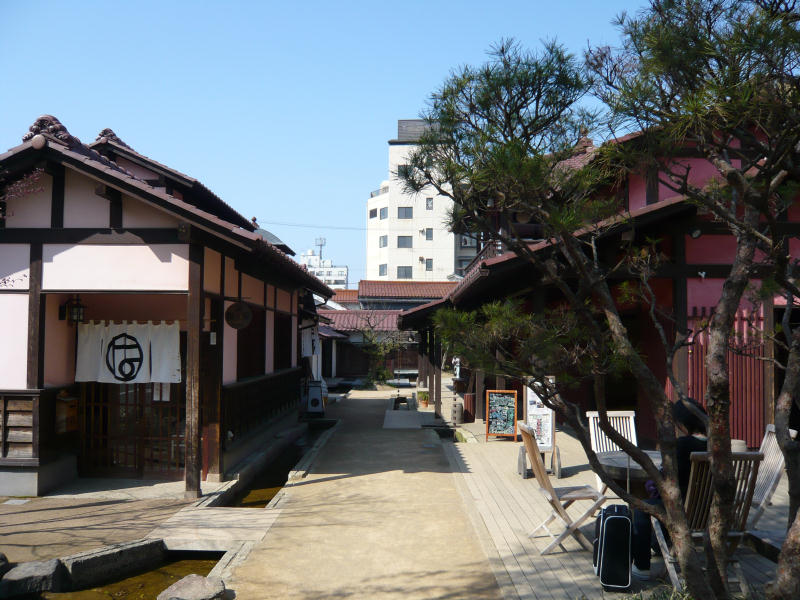
4.加賀市
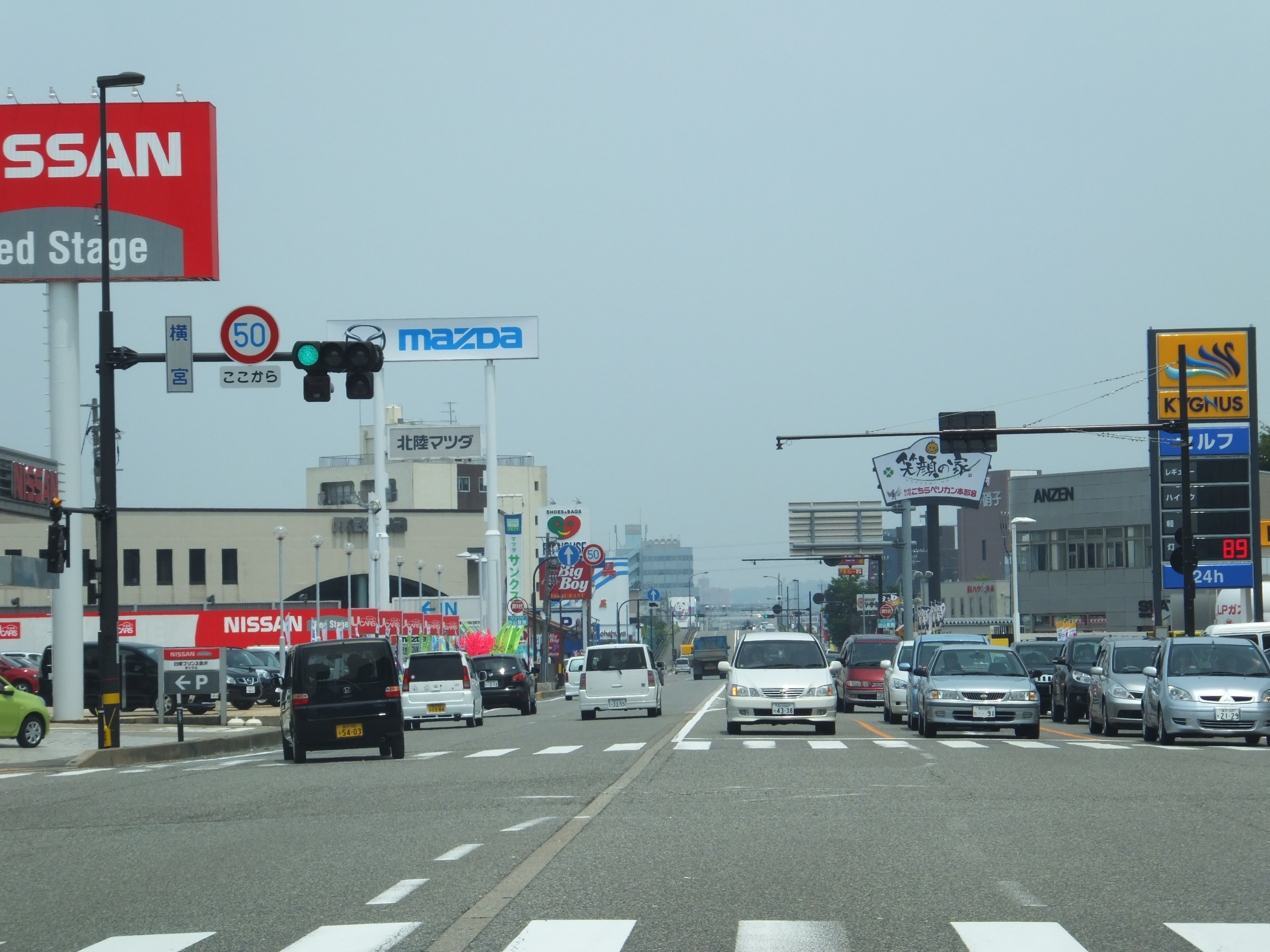
5.野々市市
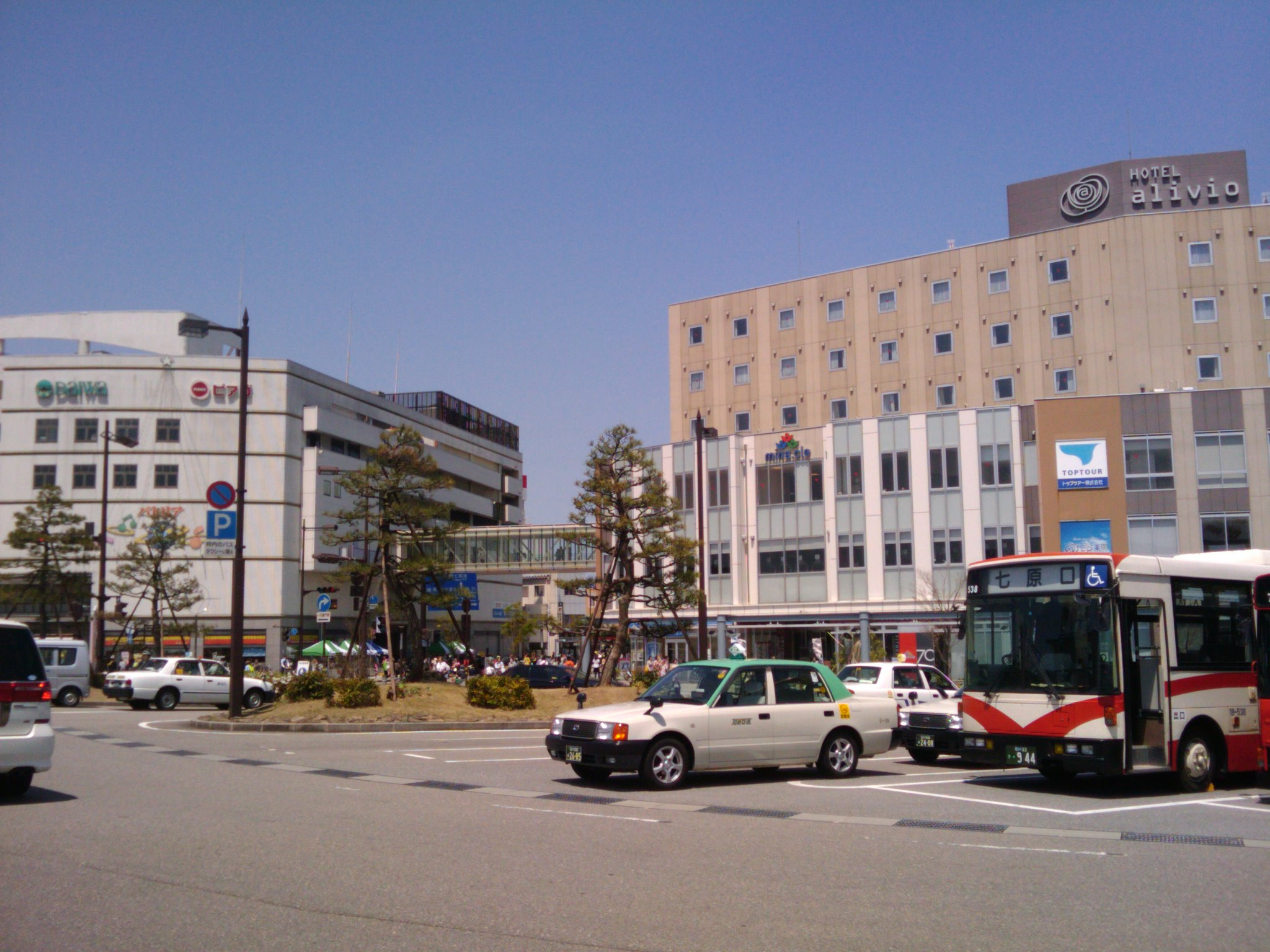
6.七尾市
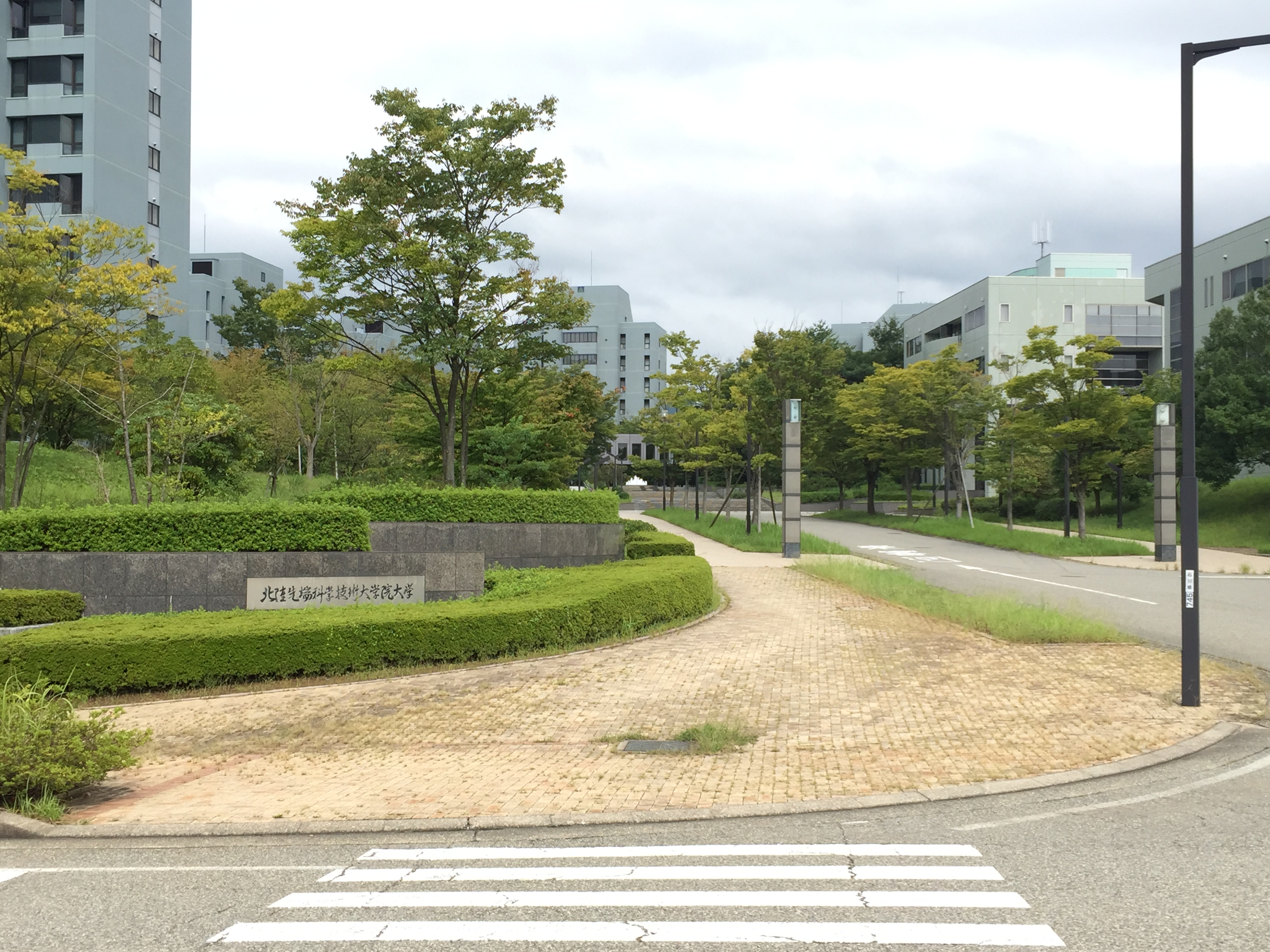
7.能美市
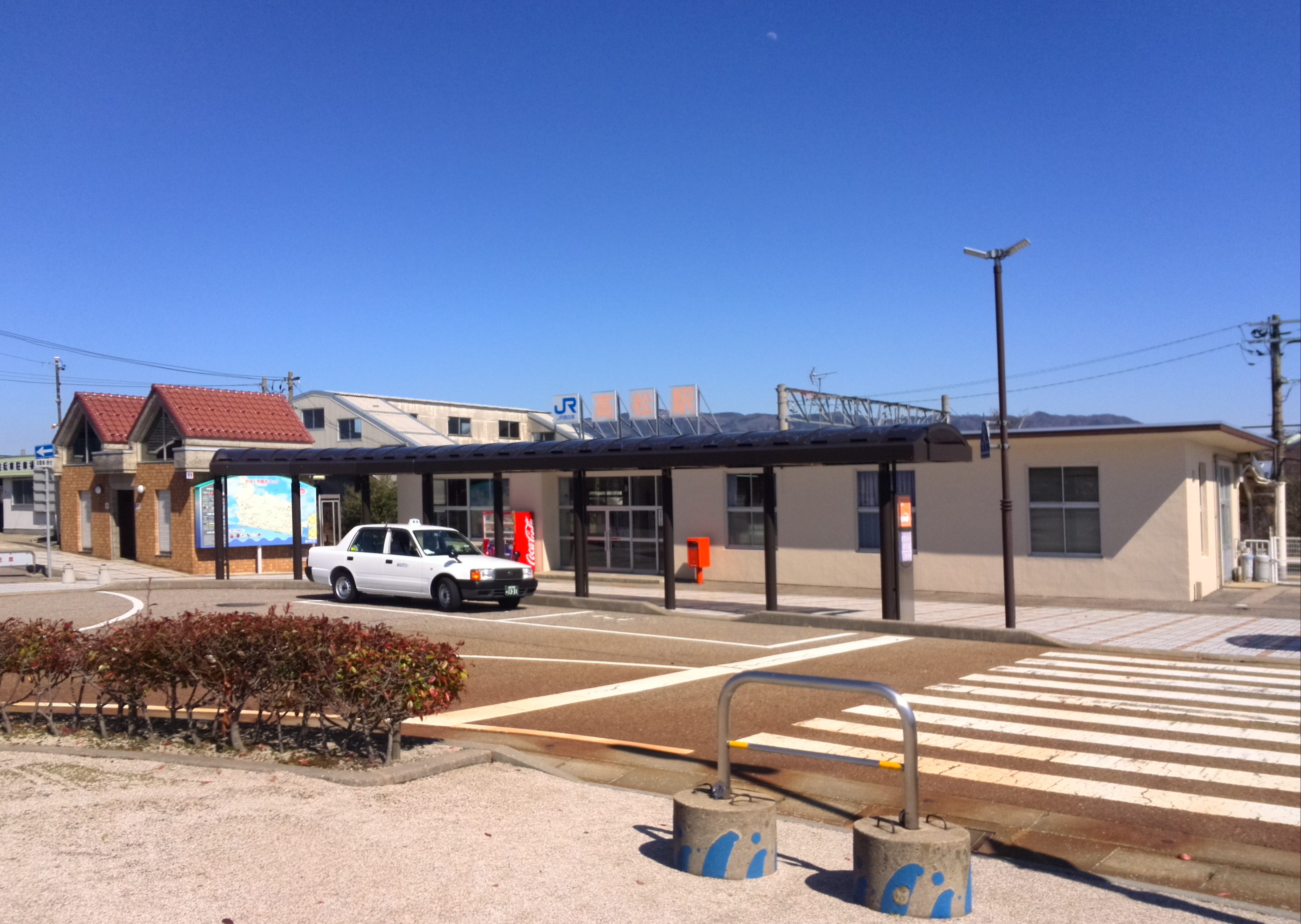
8.かほく市
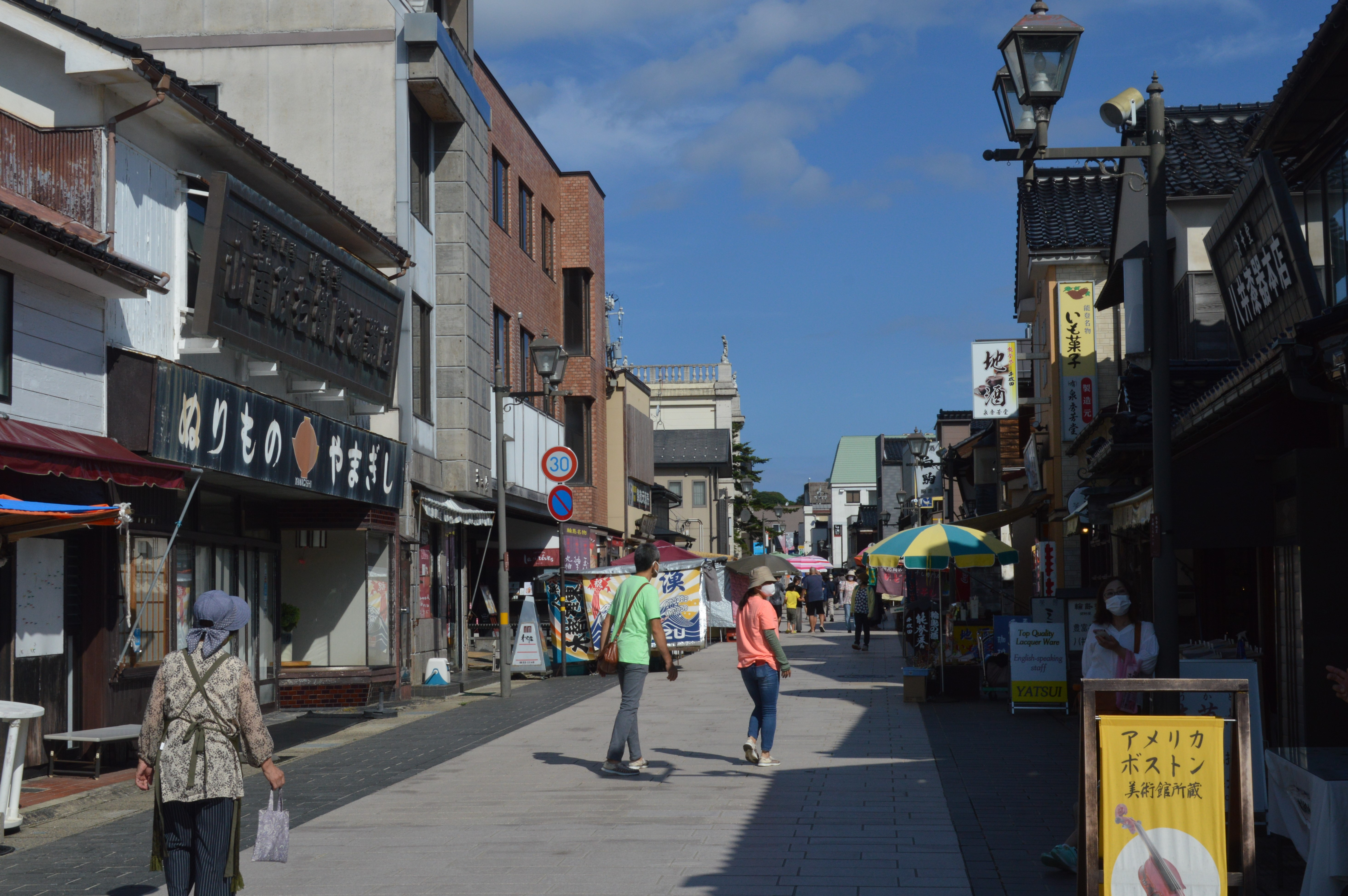
9.輪島市
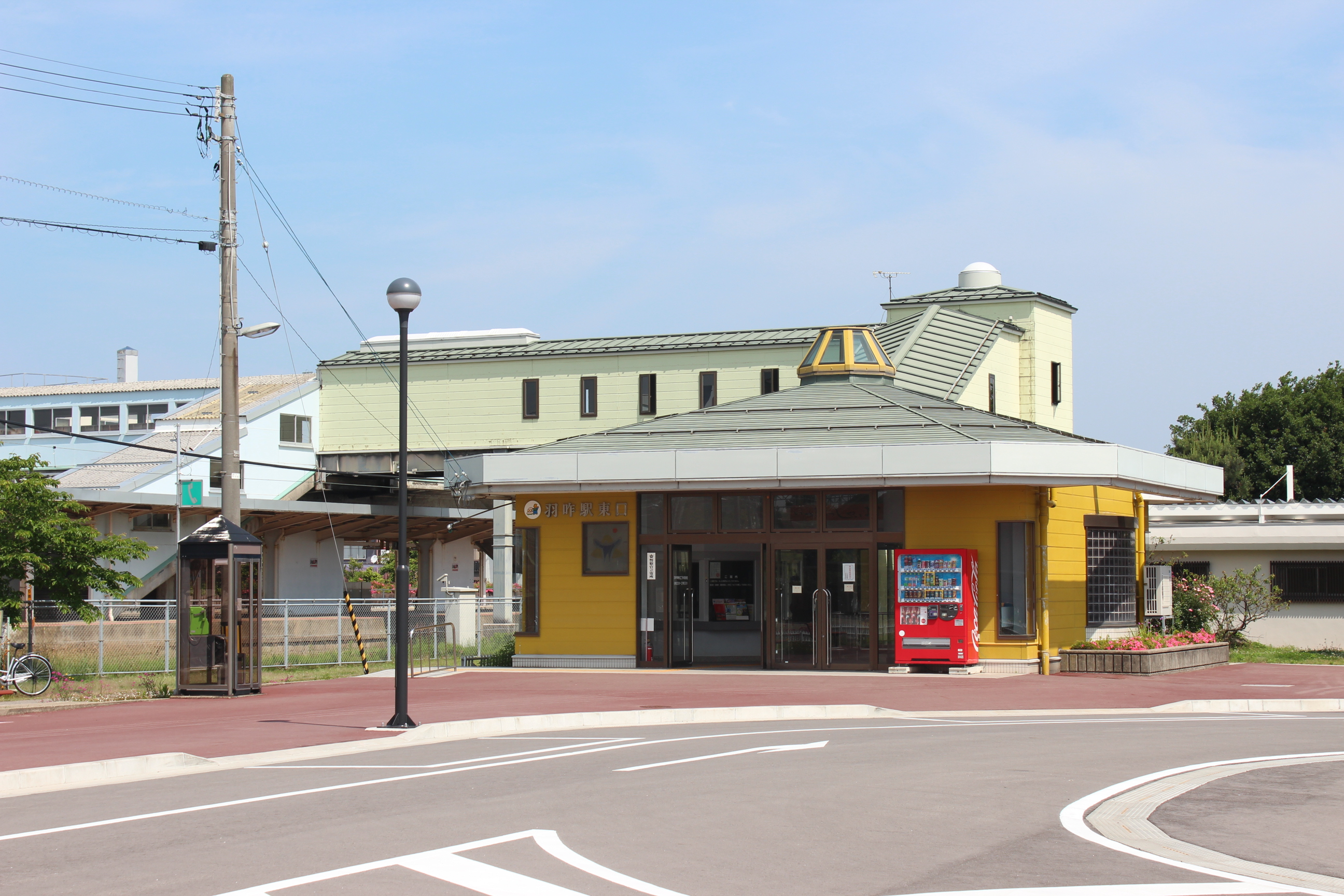
10.羽咋市

石川県内市別人口密度（2022年（令和4年）10月1日現在）
|            | 人口密度       | 面積      |
| ---------- | -------------- | --------- |
| 金沢市     | 981.03人/km2   | 468.31km2 |
| 七尾市     | 152.03人/km2   | 318.30km2 |
| 小松市     | 283.00人/km2   | 371.05km2 |
| 輪島市     | 54.00人/km2    | 426.35km2 |
| 珠洲市     | 49.34人/km2    | 247.20km2 |
| 加賀市     | 200.67人/km2   | 305.87km2 |
| 羽咋市     | 240.07人/km2   | 81.85km2  |
| かほく市   | 544.52人/km2   | 64.44km2  |
| 白山市     | 145.30人/km2   | 754.92km2 |
| 能美市     | 574.33人/km2   | 84.14km2  |
| 野々市市   | 4,269.25人/km2 | 13.56km2  |
| 川北町     | 417.62人/km2   | 14.64km2  |
| 津幡町     | 334.17人/km2   | 110.59km2 |
| 内灘町     | 1,293.51人/km2 | 20.33km2  |
| 志賀町     | 72.36人/km2    | 246.76km2 |
| 宝達志水町 | 104.08人/km2   | 111.51km2 |
| 中能登町   | 179.18人/km2   | 89.45km2  |
| 穴水町     | 41.37人/km2    | 183.21km2 |
| 能登町     | 54.28人/km2    | 273.27km2 |

- 野々市市
- 金沢市（県都･中核市）
- 能美市
- かほく市
- 小松市

### 石川県人口動態
2024年7月1日現在、石川県の人口は約110万人となっている。県内の人口は1978年に110万人を上回ってからは大幅な増減はなく現在までの46年間110万人台で推移している。近年の石川県の人口減少率は-0.8%前後、年間人口減少数は9000人前後で推移している。主は高齢化に伴う自然減少であり7000人を占め、社会減少は2000人程度を占めるに過ぎない。人口減少率は政令指定都市を抱える宮城県や広島県と同程度であり地方においては人口減少が比較的緩やかである。能登地域で人口減少が続く一方で金沢市では再開発の動きや近隣の野々市や松任(白山市)では人口増加が続いており県内の格差問題が課題となっている。
| 実施年 | 人口（人） | 増減人口（人） | 人口増減率(%) | 国内増減率(%) | 増加率全国順位 |
| ------ | ---------- | -------------- | ------------- | ------------- | -------------- |
| 1960年 | 973,418    | -              | -             | -             | -              |
| 1965年 | 980,499    | 7,081          | 0.73          | 5.20          | 19位           |
| 1970年 | 1,002,420  | 21,921         | 2.24          | 5.54          | 19位           |
| 1975年 | 1,069,872  | 67,452         | 6.73          | 7.92          | 16位           |
| 1980年 | 1,119,304  | 49,432         | 4.62          | 4.57          | 15位           |
| 1985年 | 1,152,325  | 33,021         | 2.95          | 3.40          | 17位           |
| 1990年 | 1,164,628  | 12,303         | 1.07          | 2.12          | 20位           |
| 1995年 | 1,180,068  | 15,440         | 1.33          | 1.58          | 19位           |
| 2000年 | 1,180,977  | 909            | 0.08          | 1.08          | 23位           |
| 2005年 | 1,174,026  | 6,951          | 0.59          | 0.66          | 22位           |
| 2010年 | 1,169,788  | 4,238          | 0.36          | 0.23          | 12位           |
| 2015年 | 1,154,008  | 15,780         | 1.35          | 0.75          | 15位           |
| 2020年 | 1,132,526  | 21,482         | 1.86          | 0.75          | 18位           |

### 石川県・秋田県・沖縄県の人口推移比較
地方県でトップの人口増加率の沖縄県・全国でワーストの人口減少の秋田県と人口比較をして石川県の現況を考察する。2024年現在の人口は石川県が約110万人,秋田県が90万人,沖縄県が147万人となっており,2000年からの人口増減を見ると、石川県は、15万人増加の沖縄県に見劣りするのは確かだが同じ人口減少でも、29万人減少の秋田県に対して同期間石川県は8万人程度の人口減少に収まっており、同じ地方県ではあるが、石川県と秋田県では状況が大きく異なることがうかがえる。
| 実施年 | 石川県人口(人) | 秋田県人口(人) | 沖縄県人口(人) | 石川県増加率 | 秋田県増加率 | 沖縄県増加率 |
| ------ | -------------- | -------------- | -------------- | ------------ | ------------ | ------------ |
| 1960年 | 973,418        | 1,335,580      | 883,122        |              | -            | -            |
| 1980年 | 1,119,304      | 1,256,745      | 1,106,559      | 15.0         | 5.9          | 25.3         |
| 2000年 | 1,180,977      | 1,189,279      | 1,318,220      | 5.5          | 5.4          | 19.1         |
| 2020年 | 1,132,526      | 959,502        | 1,467,480      | 4.1          | 19.3         | 11.3         |

## 政治
- 知事：馳浩（2022年（令和4年）3月27日 - 、1期目）

### 財政
2021年（令和3年）度
- 財政力指数 0.49718

2020年（令和2年）度
- 財政力指数 0.51759

2007年（平成19年）度
- 財政力指数 0.45 - IIグループ（財政力指数0.4以上、0.5未満）11自治体中3位

2006年（平成18年）度
- 財政力指数 0.42153 - IIグループ（財政力指数0.4以上、0.5未満）9自治体中5位
- 標準財政規模 2761億円
- 普通会計歳入 5094億円
- 普通会計歳出 5014億円
- 経常収支比率 92.8
- 実質公債費比率 13.4%
- 人口 1人当たりの地方債現在高 94万2178円 普通会計分のみ
- ラスパイレス指数 100.9
- 地方債等の残高 1兆2480億円 （連結会計）

1. 普通会計分の地方債 1兆1016億円
2. 上記以外の特別会計分の地方債 661億円
3. 第三セクター等の債務保証等に係る債務 803億円

2005年（平成17年）度
- 財政力指数 0.40 - IIIグループ（財政力指数0.3以上、0.4未満）14自治体中1位

2004年（平成16年）度
- 財政力指数 0.38 - IIIグループ（財政力指数0.3以上、0.4未満）13自治体中2位

## 経済・産業
| 年次               | 就業者数（人） | 就業者数（人） | 就業者数（人） | 就業者数（人） | 構成比 (%)  | 構成比 (%)  | 構成比 (%)  |
| 年次               | 総数           | 第一次 産業    | 第二次 産業    | 第三次 産業    | 第一次 産業 | 第二次 産業 | 第三次 産業 |
| ------------------ | -------------- | -------------- | -------------- | -------------- | ----------- | ----------- | ----------- |
| 1950年（昭和25年） | 450,593        | 236,845        | 93,715         | 119,786        | 52.6        | 20.8        | 26.6        |
| 1955年（昭和30年） | 462,799        | 184,668        | 140,981        | 170,399        | 45.0        | 23.5        | 34.4        |
| 1960年（昭和35年） | 496,132        | 184,668        | 140,981        | 170,399        | 37.2        | 28.4        | 34.3        |
| 1965年（昭和40年） | 513,883        | 147,828        | 162,219        | 203,728        | 28.8        | 31.6        | 39.7        |
| 1970年（昭和45年） | 545,127        | 120,003        | 184,535        | 240,275        | 22.0        | 33.9        | 44.1        |
| 1975年（昭和50年） | 538,155        | 75,557         | 186,364        | 275,065        | 14.1        | 34.7        | 51.2        |
| 1980年（昭和55年） | 567,684        | 62,602         | 193,667        | 311,169        | 11.0        | 34.1        | 54.8        |
| 1985年（昭和60年） | 582,600        | 50,076         | 198,597        | 333,410        | 8.6         | 34.1        | 57.3        |
| 1990年（平成2年）  | 606,265        | 39,104         | 212,034        | 354,325        | 6.4         | 35.0        | 58.4        |
| 1995年（平成7年）  | 631,322        | 34,066         | 211,731        | 384,397        | 5.4         | 33.6        | 61.0        |
| 2000年（平成12年） | 614,694        | 24,572         | 197,578        | 388,073        | 4.0         | 32.4        | 63.6        |
| 2005年（平成17年） | 593,877        | 23,398         | 174,026        | 389,295        | 4.0         | 29.7        | 66.4        |
| 2010年（平成22年） | 582,449        | 18,402         | 159,109        | 377,337        | 3.3         | 28.7        | 68.0        |
| 2015年（平成27年） | 591,131        | 17,998         | 167,150        | 405,983        | 3.0         | 28.3        | 68.7        |
| 2020年（令和2年）  | 596,626        | 15,637         | 165,948        | 415,041        | 2.6         | 27.8        | 69.6        |

2020年（令和2年）の県内総生産は4兆5,277億円（名目）で、国内総生産に対する割合は0.84%となっている。一人当たり県民所得は277万円で、一人当たり国民所得（297万5千円）比93.1%となっている。
2020年（令和2年）の就業者数は596,626人であり、このうち第一次産業は15,637人 (2.6%)、第二次産業は165,948人 (27.8%)、第三次産業は415,041人 (69.6%) となっている。戦後間もない1950年（昭和25年）には第一次産業に52.6%が従事しており、産業構造は大きく変化している。石川県の産業構造は、第二次産業の中でも製造業の割合が高く、また製造業の中でも従業者の過半数が一般機械や電気機械などの機械関連で働いていることが特徴である。

### 農林水産業
農業産出額は2021年（令和3年）で480億円であり、1985年（昭和60年）の1,087億円の44.1%に相当する水準まで減少している。作付面積では2013年（平成25年）で水稲73%、野菜9%、豆類5%、果樹3%となっており、稲作が中心である。米の品種別ではコシヒカリの作付面積が約5割となっている（2022年12月31日時点）。野菜ではスイカが最も多く、次いでトマト、だいこんの順に販売額が多くなっている。果樹ではナシが最も多く、ブドウが次に多い。乳牛、肉牛、豚、採卵鶏の飼育頭数は減少傾向にある。

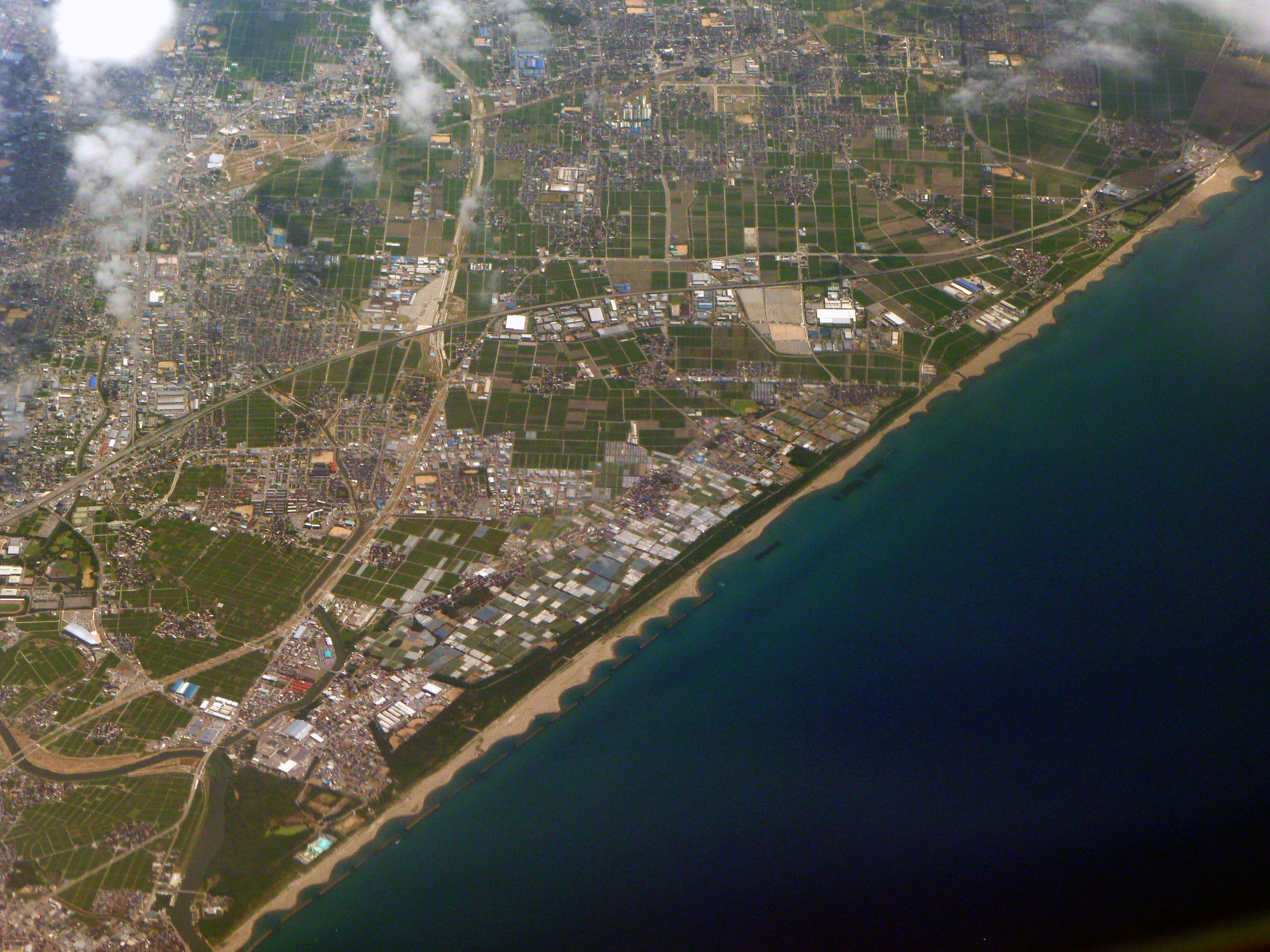
水田が減少している金沢平野（白山市）

地域の特徴を活かした農産物のブランド化が図られている。加賀野菜は金沢地区で戦前から栽培されていると認められた野菜である。金時草、加賀太きゅうり、加賀れんこん、源助だいこん、打木赤皮甘栗かぼちゃなど15品目が認定されている。能登野菜は能登地方の風土を活かして生産された伝統野菜、特産野菜のことで中島菜、沢野ごぼう、金糸瓜など13品目が認定されている。果樹では、石川県農業総合研究センターが開発した新種のブドウがルビーロマンと命名され、高級ブドウとして販売されている。県内で飼育された黒毛和種の肉牛のうち品質の高いものは能登牛と認定する制度が設けられている。このほか、コメの新品種ひゃくまん穀、フリージアの新品種エアリーフローラ、梨の新品種加賀しずくがいずれも石川県によって開発され、新たな特産品となっている。
林業産出額は2021年（令和3年）で22.4億円となっており、1985年（昭和60年）の69.2億円の32.3%まで減少している。このうち木材生産は13.5億円、栽培きのこ類生産は8.4億円である。一方で木材供給量に占める県産材の割合は1975年（昭和50年）の18%から、2018年（平成31年）には32%となっている。樹種別原木の生産量では、2009年（平成21年）でスギが全生産量の84%を占め、次いで能登ヒバ8%、マツ4%となっている。なお能登ヒバは能登地方で産出されるアテ（ヒノキアスナロの地方名）のブランド名である。2019年（令和元年）の特用林産物の生産量は生しいたけが447トンと最も多く、次いでなめこ149トン、えのきたけ107トンなどとなっている。1975年（昭和50年）に約2,000トンを生産した木炭は62トンにまで減少している。

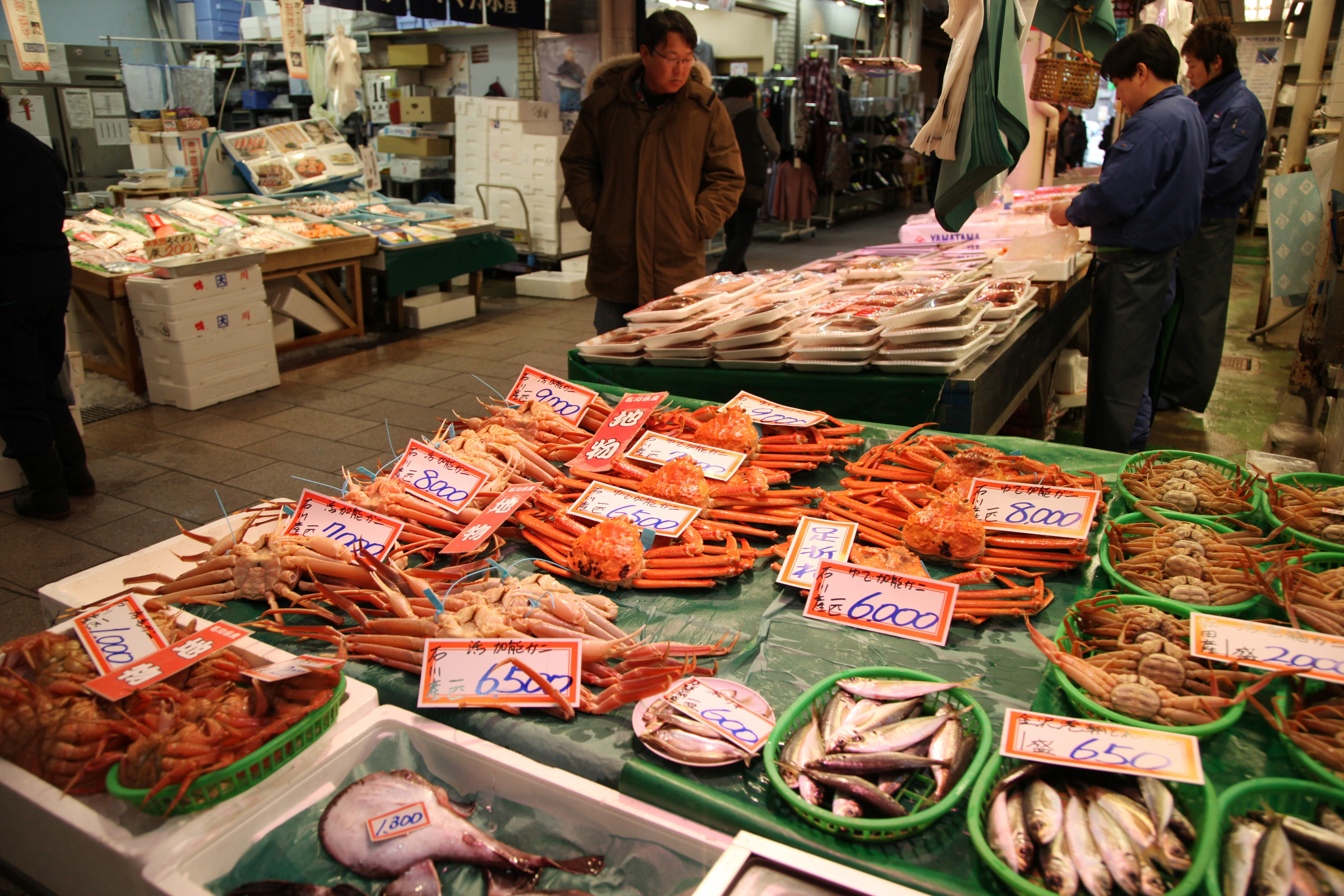
地物の海産物が並ぶ近江町市場（金沢市）

漁業産出額は153億円、総漁獲量は53,224トンである。2010年（平成22年）の魚種別の漁獲量ではカタクチイワシが最も多く、次いでスルメイカ、ブリ、マアジ、ハタハタ、カレイ、ズワイガニ（ベニズワイガニを含む）、サワラ、マダラなどが多い。2008年（平成20年）のブリの漁獲量は都道府県別で最多である。海面養殖業の生産量は2005年（平成17年）で2,560トンとなっており、七尾湾でのカキ養殖がほとんどを占めている。内水面漁業では、アユが主だが、渓流でヤマメ、イワナ、カジカ、湖沼でコイ、フナが生産されている。また、水産加工品の生産量は、2009年（平成21年）でかまぼこ類が13,942トン、生鮮冷凍水産物が6,136トン、水産物つくだ煮類が1,267トンなどとなっている。
水産物のブランド化に向けた取組も見られる。毎年11月から2月にかけて能登半島沿岸域の定置網で水揚げされる7kg以上のブリは天然能登寒ブリとして出荷される。また、石川県で水揚げされる雄のズワイガニのうち品質が良いものは加能ガニとされ、専用のタグが取り付けられる。なお、石川県ではメスのズワイガニは香箱ガニと呼ばれている。石川県漁業協同組合が定める「石川の四季のさかな」は、春はカレイ、サヨリ、夏はイカ、秋はアマエビ、冬はブリ、ズワイガニ、香箱ガニである。輪島市は、日本で最もふぐの漁獲量が多いことから、同市が能登ふぐとブランド化し、知名度向上などに力を注いでいる。

### 製造業

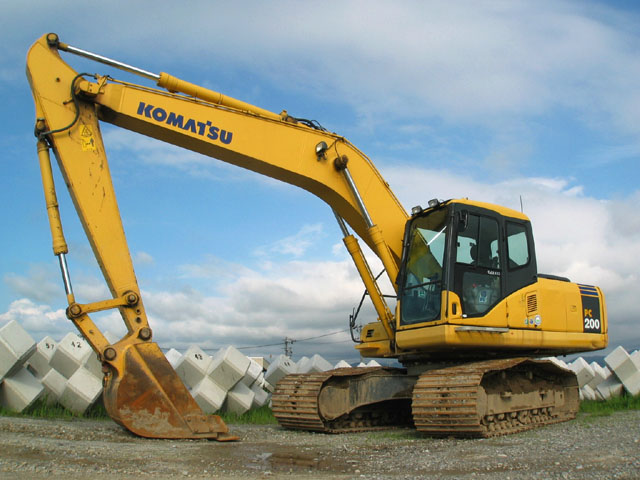
コマツ製の油圧シャベル

石川県の製造品出荷額等は2021年（令和2年）で2兆6,268億円となっている。産業別では生産用機械が6,133億円と23.3%を占めて一番多い。次いで電子部品が3,634億円（13.8%）、情報通信1,767億円（6.7%）、繊維工業1,562億円（5.9%）、化学工業1,561億円（5.9％）、食料品1,381億円 （5.3％） などとなっている。市町別にみると、白山市が構成比21.1%、小松市が19.1%、金沢市18.8%など加賀地方に集中している。
建設機械では小松市を創業地とするコマツがある。建設機械の国内シェアで1位、世界シェアではキャタピラーに次いで2位を誇る。市内にはコマツの工場やその関連企業も多く、企業城下町を形成している。
電気機器分野では白山市の EIZO はコンピュータ用ディスプレイ、金沢市のアイ・オー・データ機器はコンピュータの周辺機器の生産を行っている。かほく市に本社を置く PFU はリコー傘下のシステムインテグレーターであり、イメージスキャナの生産では世界トップシェアである。また、金沢村田製作所など村田製作所の関連企業も多く、電子部品の生産が盛んである。
石川県の企業はニッチ市場で活躍する製造業が多いのが特色である。金沢市内に本社を置く津田駒工業は織機で世界シェア1位、澁谷工業は飲料の瓶詰め装置で国内シェア1位、石野製作所も回転寿司コンベアの国内シェアの大半を生産している。また、加賀市の大同工業は二輪車後輪駆動用チェーン、月星製作所は二輪車用スポークで、いずれも国内シェアの大部分を占める。
伝統工芸が盛んであることも特徴である。金沢市で生産されている金沢箔は金箔の国内シェアの98%以上を占めている（銀箔の国内シェアは100%）。地域ブランドとして知名度の高い輪島市の輪島塗 は、国が伝統工芸品として指定する漆器の中で生産量が最大である。この他にも、加賀地方で作られる九谷焼、加賀市の山中塗、金沢市の金沢漆器、金沢仏壇、加賀友禅、白山市の牛首紬、美川仏壇、七尾市の七尾仏壇、輪島市の能州紬、珠洲市の珠洲焼などが生産されている。
| 市町別製造品出荷額等（令和2年） | 市町別製造品出荷額等（令和2年） | 市町別製造品出荷額等（令和2年） | 市町別製造品出荷額等（令和2年） | 市町別製造品出荷額等（令和2年） |
| ------------------------------- | ------------------------------- | ------------------------------- | ------------------------------- | ------------------------------- |
| 市町                            |                                 |                                 | 製造品出荷額等（億円）          |                                 |
| 白山市                          | 白山市                          |                                 | 5,536                           | 5,536                           |
| 小松市                          | 小松市                          |                                 | 5,005                           | 5,005                           |
| 金沢市                          | 金沢市                          |                                 | 4,939                           | 4,939                           |
| 能美市                          | 能美市                          |                                 | 3,105                           | 3,105                           |
| 加賀市                          | 加賀市                          |                                 | 2,066                           | 2,066                           |
| かほく市                        | かほく市                        |                                 | 1,100                           | 1,100                           |
| 宝達志水町                      | 宝達志水町                      |                                 | 1,005                           | 1,005                           |
| 七尾市                          | 七尾市                          |                                 | 696                             | 696                             |
| 志賀町                          | 志賀町                          |                                 | 629                             | 629                             |
| 津幡町                          | 津幡町                          |                                 | 480                             | 480                             |
| 羽咋市                          | 羽咋市                          |                                 | 388                             | 388                             |
| 川北町                          | 川北町                          |                                 | 345                             | 345                             |
| 中能登町                        | 中能登町                        |                                 | 330                             | 330                             |
| 野々市市                        | 野々市市                        |                                 | 242                             | 242                             |
| 輪島市                          | 輪島市                          |                                 | 142                             | 142                             |
| 珠洲市                          | 珠洲市                          |                                 | 106                             | 106                             |
| 穴水町                          | 穴水町                          |                                 | 61                              | 61                              |
| 能登町                          | 能登町                          |                                 | 58                              | 58                              |
| 内灘町                          | 内灘町                          |                                 | 24                              | 24                              |

（出典：）

### 商業・サービス業

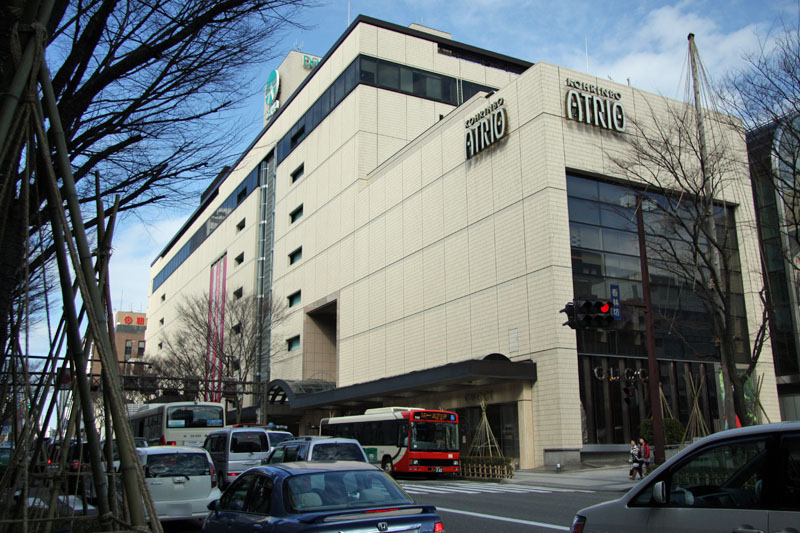
商業の中心である香林坊（金沢市）

商業年間商品販売額は2016年（平成28年）6月1日時点で4兆84億円である。このうち卸売業が2兆7,169億円、小売業が1兆2,094億円となっている。卸売業では飲食料品卸売業（8,082億円）、機械器具卸売業（7,373億円）が多い。小売業では各種食料品小売業（1,646億円）、百貨店・総合スーパー（1,158億円）などの生活関連のほか、自動車小売業（1,819億円）、燃料小売業（1,517億円）といった自動車関連が多くなっている。
市町別では金沢市が約66.5%（2兆6,662億円）を占めている。次いで白山市約7.0%（2,804億円）、小松市約6.1%（2,456億円）、野々市市約5.3%（2,114億円）となっており、金沢市を中心に加賀地方に偏在している。能登地方で最も多い地域は七尾市約3.1%（1,244億円）である。商業集積地別では香林坊商店街（414億円）、武蔵商店街（237億円）、近江町市場商店街（118億円）など金沢市中心部への集積が顕著であるが、車社会を反映して近郊の国道沿いに位置する金沢市の諸江地区商店街（120億円）、杜の里商店会（119億円）、野々市町の御経塚サティ（その後イオン御経塚を経て2021年に閉店）周辺商店街（156億円）、白山市のフェアモール松任周辺商店街（153億円）などの販売額が多い点も特徴の一つである。また、2006年（平成18年）にJR金沢駅前に開業した金沢フォーラス周辺商店街の販売額が65億円となっており、既存の金沢百番街（96億円）、ポルテ金沢周辺商店街（19億円）などと合わせ、JR金沢駅前が新たな商業集積地となっている。
その反面、能登地方を中心に、商店街の空き店舗などが目立ち、商店街の衰退などが問題視されている。

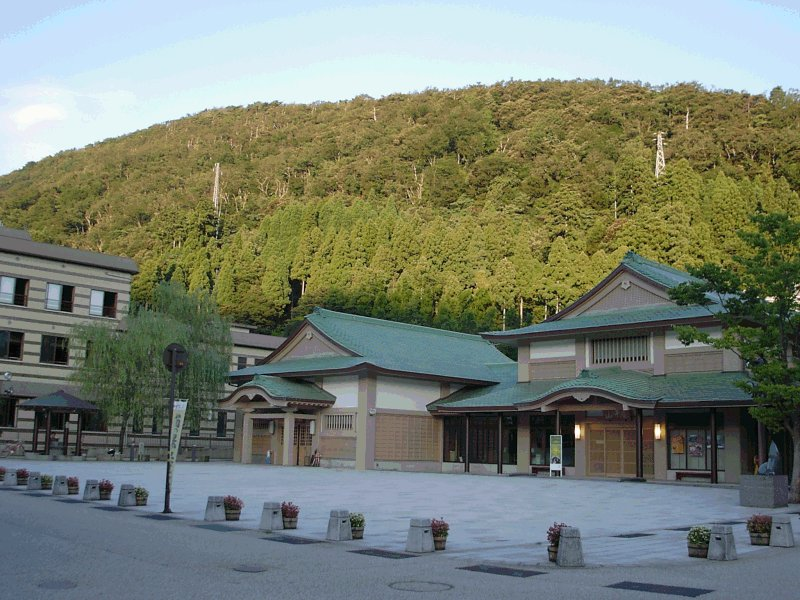
山中温泉（加賀市）

2003年（平成15年）度のサービス業事業所（民営）の収入額は1兆221億円となっている。業種別では映画館、劇場、遊園地などの娯楽業（2,220億円）が最も多く、次いでホテル、旅館などの宿泊業（1,227億円）、一般飲食店（1,091億円）となっている。北陸新幹線開業後は、市街地を中心にホテルの開発ラッシュが進んでいる。
石川県を訪れた観光客は2021年（令和3年）で1,230万人、観光消費額は1,559億円と見込まれている。県内を金沢地域、白山地域、加賀地域、能登地域に区分した場合、それぞれ金沢地域は518万人、白山地域は74万人、加賀地域は236万人、能登地域は403万人となっている。
金沢地域は県外客の割合（61.9%）や日帰り客の割合（64.9%）が比較的高いことが特徴である。また首都圏からの県外客が多くなっている（22.7％）。能登地域は県内客と県外客の割合がほぼ半々で、首都圏から13.9%、中京圏・関西圏から7.2%の入り込みがある。加賀地域も県内客と県外客の割合・日帰り客と宿泊客の割合がほぼ半々である。特に関西からの入り込みが多いという特徴が見られる。白山地域は日帰り客が93.9%と大半を占める。
主要温泉地別宿泊者数でみると、加賀地域では山代温泉31.8万人、山中温泉16.8万人、片山津温泉13.7万人、能登地域では和倉温泉35.1万人などである。また、観光客の利用が多い施設は、金沢地域では金沢城公園113.1万人、兼六園87.9万人、金沢21世紀美術館93.1万人、白山地域では白山比咩神社105.5万人、加賀地域では木場潟公園77.4万人、いしかわ動物園21.7万人、能登地域では能登食祭市場52.7万人、気多大社45.6万人、千里浜37.0万人、のとじま臨海公園水族館22.6万人、輪島朝市11.0万人などである。
2015年（平成27年）3月14日に、開業した北陸新幹線の開業によって、県内の観光客は大きく増加した。特に関東地区からの客層がほとんどであるが、これにより金沢市のメディア露出が増えたことなどから、関西や中京などからも増加している。増加している地域は金沢地区が中心であるが、能登地区や加賀地区にもその影響は及んでいる。兼六園や金沢21世紀美術館などでは、新幹線効果で過去最大の入園・入館者数を記録した。

### 県内の主要企業
- 金沢市 - アイ・オー・データ機器、アール・ビー・コントロールズ、澁谷工業、石野製作所、コマツ産機、倉庫精練、大和、金沢丸越百貨店、津田駒工業、日成ビルド工業、三谷産業、ハチバン、福島印刷、北陸電話工事、北國フィナンシャルHD、カナカン、示野薬局、金沢まいもん寿司、今村証券、北國新聞社、ニュー三久、北陸鉄道、米沢電気工事、真柄建設、 ゴーゴーカレーグループ
- 野々市市 - 大日製作所
- 白山市 - EIZO、高松機械工業、石川製作所、オリエンタルチエン工業、北日本紡績、クスリのアオキ、ニッコー、ウイルコホールディングス、トランテックス、中村留精密工業、コメヤ薬局、マルエー、ヨシオ工業
- 小松市 - 共和工業所、ジェイ・バス、小松ウオール工業、コマニー、コマツ
- 能美市 - 小松マテーレ、タケダ機械、加賀東芝エレクトロニクス、アイ・ミルク北陸
- 加賀市 - 大同工業、ソディックプラステック、DMM.com、江沼チェーン、ジャパンドーム
- かほく市 - PFU、富士通ITプロダクツ
- 七尾市 - 加賀屋、スギヨ、どんたく
- 珠洲市 - アステナホールディングス
- 中能登町 - 丸井織物

### 石川県発祥の企業
- アパグループ（金沢市が創業地、現在の本店所在地）
- かがつう（金沢市が創業地）
- 福音館書店（金沢市が創業地）
- プリマハム（金沢市が創業地）
- 小松製作所（小松市が創業地）
- DMM.com（加賀市が創業地、創業者が同市出身）

### 工場を置く主要企業
- 新家工業（加賀市）
- ABCマート（志賀町）
- NTN（羽咋市、宝達志水町、志賀町）
- 大阪有機化学工業（白山市）
- コマツNTC（小松市）
- 三協マテリアル（宝達志水町）
- サンケン電気（志賀町）
- 参天製薬（宝達志水町）
- ジャパンディスプレイ（川北町、能美市）
- SHARP（白山市）[167]
- 積水樹脂（能美市）
- デクセリアルズ（能美市）
- タカラスタンダード（津幡町）
- DIC（白山市）
- 東レ（能美市）
- 東レ・ダウコーニング（小松市）
- 日機装（金沢市）
- 日本ガイシ（能美市）
- ピーエス三菱（七尾市）
- 不二製油（中能登町）
- 村田製作所（七尾市、羽咋市、白山市、小松市）
- モンベル（羽咋市）
- 横河電機（金沢市）

## 生活・交通

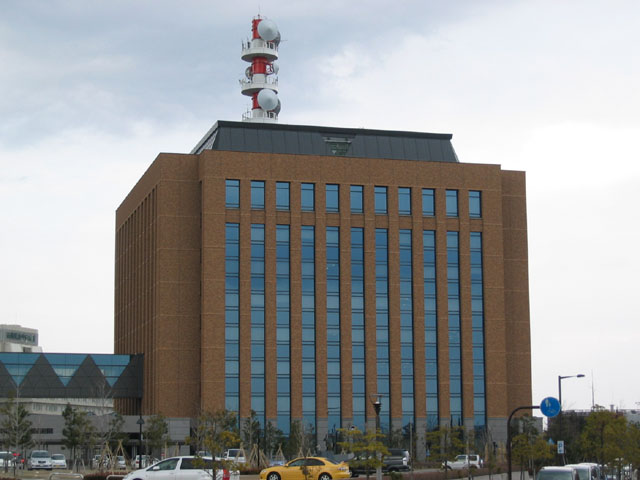
石川県警察本部（金沢市）

### 警察
- 石川県警察

### 消防
- 地方公共団体が設置するもの
  - 金沢市消防局
  - 小松市消防本部
  - 加賀市消防本部
  - かほく市消防本部
  - 七尾鹿島消防本部
  - 能美市消防本部
  - 内灘町消防本部
  - 津幡町消防本部

- 一部事務組合が設置するもの
  - 白山野々市広域消防本部
  - 羽咋郡市広域圏事務組合消防本部
  - 奥能登広域圏事務組合消防本部
- 石川県消防防災航空隊
  - 消防防災ヘリ「はくさん」

### ライフライン
電力
- 北陸電力送配電 (60Hz) - 県内全域に送配電
- 金沢市企業局 - 犀川水系に5か所の水力発電所を有している。日本で唯一の市営の発電事業者。

上水道
- 石川県環境部水道企業課 - 能登島以南の7市5町（能美市・川北町を除く）に水道用水を供給。
- 金沢市企業局 - 金沢市内に供給

都市ガス
- 金沢市企業局 (13A) - 金沢市内に供給
- 小松ガス (13A) - 小松市内に供給

### 交通
空港と港湾が加賀地方と能登地方にそれぞれ整備されている。鉄道と道路が県庁所在地の金沢市を中心として、加賀地方を東西に、また能登地方に向けて北方に延びている。

#### 空港
| 小松空港（小松市） | 能登空港（輪島市） |

- 小松飛行場（小松空港）
- 能登空港(のと里山空港)

#### 港湾

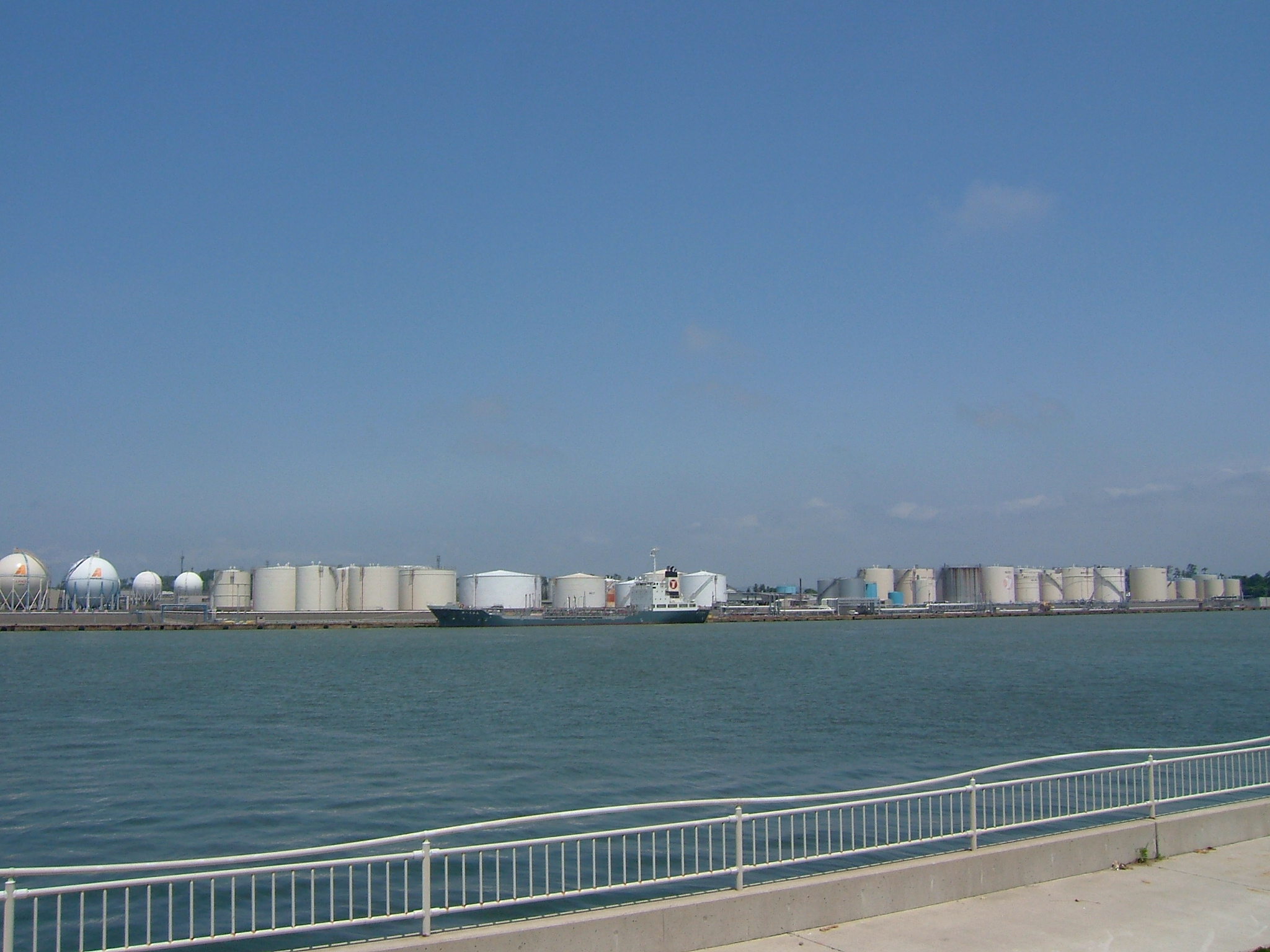
金沢港の石油岸壁（金沢市）

重要港湾
- 金沢港
- 七尾港

地方港湾
- 輪島港
- 穴水港
- 宇出津港
- 小木港
- 飯田港
- 福浦港
- 滝港
- 塩屋港
- 和倉港
- 半ノ浦港

#### 鉄道

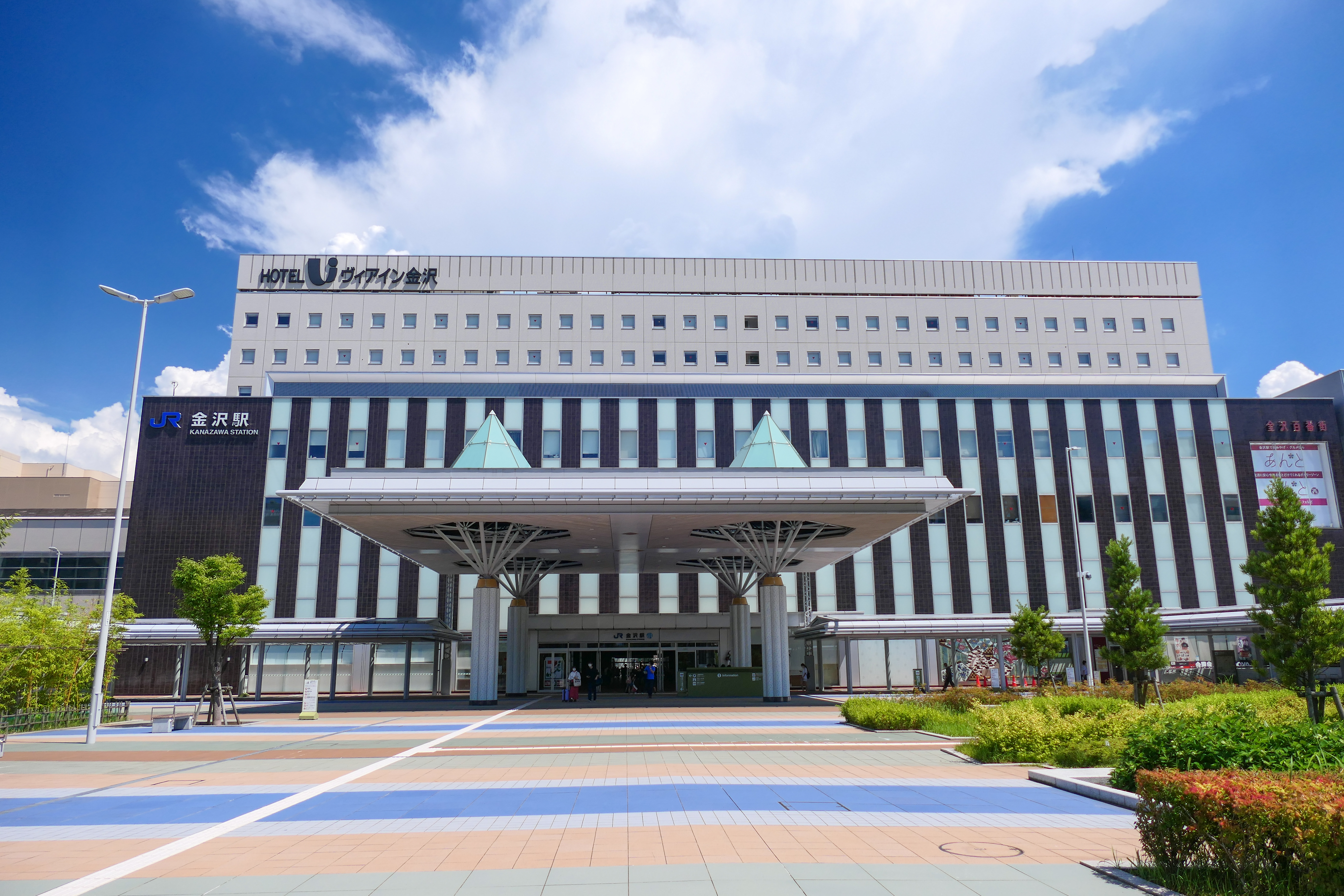
金沢駅（金沢市）

県内の普通列車の本数は金沢市近郊を除いて日中毎時1本以下となっている。
- 西日本旅客鉄道（JR西日本）
  - 北陸新幹線
  - 七尾線
- 北陸鉄道
  - 石川線
  - 浅野川線
- IRいしかわ鉄道
  - IRいしかわ鉄道線
- のと鉄道
  - のと鉄道七尾線

#### 道路

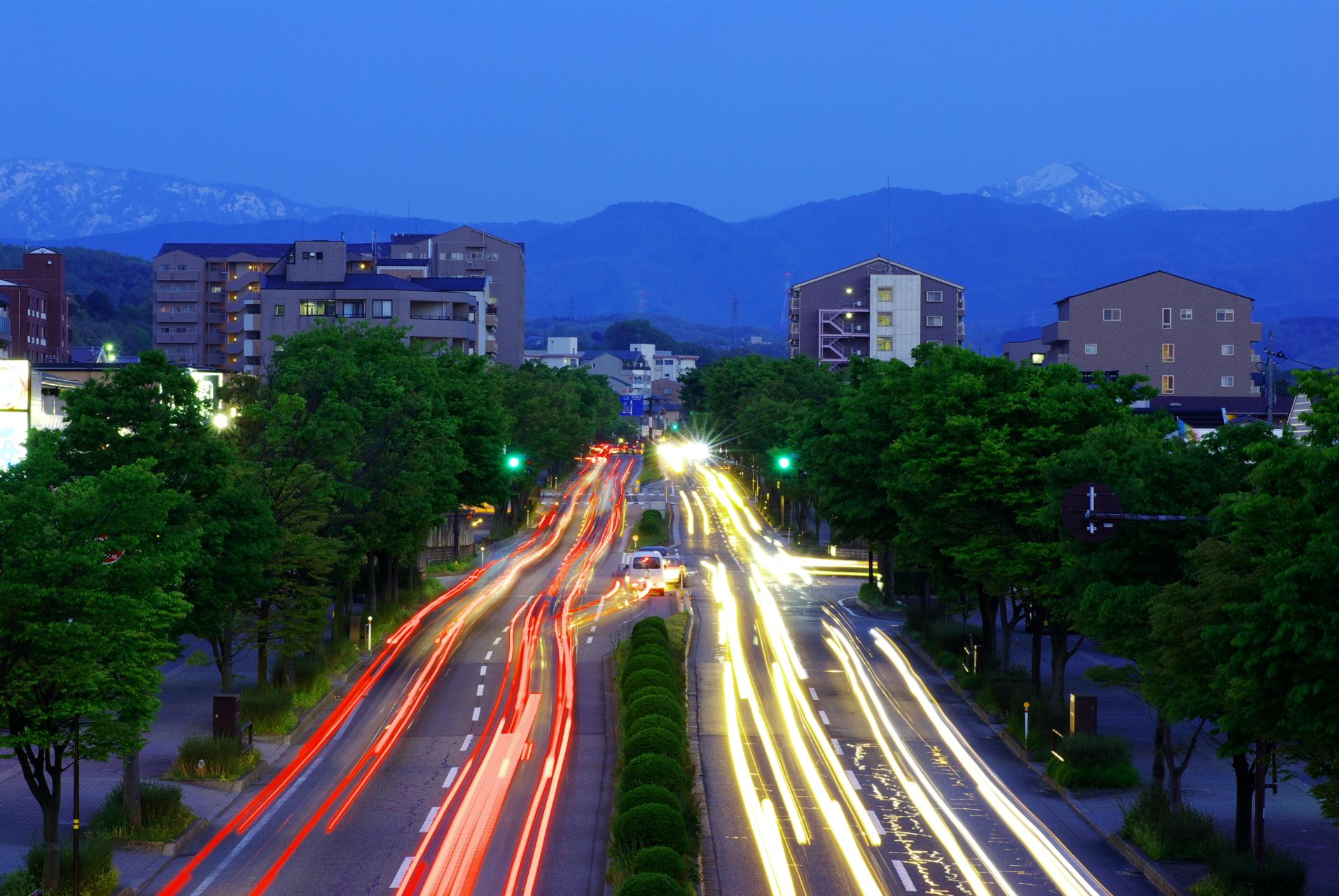
金沢外環状道路の山側幹線（金沢市）

高速自動車国道（高速道路）
- E8 北陸自動車道

自動車専用道路
- E41 能越自動車道
- E86 のと里山海道（起点 - 徳田大津JCT）
- E41 のと里山海道（徳田大津JCT - 穴水IC）

一般国道
- 国道8号
- 国道157号
- 国道159号
- 国道160号
- 国道249号
- 国道304号
- 国道305号
- 国道359号
- 国道360号
- 国道364号
- 国道365号
- 国道415号
- 国道416号
- 国道471号

有料道路
- 白山白川郷ホワイトロード

石川県道
- 石川県の県道一覧

#### バス

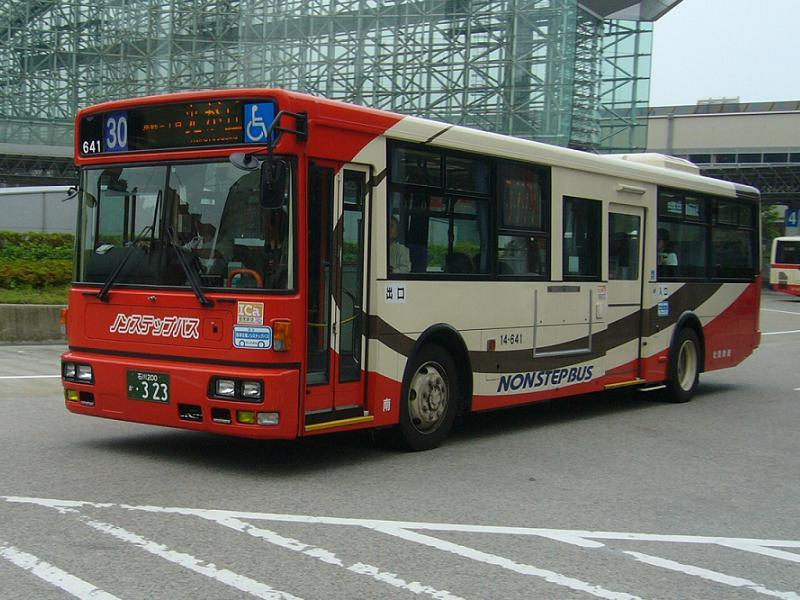
北陸鉄道の路線バス

路線バス
- 北陸鉄道
  - 北鉄金沢バス
  - 北鉄白山バス
  - 北鉄加賀バス
  - 北鉄能登バス
  - 北鉄奥能登バス
- 西日本ジェイアールバス
- 能登島交通

### 医療・福祉

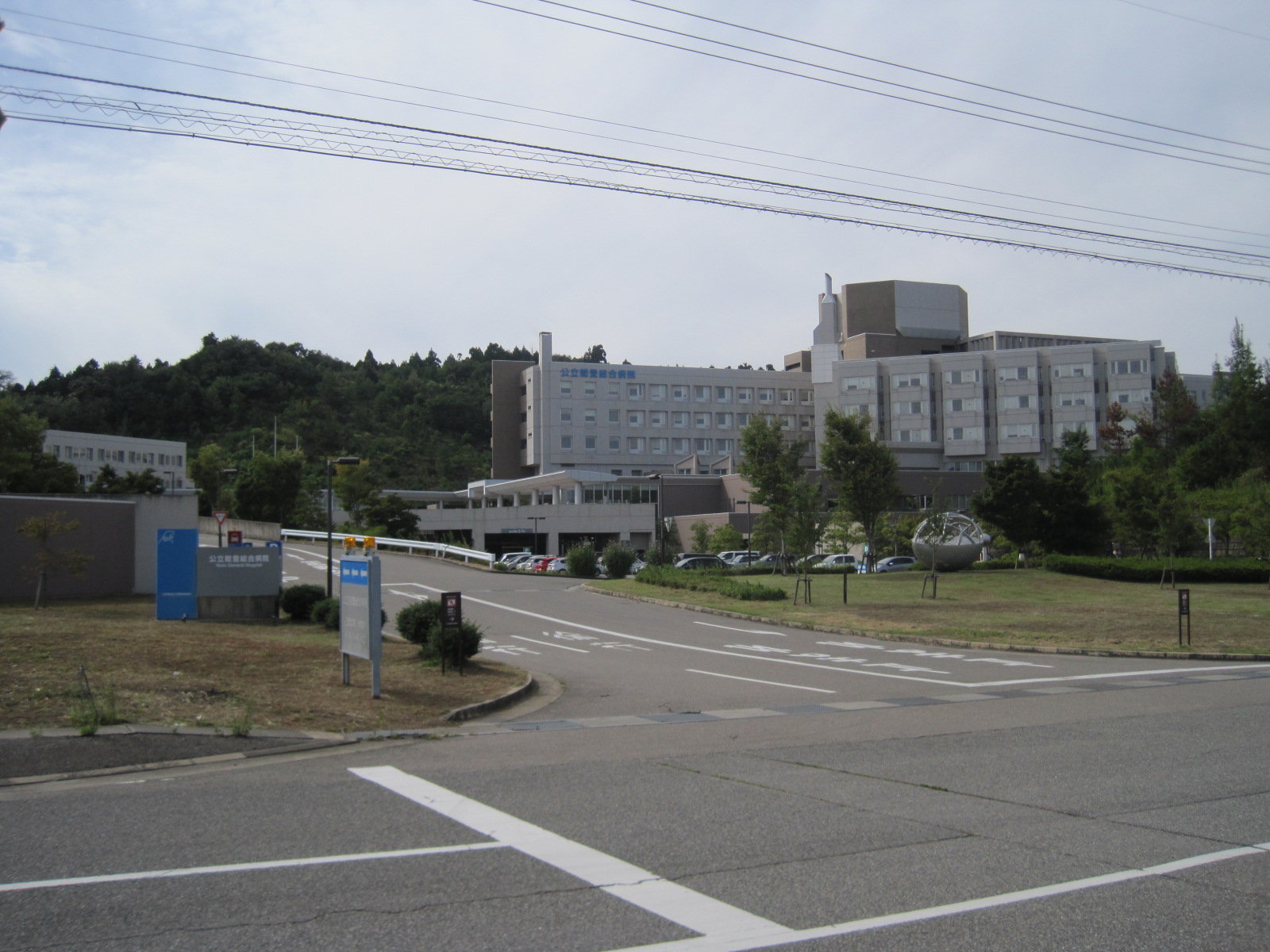
能登地方の救急医療を担う公立能登総合病院（七尾市）

三次救急医療機関
- 金沢大学附属病院
- 金沢医科大学病院
- 石川県立中央病院
- 公立能登総合病院

救急指定病院
- 石川県救急指定病院一覧

保育所
- 石川県保育所一覧

### 教育

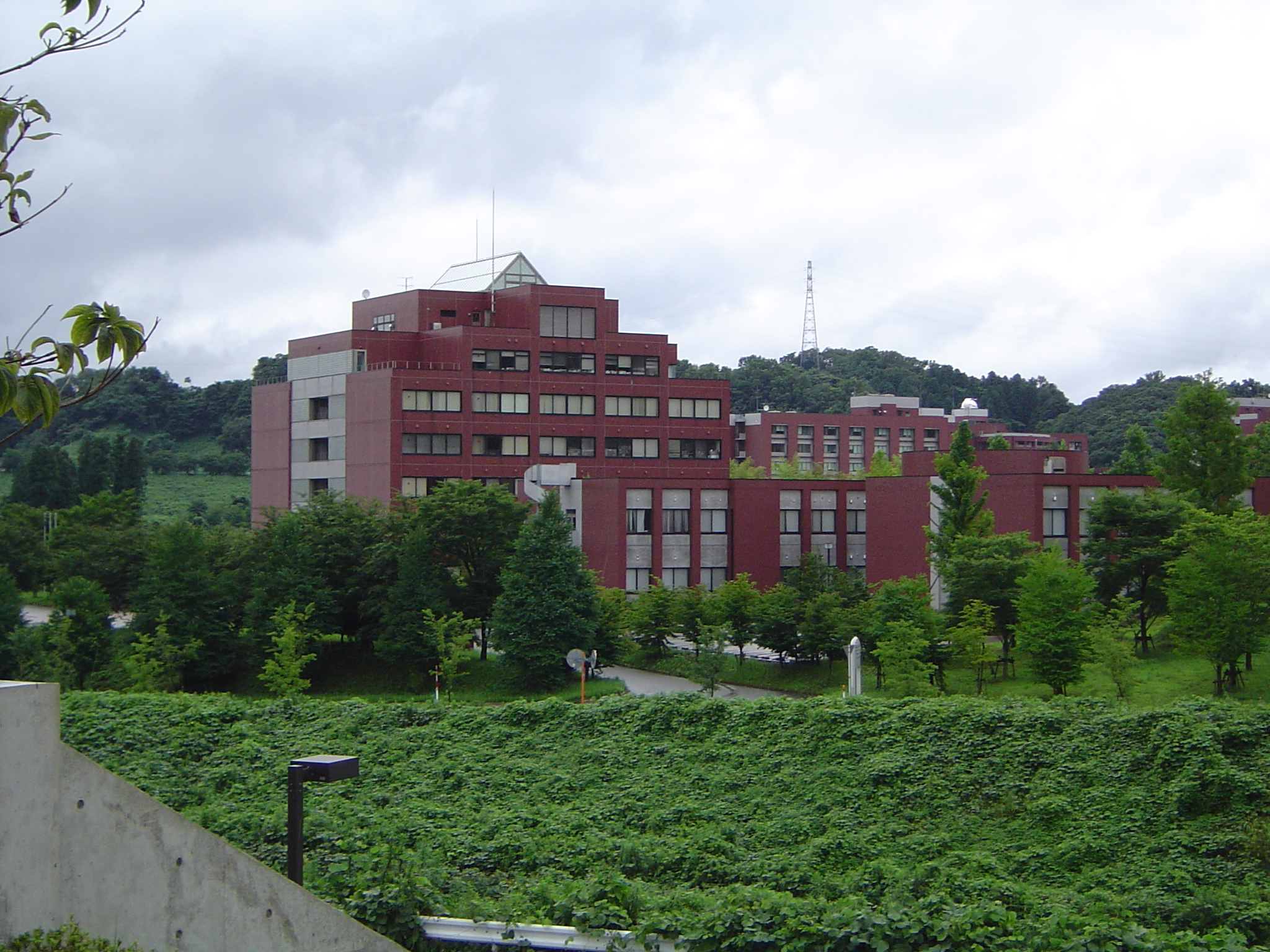
金沢大学（金沢市）

大学
- 国立（2校）
  - 金沢大学
  - 北陸先端科学技術大学院大学
- 公立（4校）
  - 金沢美術工芸大学
  - 石川県立看護大学
  - 石川県立大学
  - 公立小松大学
- 私立（8校）
  - 金沢医科大学
  - 金沢学院大学
  - 金沢工業大学
  - 金沢星稜大学
  - 金城大学
  - 北陸大学
  - 北陸学院大学
  - かなざわ食マネジメント専門職大学

通信制大学
- 私立（1校）
  - 放送大学 石川学習センター

短期大学
- 私立（5校）
  - 金沢学院短期大学
  - 金城大学短期大学部
  - 金沢星稜大学女子短期大学部
  - 北陸学院大学短期大学部

高等専門学校
- 国立（1校）
  - 石川工業高等専門学校
- 私立（1校）
  - 国際高等専門学校

専修学校
- 石川県専修学校一覧

特別支援学校
- 石川県特別支援学校一覧

高等学校
- 石川県高等学校一覧

中学校
- 石川県中学校一覧

小学校
- 石川県小学校一覧

幼稚園
- 石川県幼稚園一覧

その他
大学校
- 金沢農業大学校
- 金沢林業大学校

職業訓練施設
- 石川職業能力開発短期大学校

### マスメディア

#### 新聞
- 北國新聞
- 北陸中日新聞（中日新聞北陸本社）
- 読売新聞、朝日新聞（朝日新聞大阪本社）、毎日新聞（毎日新聞大阪本社）、日本経済新聞は県内に支局・総局を置いている。読売新聞は、東京本社傘下の北陸支社（富山県高岡市）で発行されたものを販売。それ以外の全国紙は大阪本社で発行されたものを販売している。なお、産経新聞は石川県内に取材拠点を置いておらず[169]、県域版も発行していない。

#### テレビ局
- NHK金沢放送局
- 北陸放送（MROテレビ、JNN系列）
- 石川テレビ放送（ITC、FNN系列）
- テレビ金沢（KTK、愛称・テレ金、NNN系列）
  - 平常時終夜放送実施局
- 北陸朝日放送（HAB、ANN系列）

#### ケーブルテレビ
- 石川県のケーブルテレビ局（参照）

石川県は、北陸3県の中で唯一TXN系列局を除く4系列の民放テレビ局がある。また、県内のケーブルテレビ局では他県の放送局の区域外再放送を行っていない。そのためか、ケーブルテレビ普及率は3県で最も低い。

#### ラジオ局
- AM放送
  - NHK金沢放送局
  - 北陸放送（MROラジオ、JRN・NRN系列）※
- FM放送
  - NHK金沢放送局
  - エフエム石川（JFN系列）
  - えふえむ・エヌ・ワン（コミュニティ放送）
  - FMかほく（コミュニティ放送）
  - ラジオかなざわ（コミュニティ放送）
  - ラジオこまつ（コミュニティ放送）
  - ラジオななお（コミュニティ放送）

※FM補完中継局。

#### 情報誌
- 月刊北國アクタス（北國新聞社）
- Zouss（ザウスマガジン社）
- 學都（都市環境マネジメント研究所）
  - なお、福井県のタウン情報誌『月刊URALA』（ウララコミュニケーションズ）も一部地域で流通している。

#### フリーペーパー
- ホットペッパー金沢版（リクルート）
- 金沢情報（カラフルカンパニー）

## 文化・スポーツ

### 方言
石川県内の方言は北陸方言に分類され、富山県の方言と共通点が多い。加賀方言と能登方言に二分され、県都金沢市で話される金沢弁は加賀方言に含まれる。また白山麓の方言には独特の表現が多く、言語島の例に挙げられる（白峰弁）。

### 食文化
郷土料理

### 伝統工芸
経済産業大臣指定伝統的工芸品
- 牛首紬（織物、1988年）
- 加賀友禅（染色品、1975年）
- 加賀繍（その他繊維製品、1991年）
- 九谷焼（陶磁器、1975年）
- 輪島塗（漆器、1975年）
- 山中漆器（漆器、1975年）

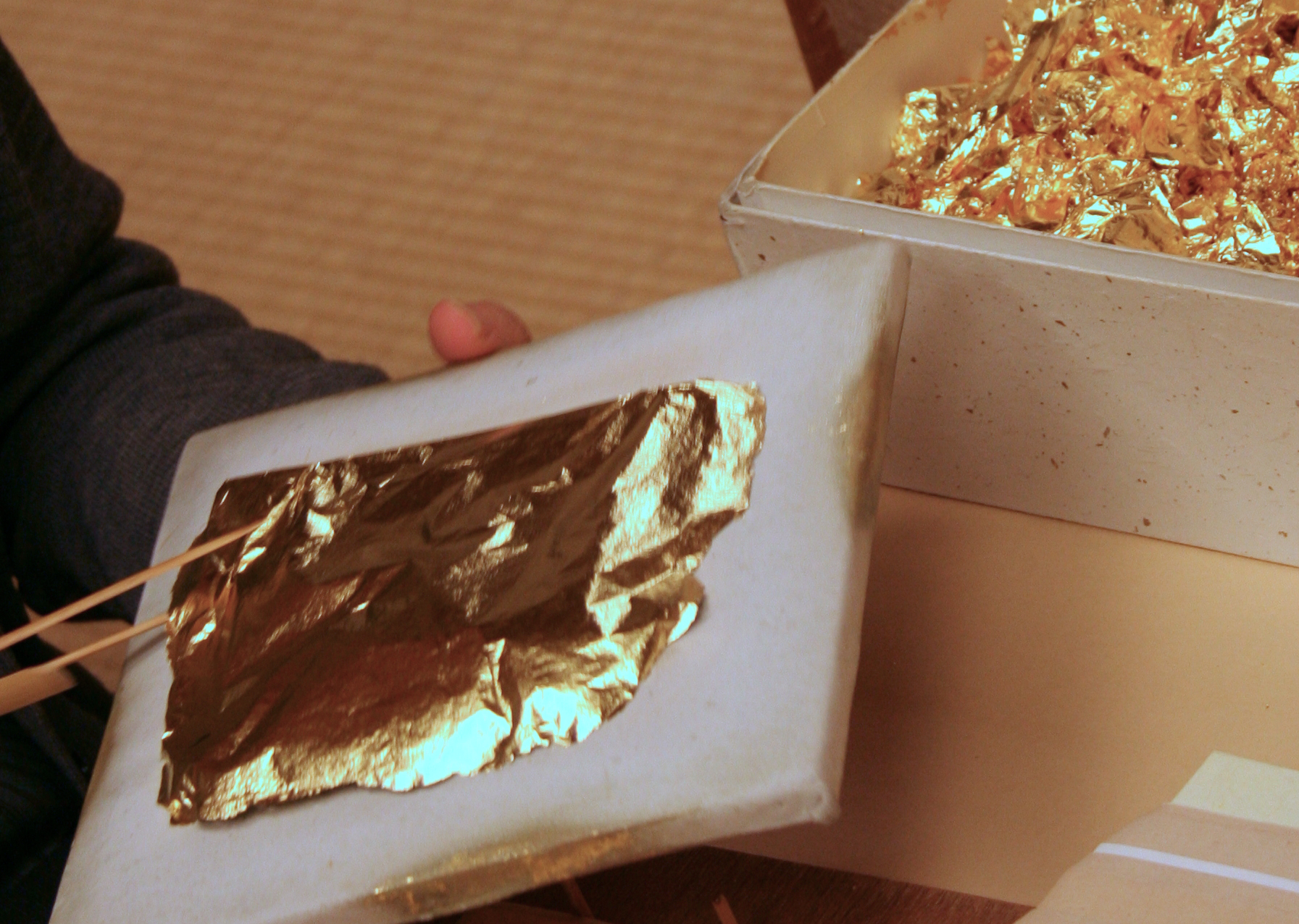
金沢漆器（漆器、1980年）
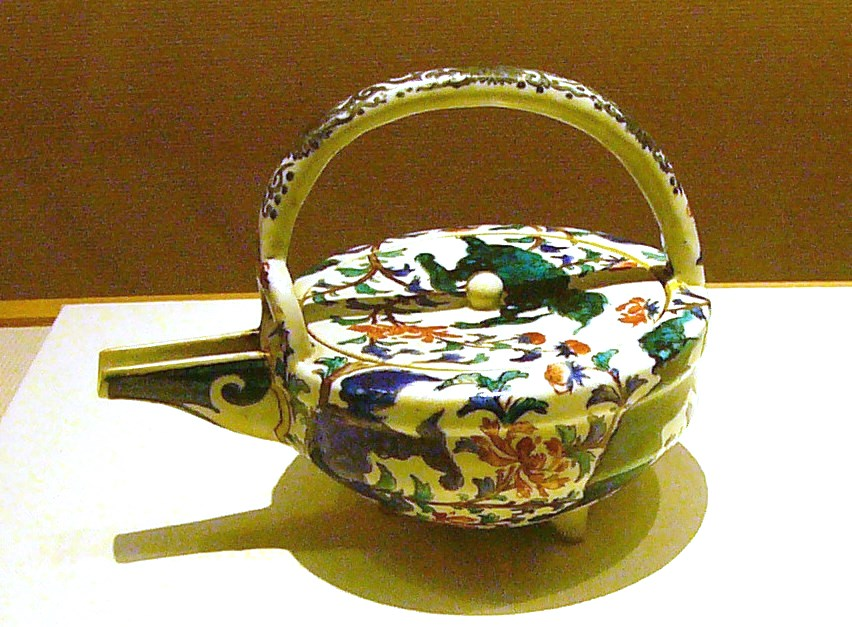
九谷焼（加賀地方）
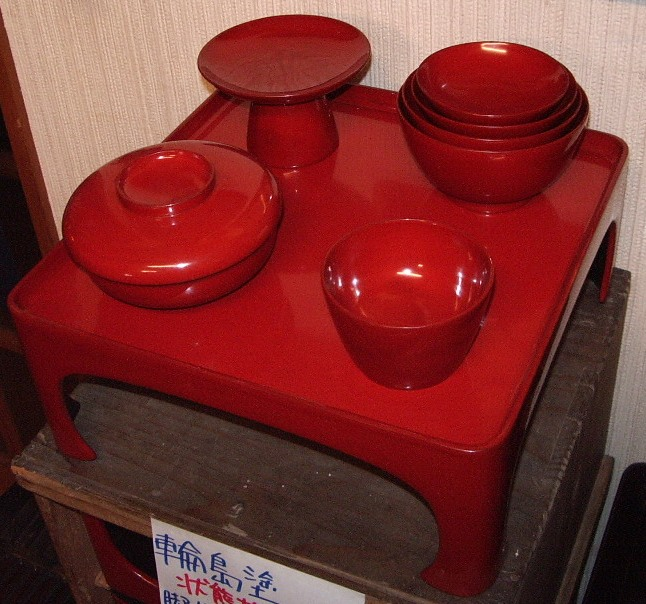
輪島塗（輪島市）

- 金沢仏壇（仏壇・仏具、1976年）
- 七尾仏壇（仏壇・仏具、1978年）
- 金沢箔（工芸用具・材料、1977年）

伝統工芸品
- 金沢箔（金沢市）
- 九谷焼（加賀地方）
- 輪島塗（輪島市）

### スポーツ
サッカー
- ツエーゲン金沢 - Jリーグ
- テイヘンズFC - 北信越フットボールリーグ2部

野球
- 石川ミリオンスターズ - 日本海リーグ
- Hard Ball Club 金沢（金沢市） - 社会人野球

バスケットボール
- 金沢武士団（金沢市） - B3.LEAGUE

フットサル
- ヴィンセドール白山フットサルクラブ - Fリーグ準会員リーグ

### 音楽・演劇
- オーケストラアンサンブル金沢
- 石川フィルハーモニー交響楽団
- 金沢混声合唱団
- 金沢メンネルコール
- MRO児童合唱団
- 劇団羅針盤
- シアタースカイ

## 観光
世界農業遺産

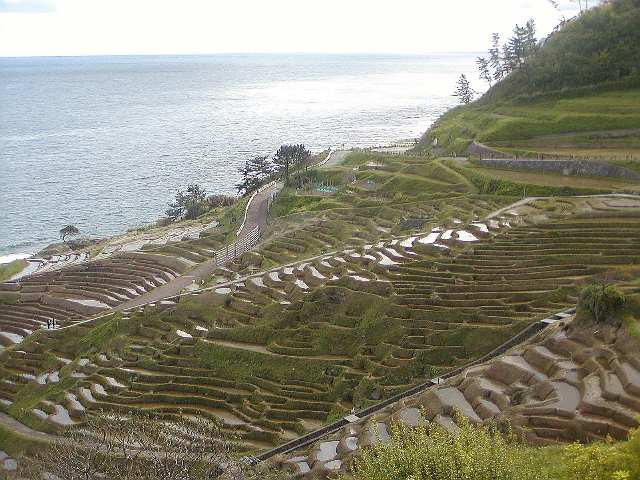
白米の千枚田（輪島市）

国の名勝

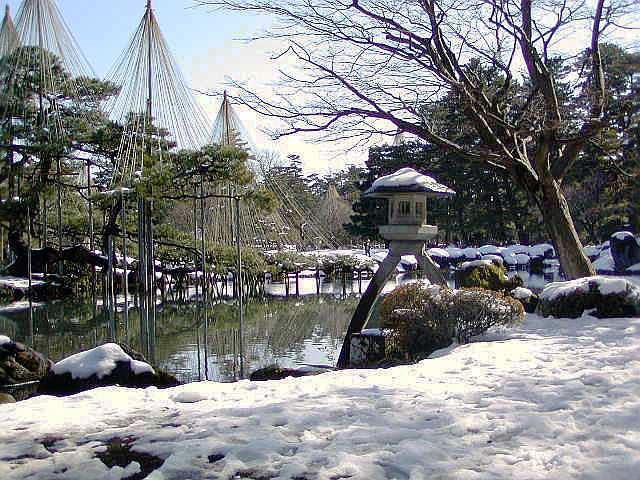
兼六園（金沢市）
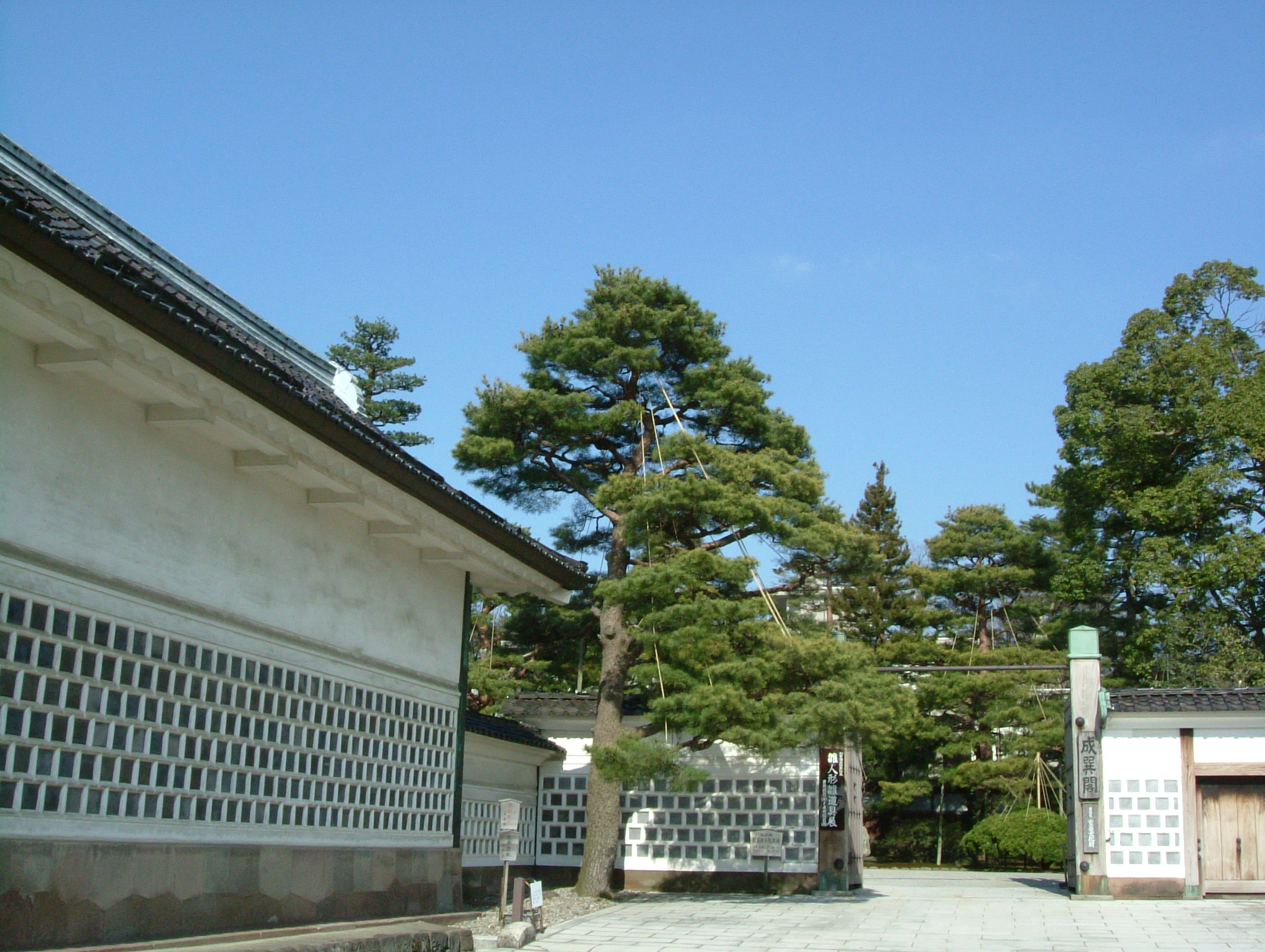
成巽閣（金沢市）
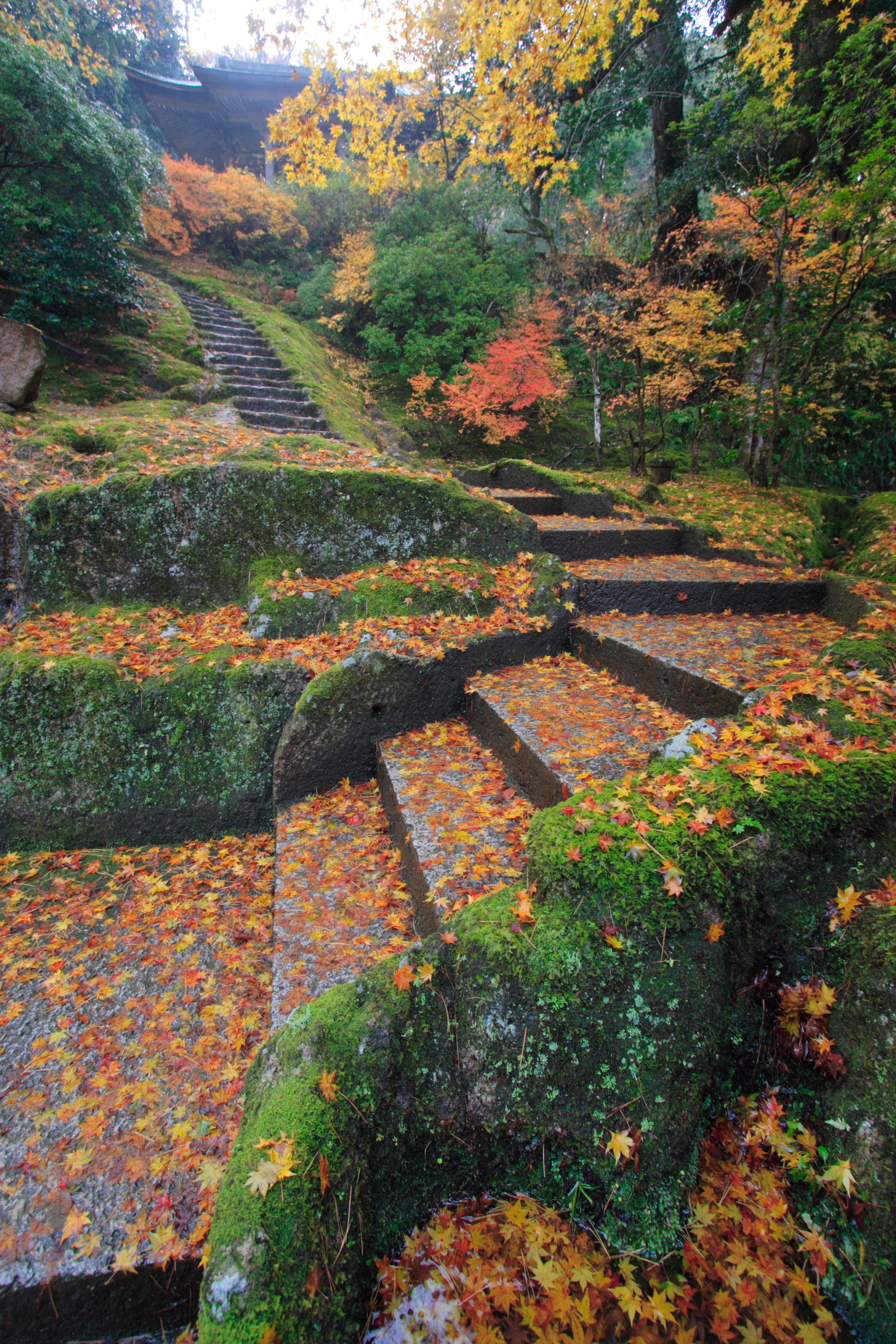
那谷寺（小松市）
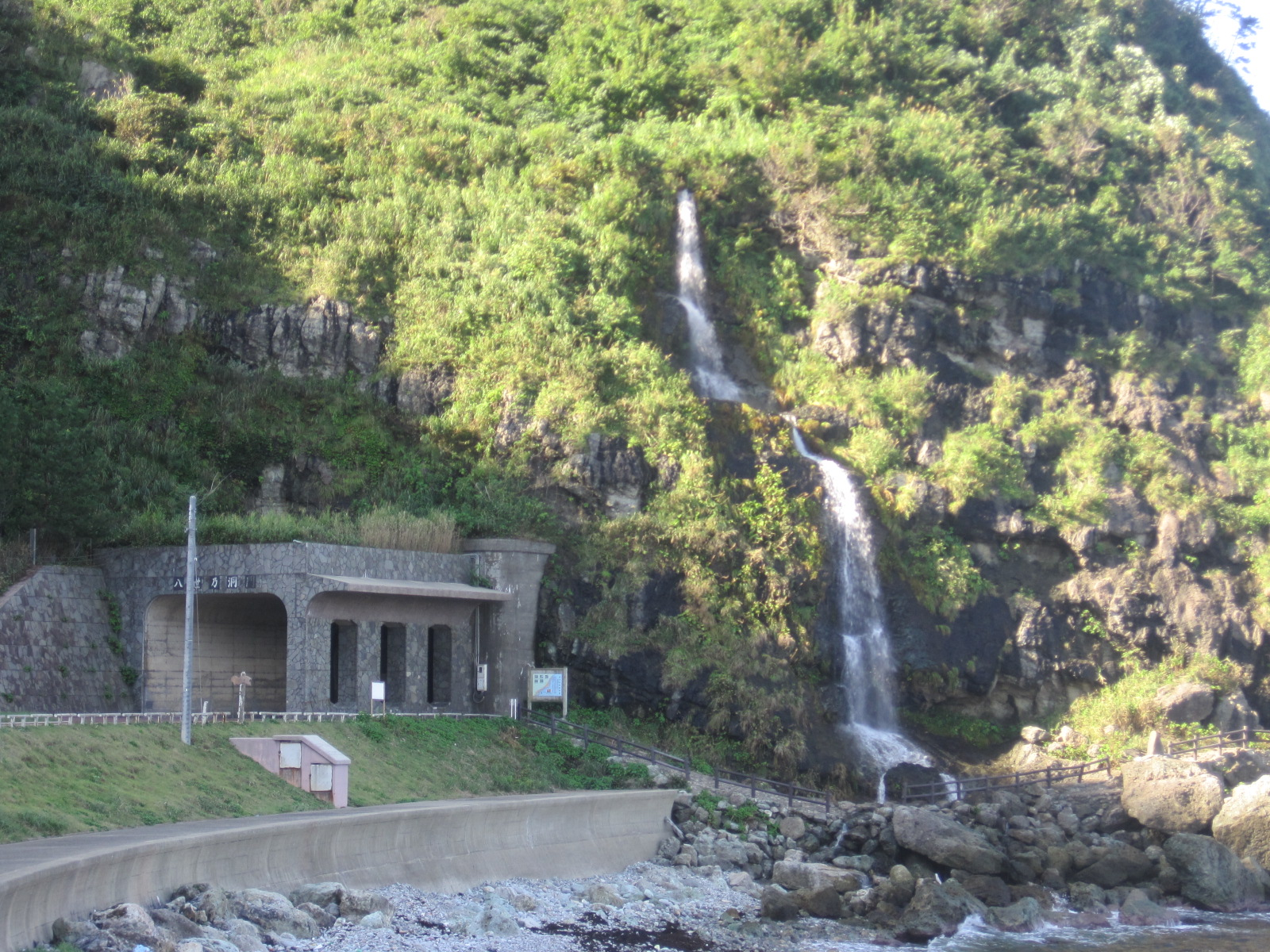
曽々木海岸の垂水の滝（珠洲市）

重要伝統的建造物群保存地区 (日本最多)

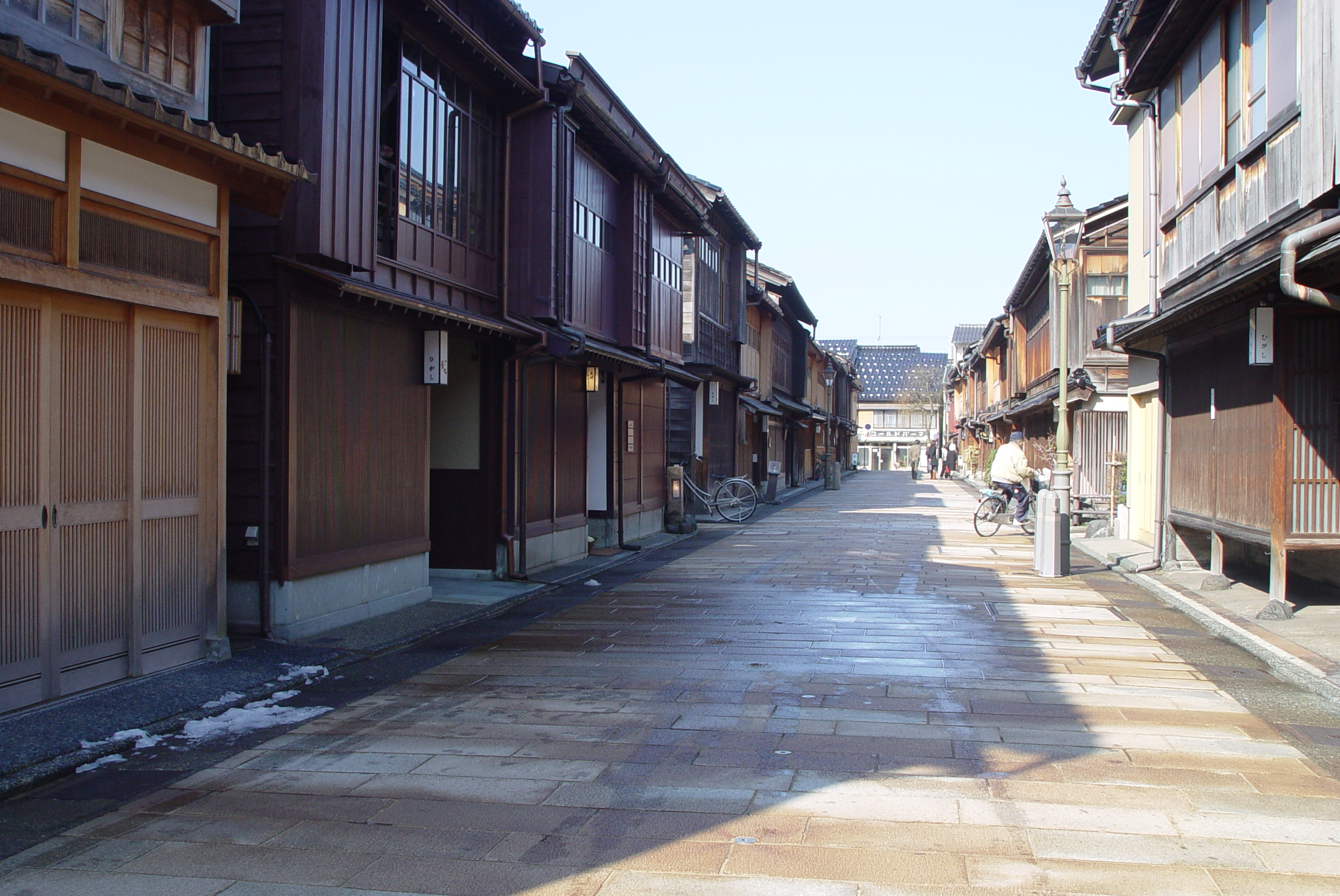
東山ひがし（金沢市）
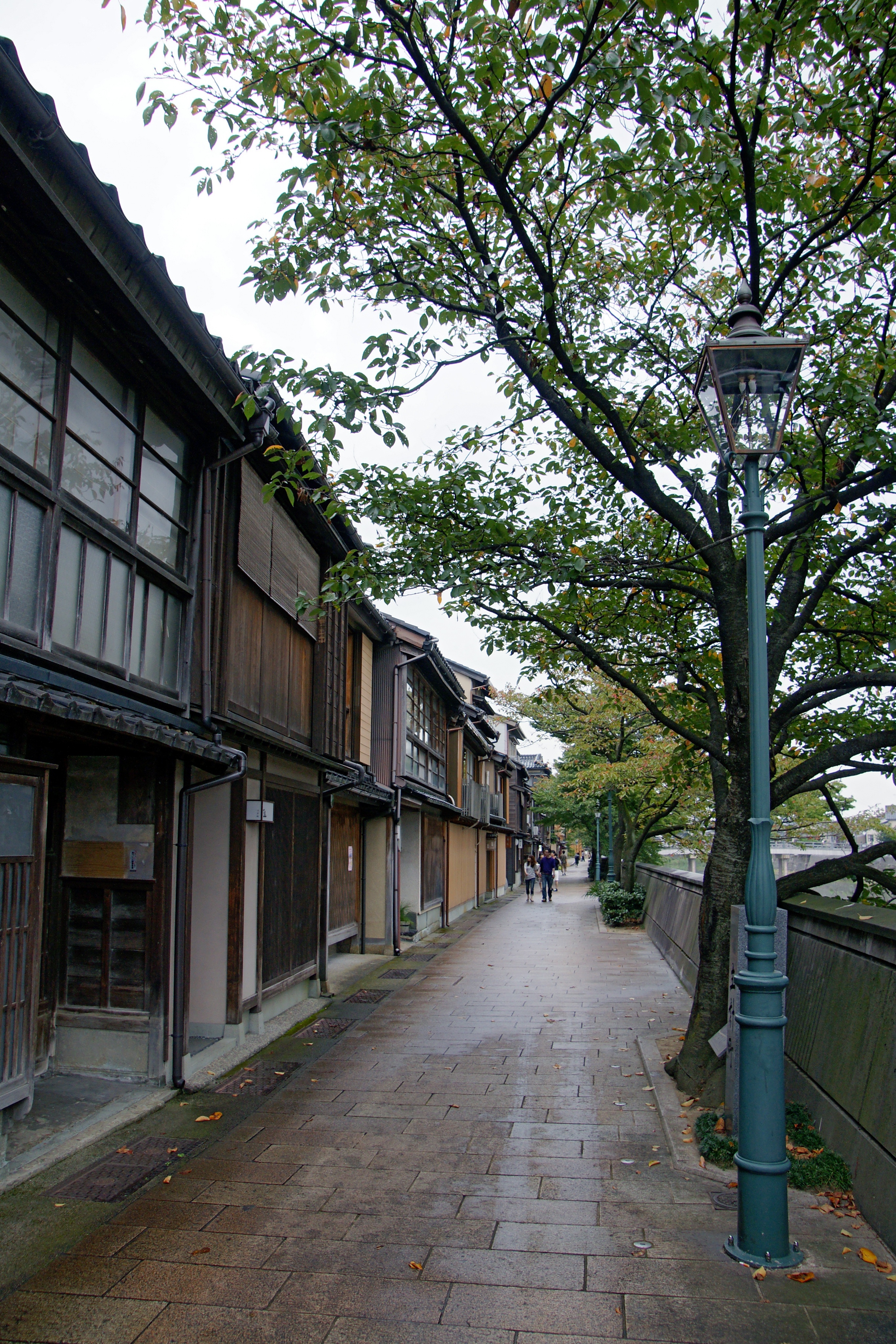
主計町（金沢市）
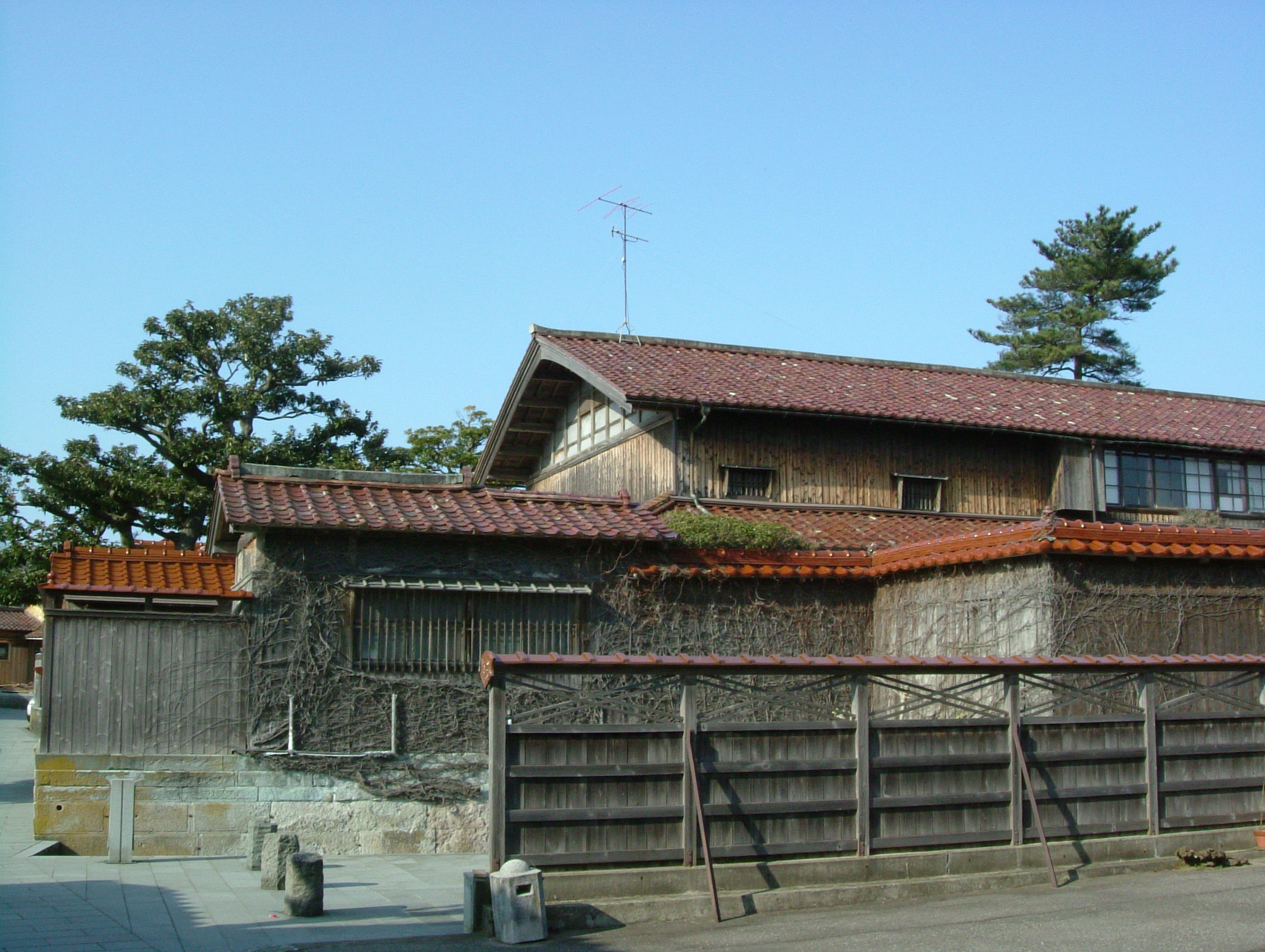
加賀橋立（加賀市）
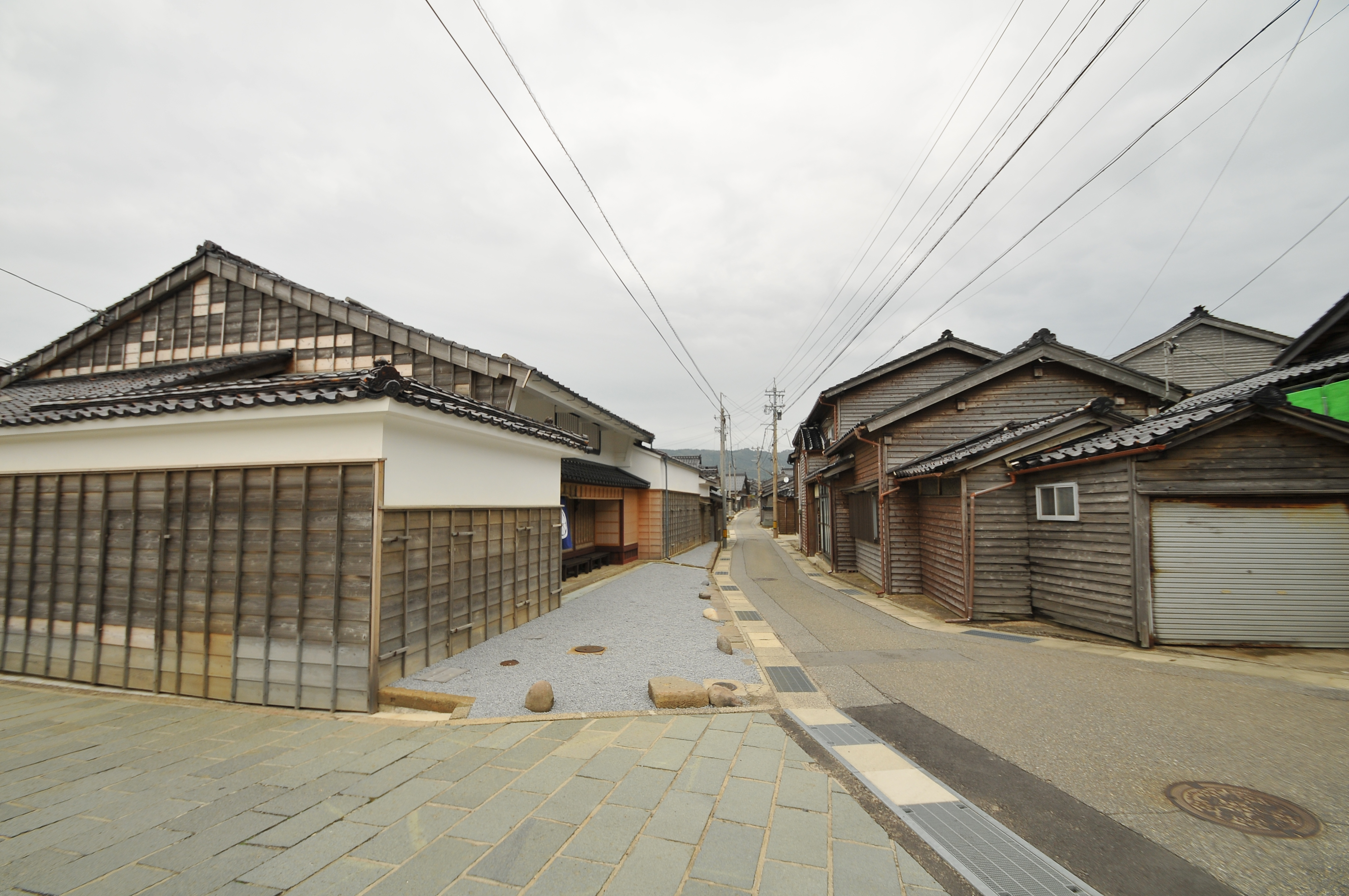
黒島地区（輪島市）

国の重要文化財

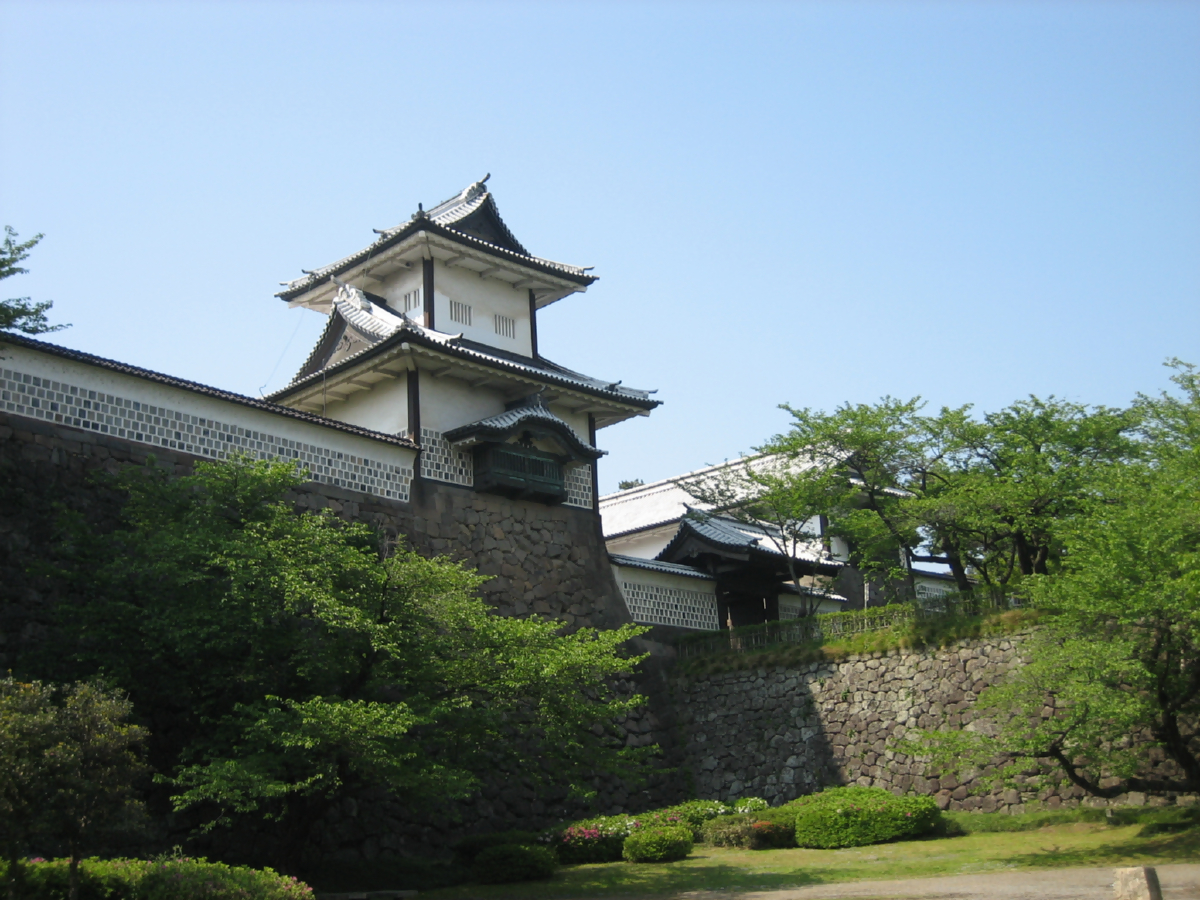
重要文化財 金沢城石川門（金沢市）
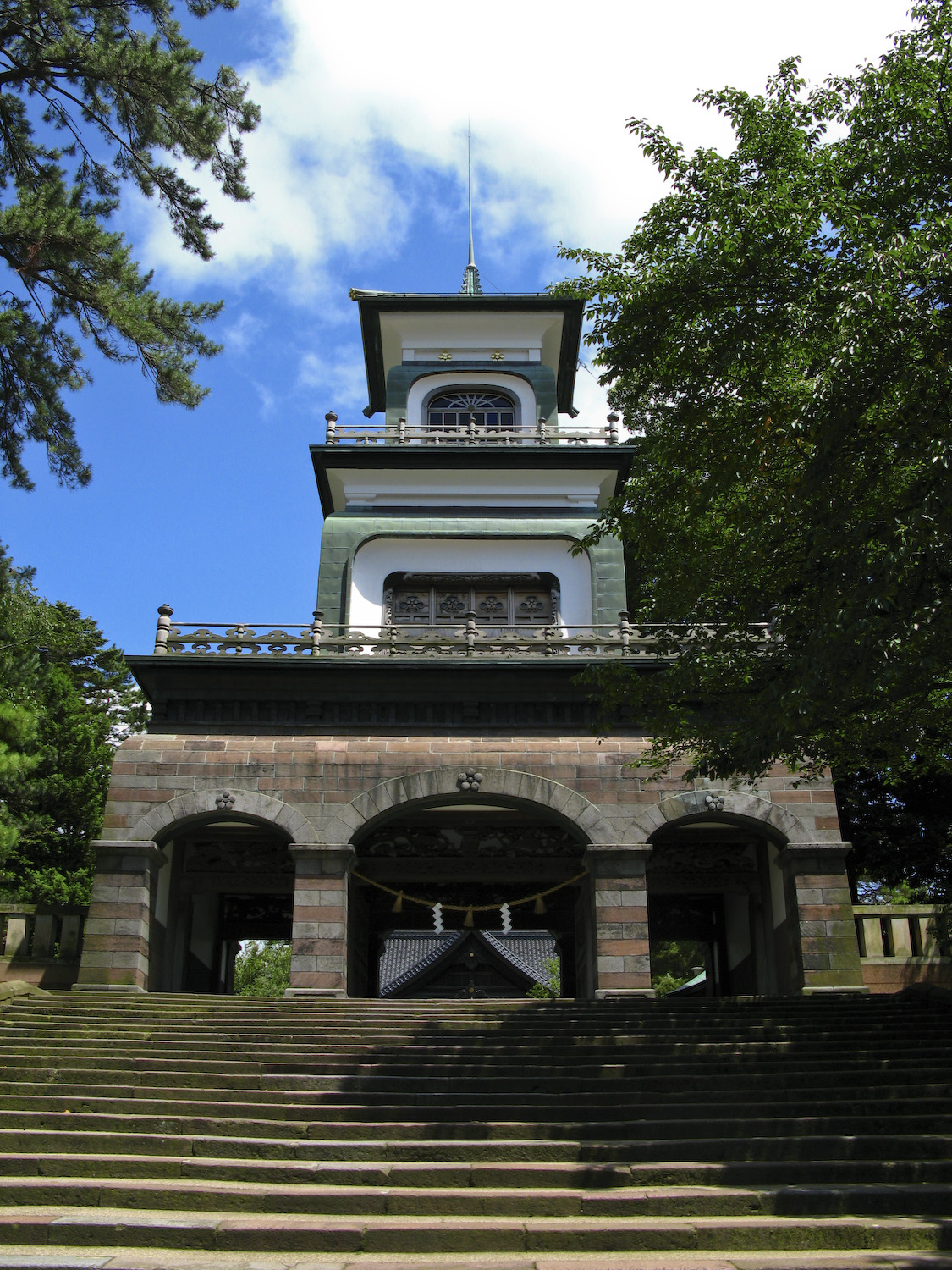
重要文化財 尾山神社神門（金沢市）
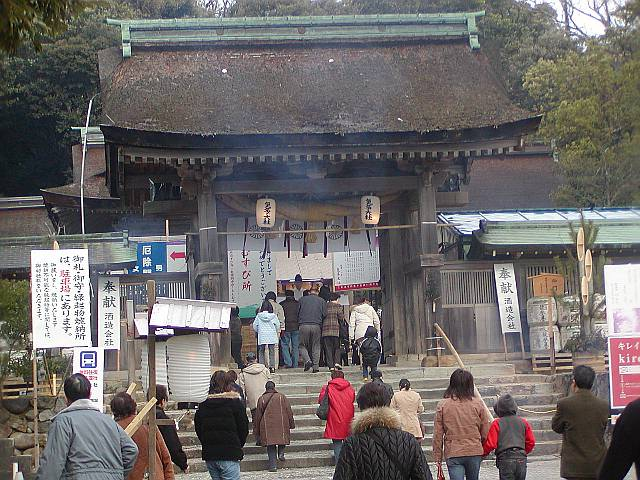
重要文化財 気多大社神門（羽咋市）
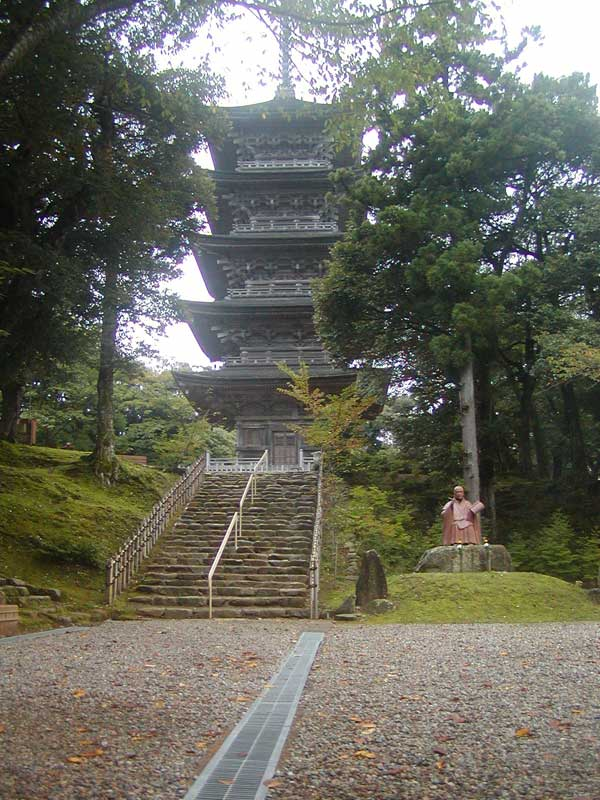
重要文化財 妙成寺五重塔（羽咋市）

国の史跡

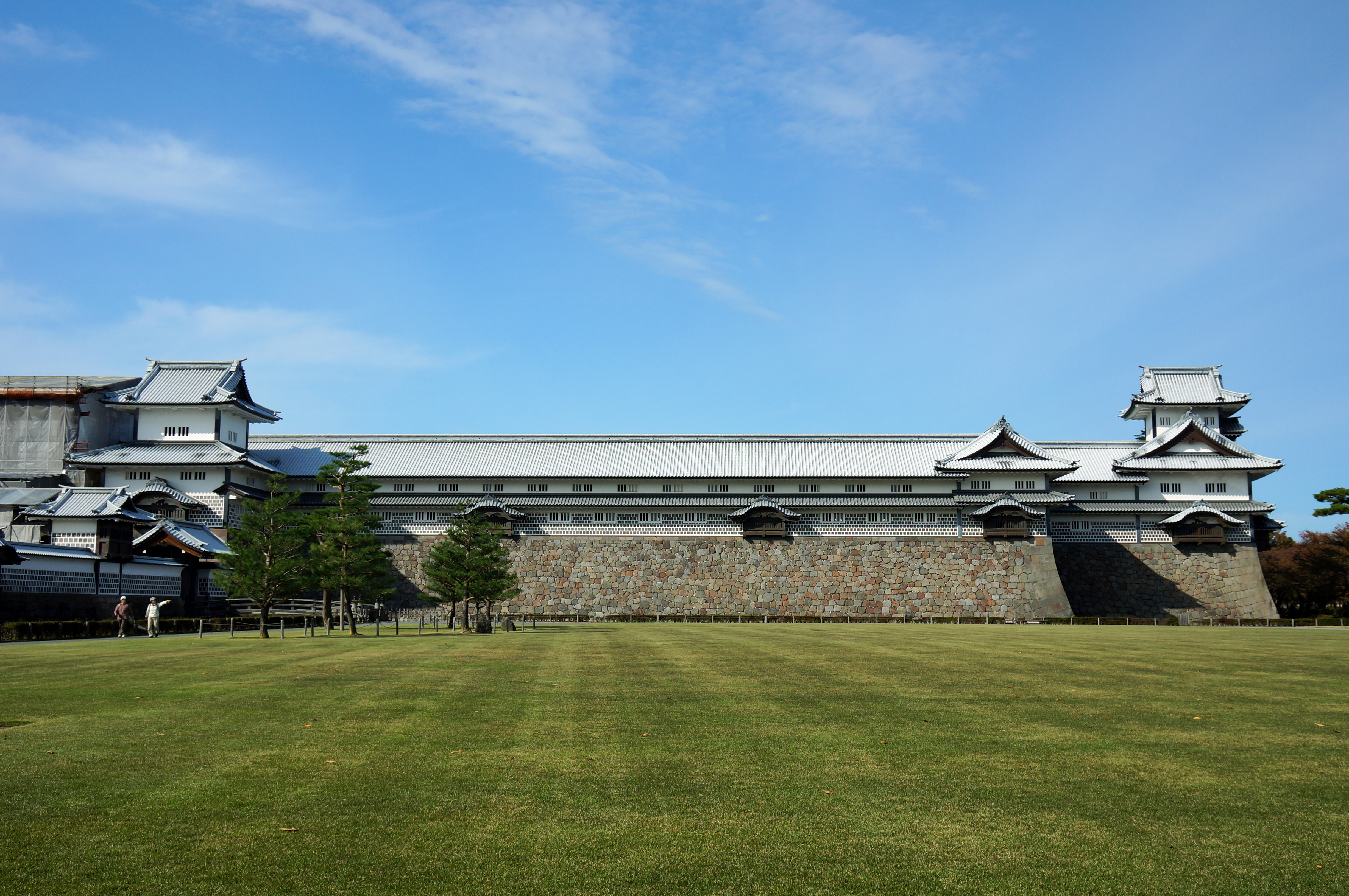
国史跡 金沢城（金沢市）
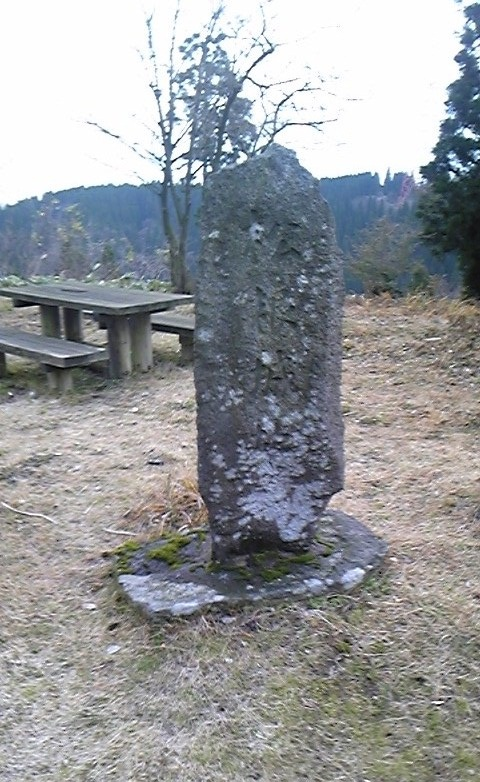
国史跡 加越国境城跡群及び道（金沢市）
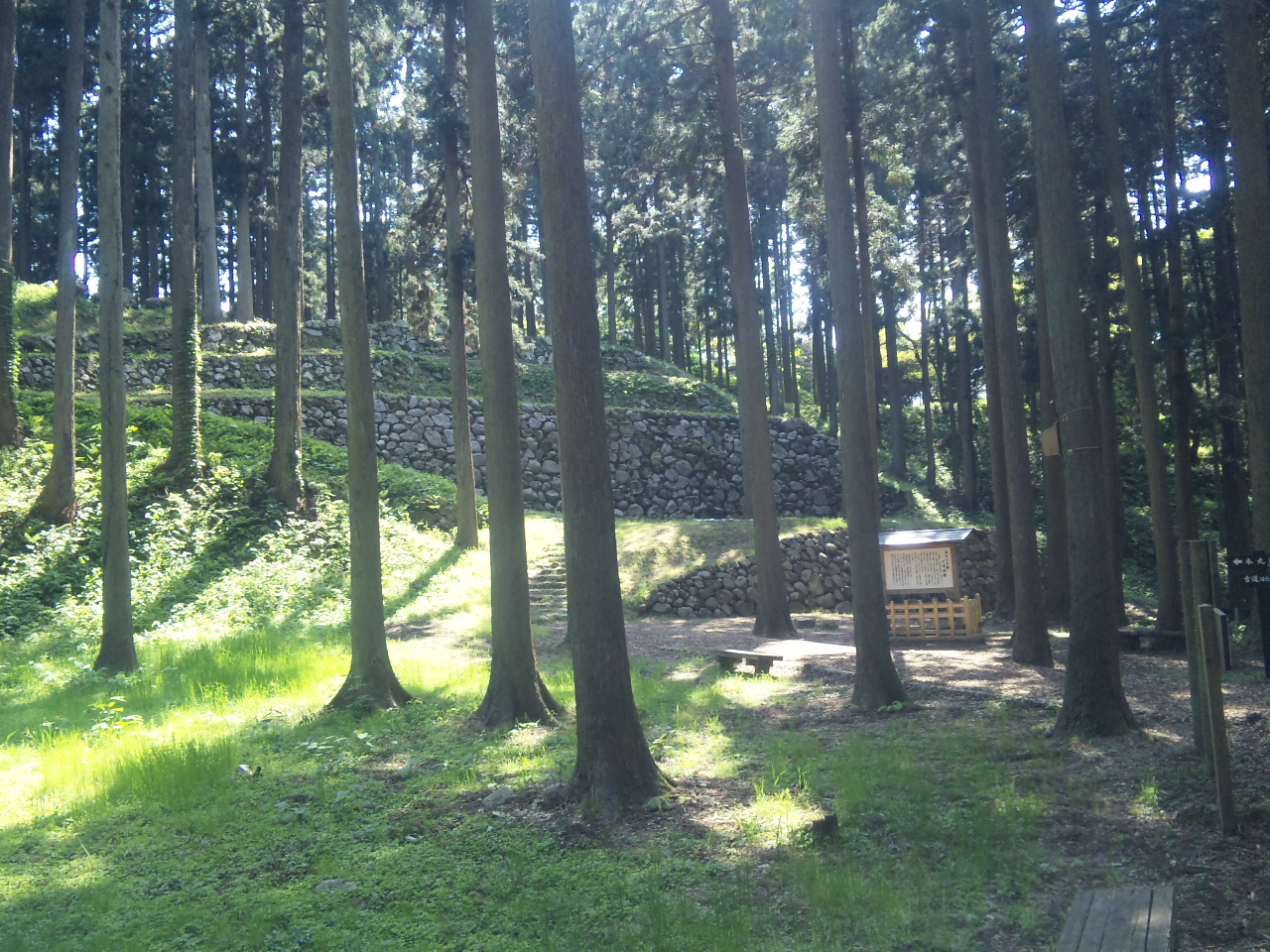
国史跡 七尾城跡（七尾市）
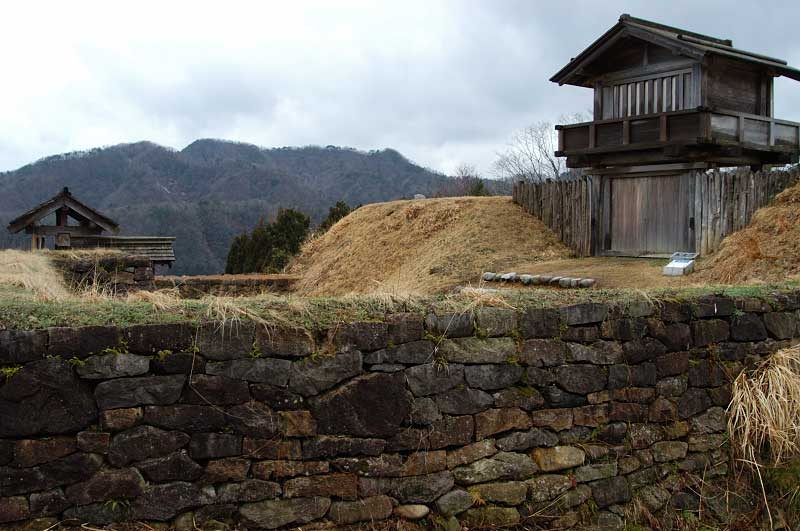
国史跡 鳥越城跡（白山市）
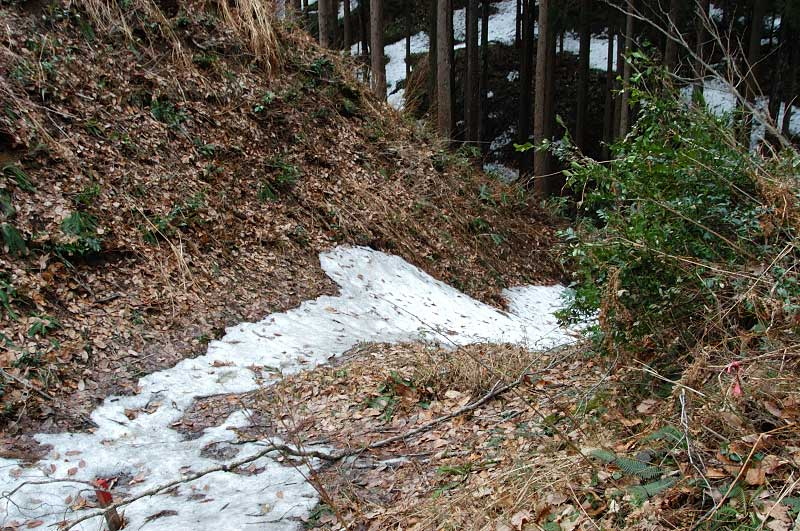
国史跡 二曲城跡（白山市）

名所・旧跡

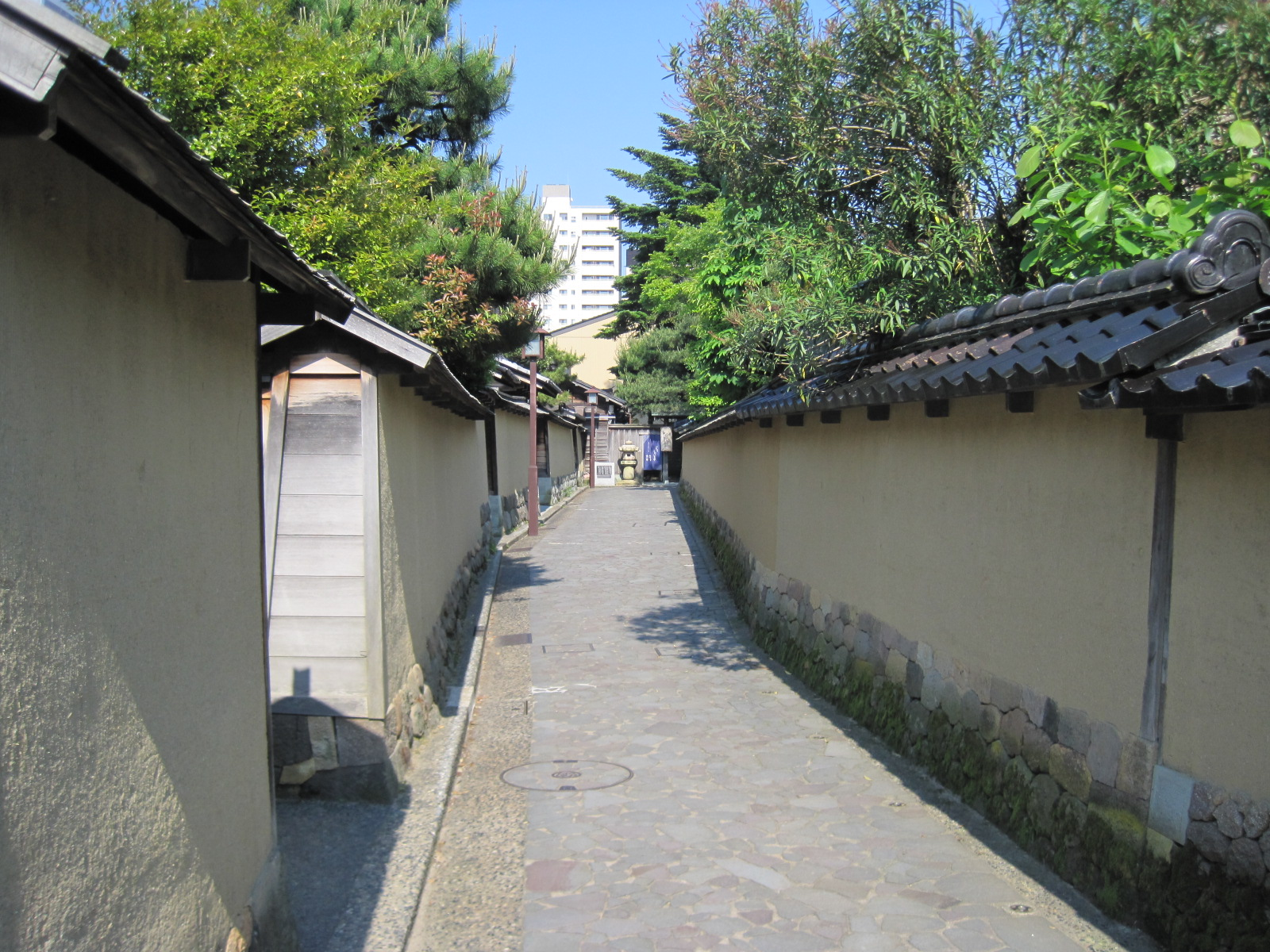
長町武家屋敷跡（金沢市）
安宅の関（小松市）
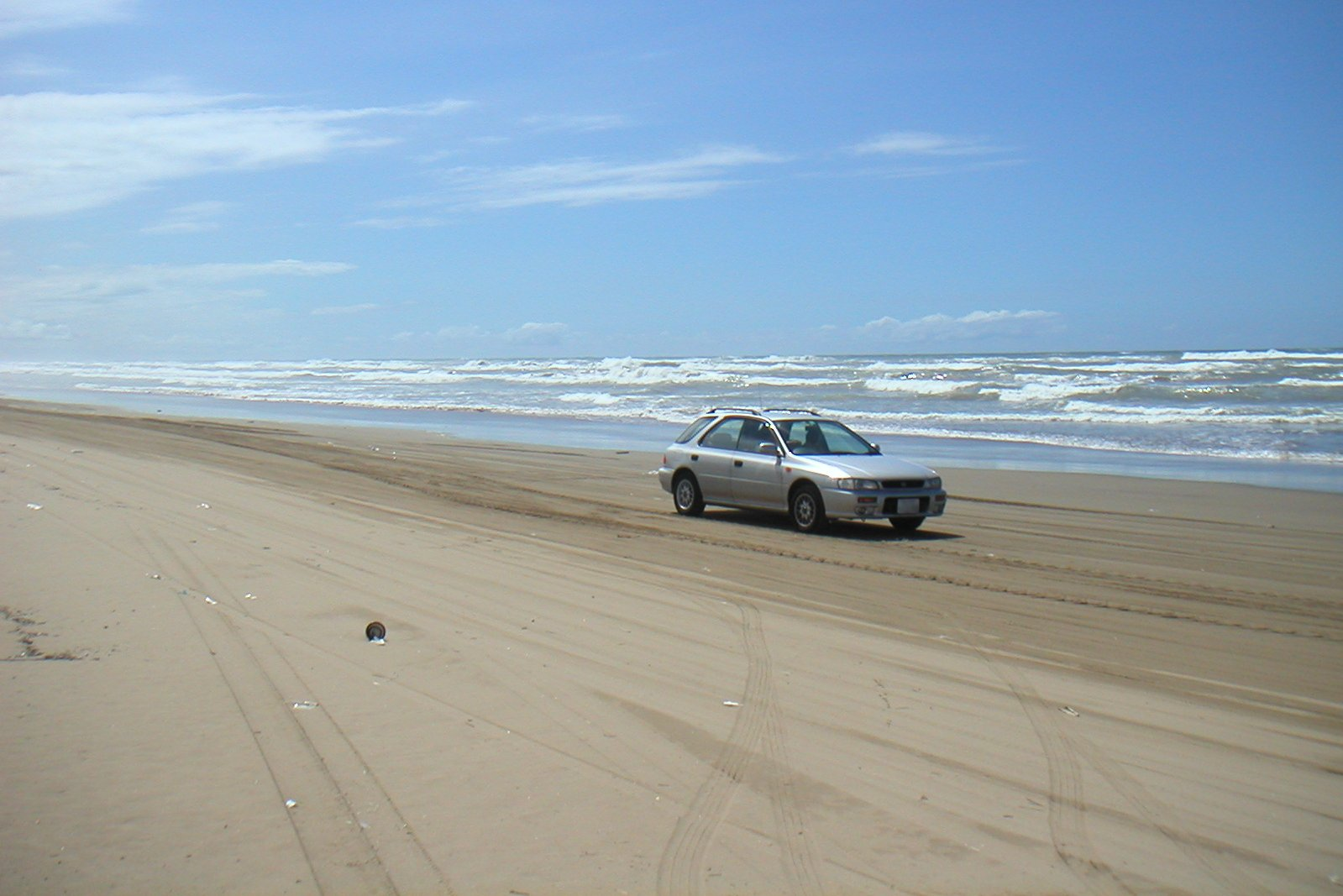
千里浜なぎさドライブウェイ（羽咋市、宝達志水町）
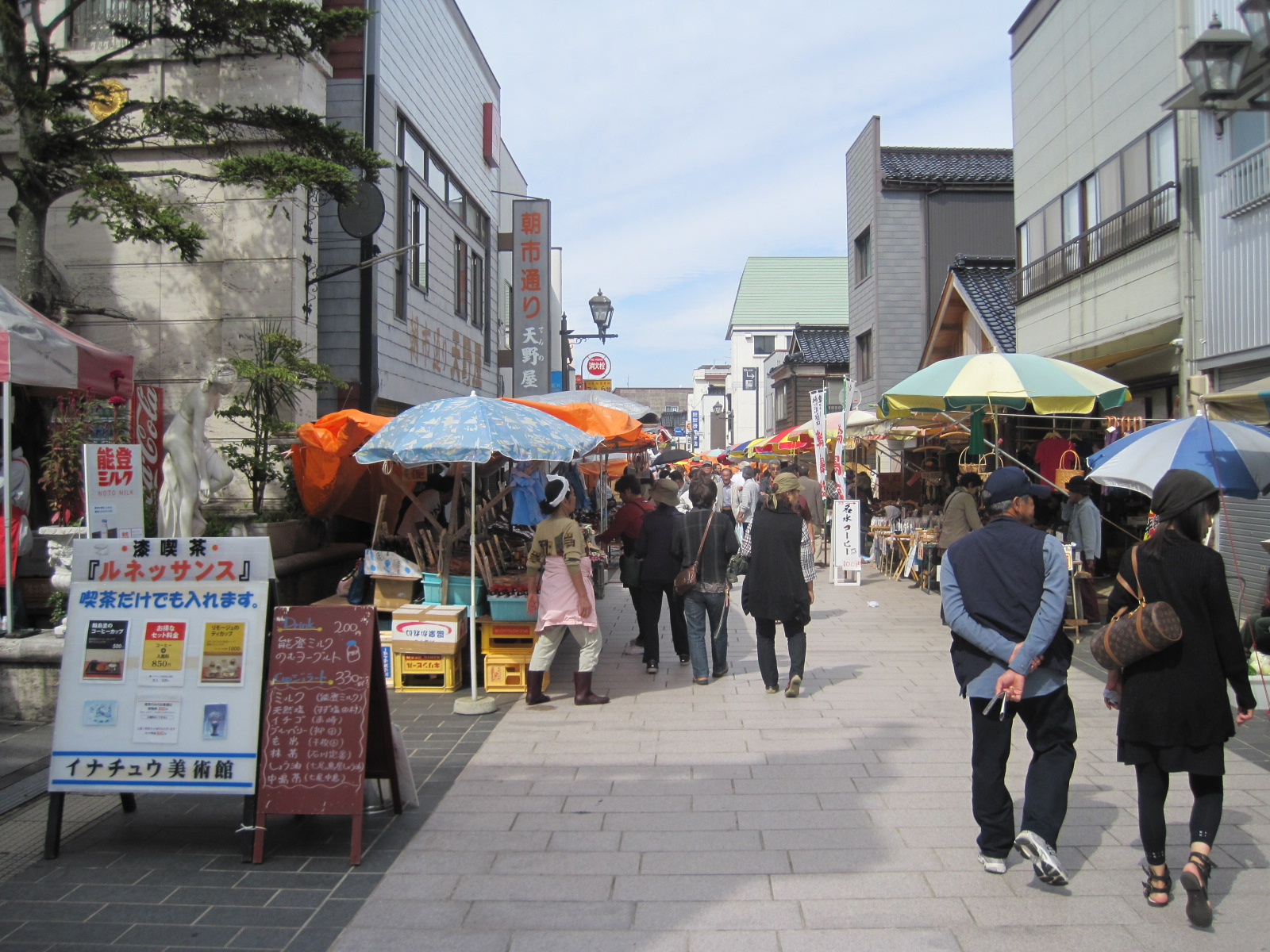
輪島朝市（輪島市）

文化施設

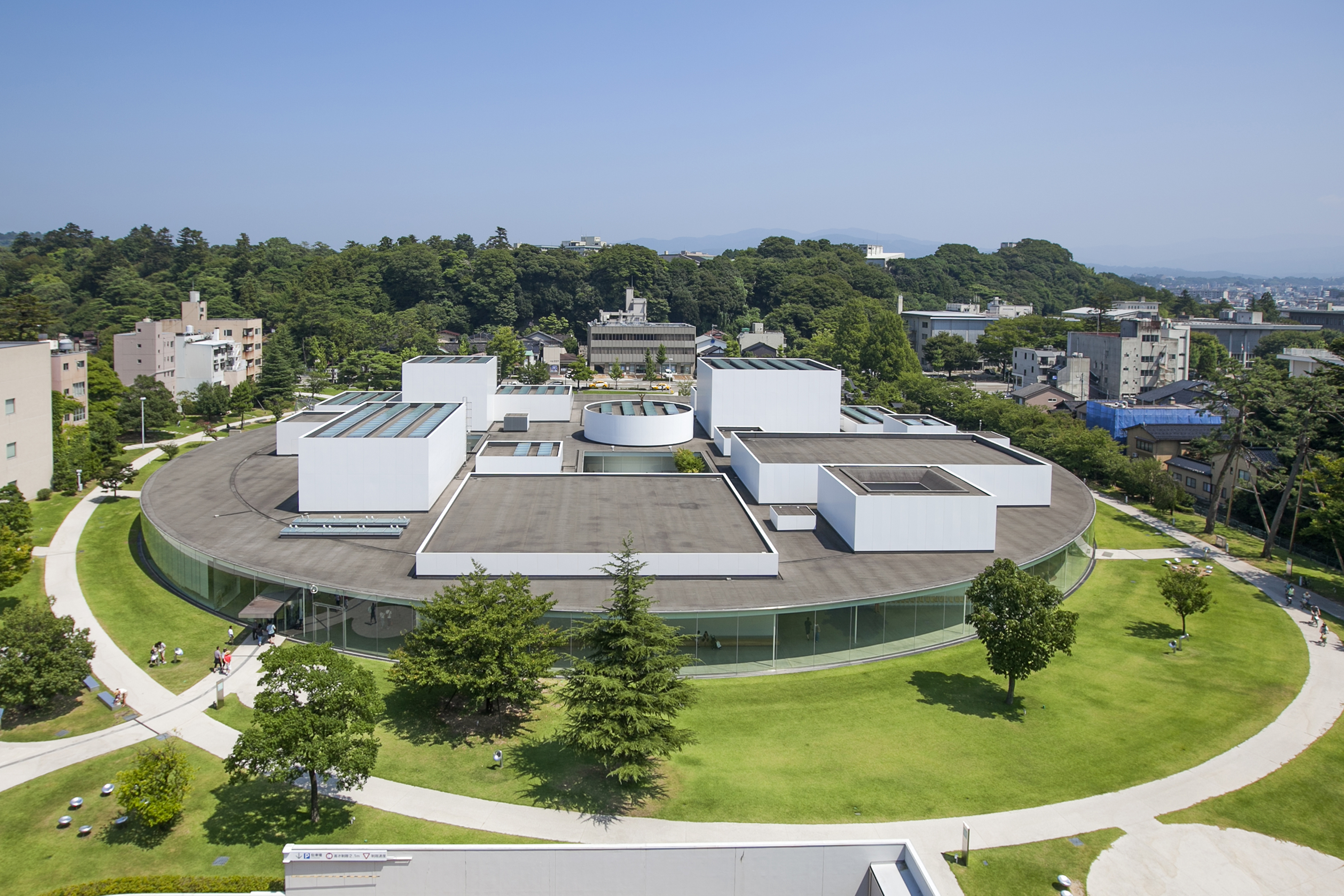
金沢21世紀美術館（金沢市）
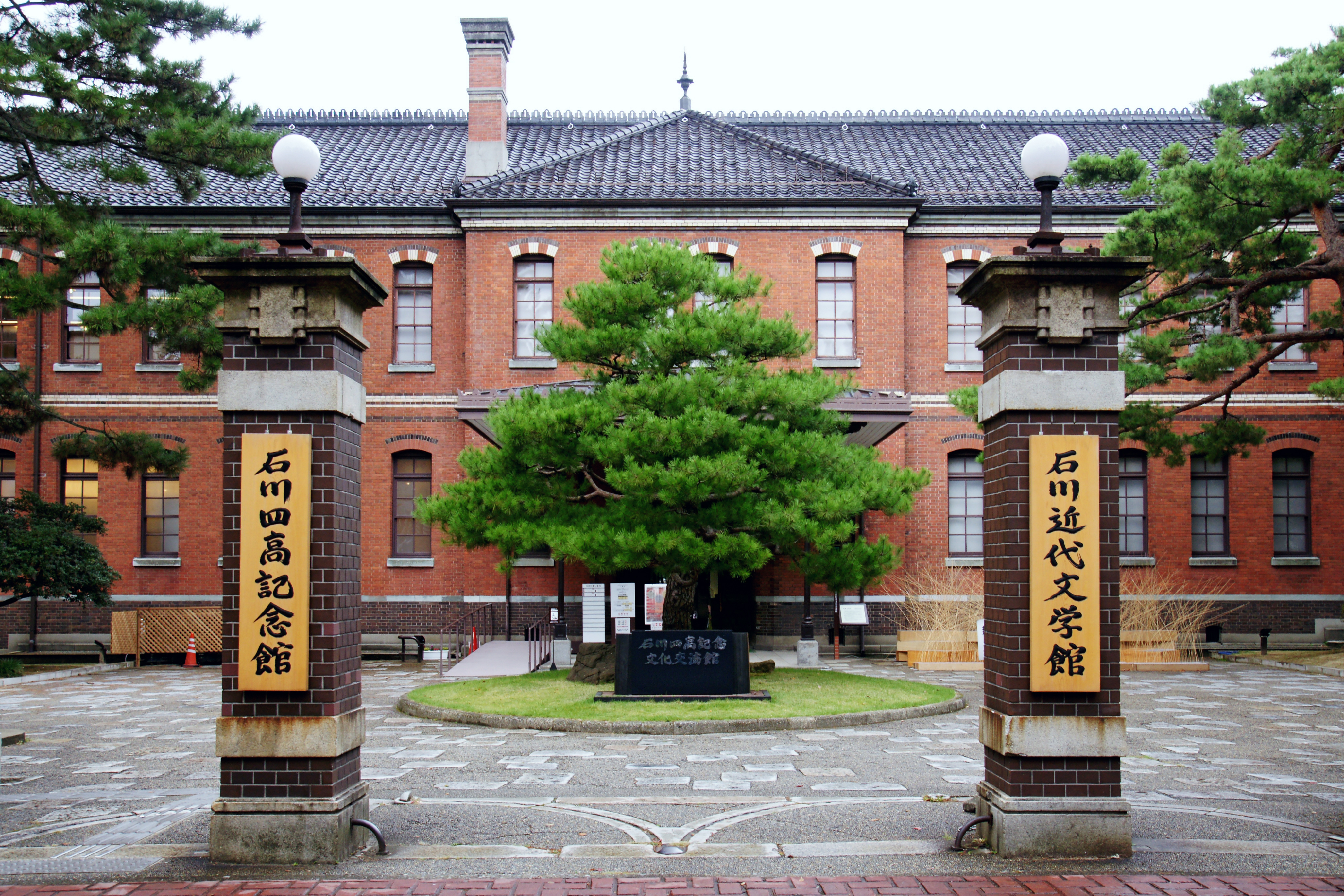
四高記念文化交流館（金沢市）
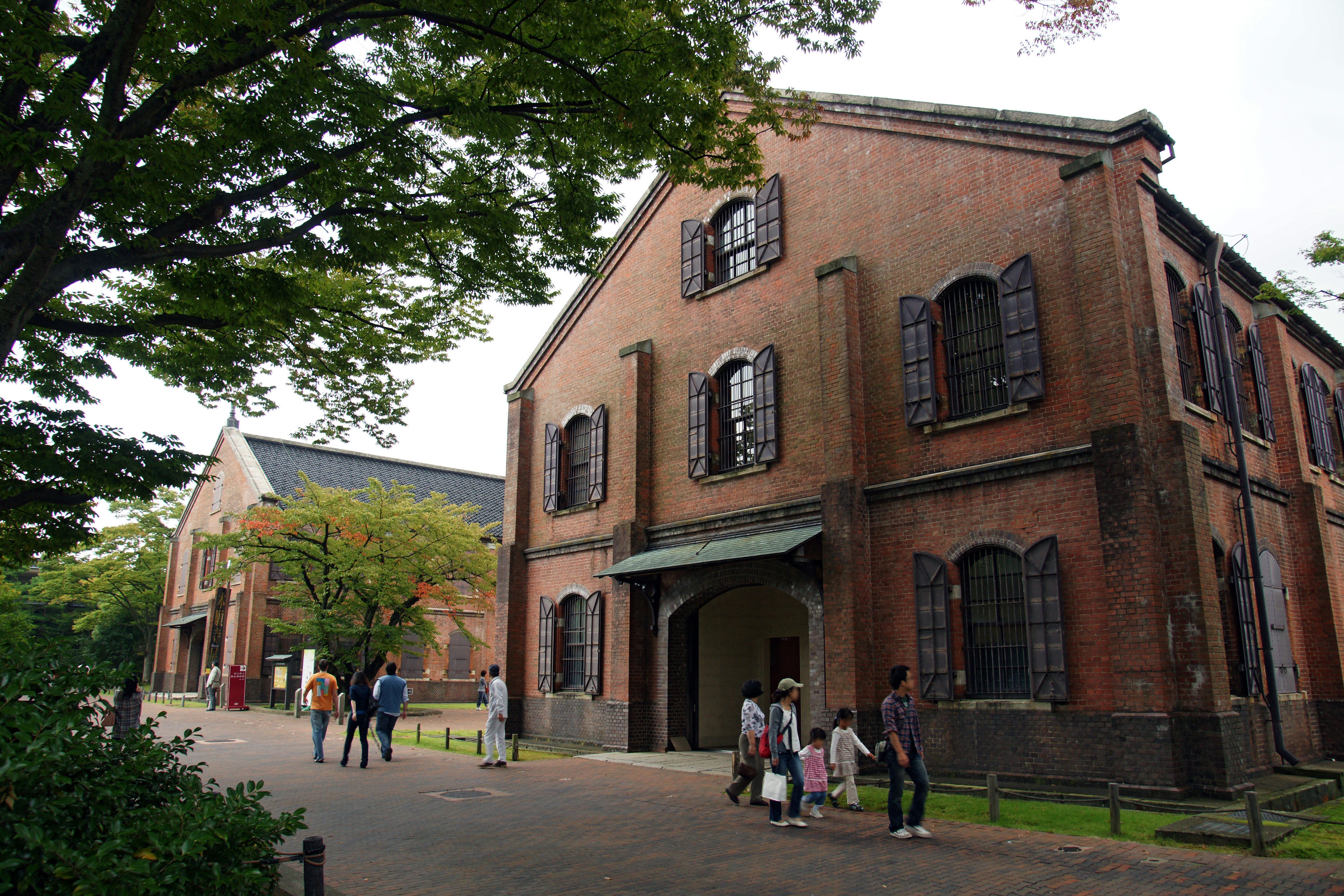
石川県立歴史博物館（金沢市）
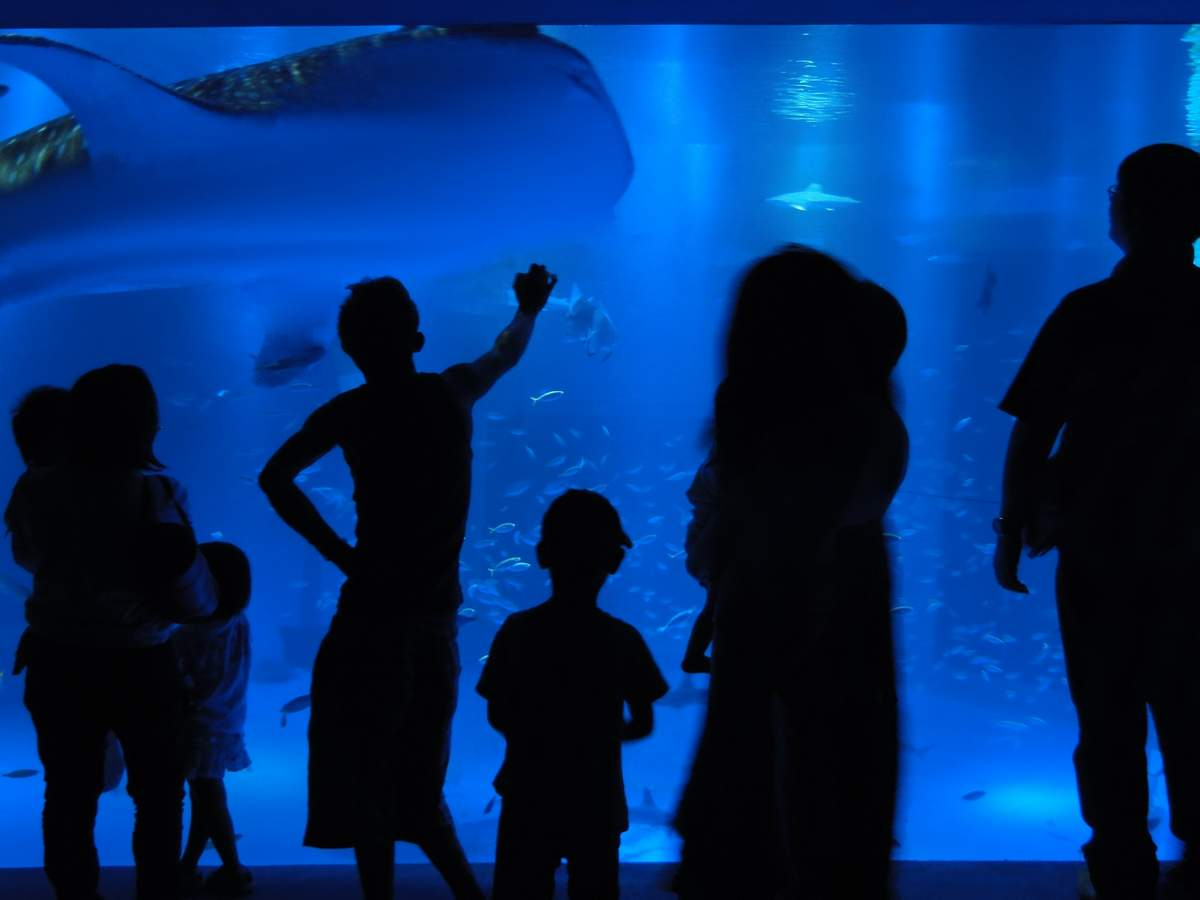
のとじま臨海公園水族館のジンベイザメ館（七尾市）

国立・国定公園など

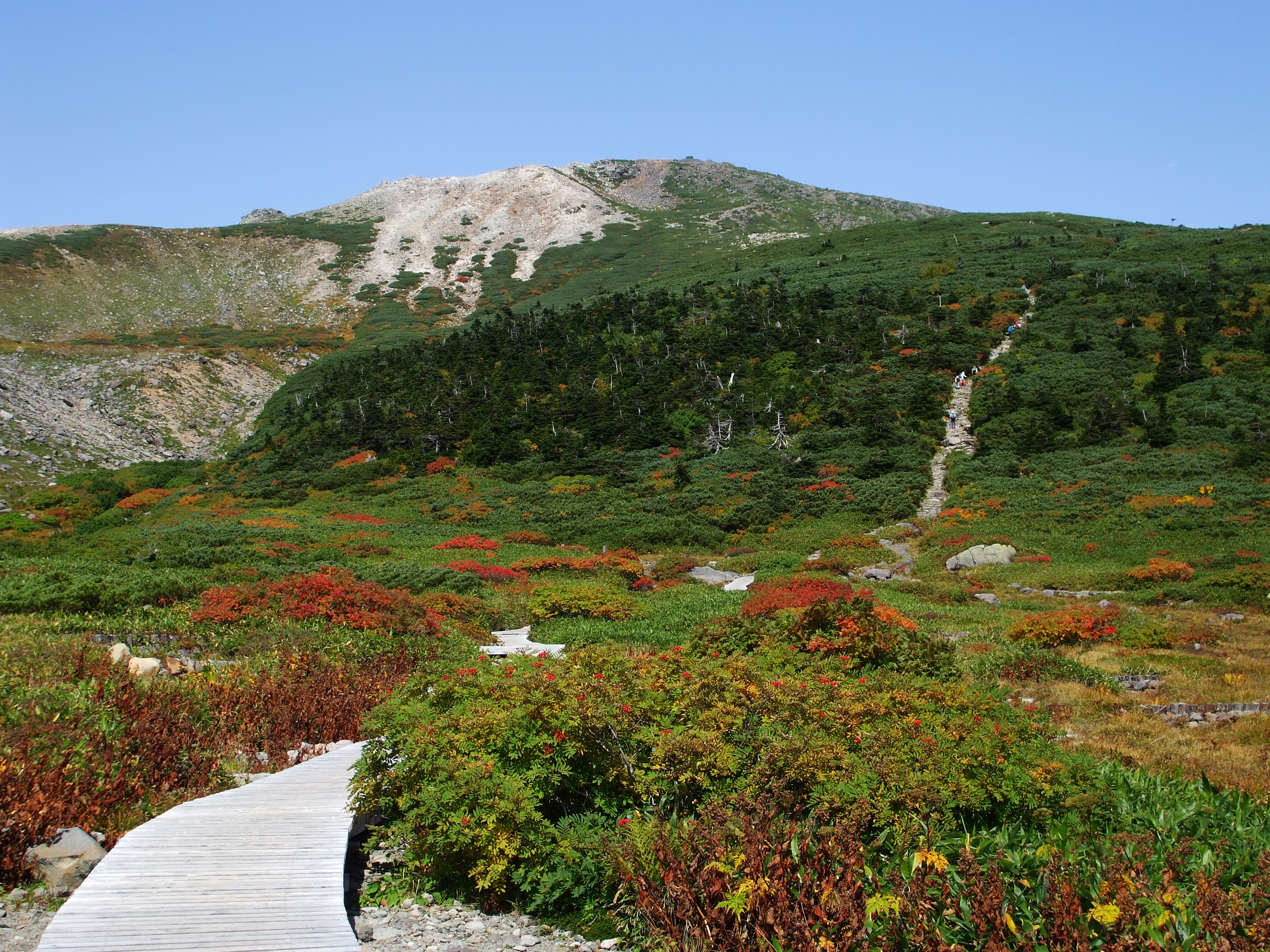
白山国立公園（白山、白山市）
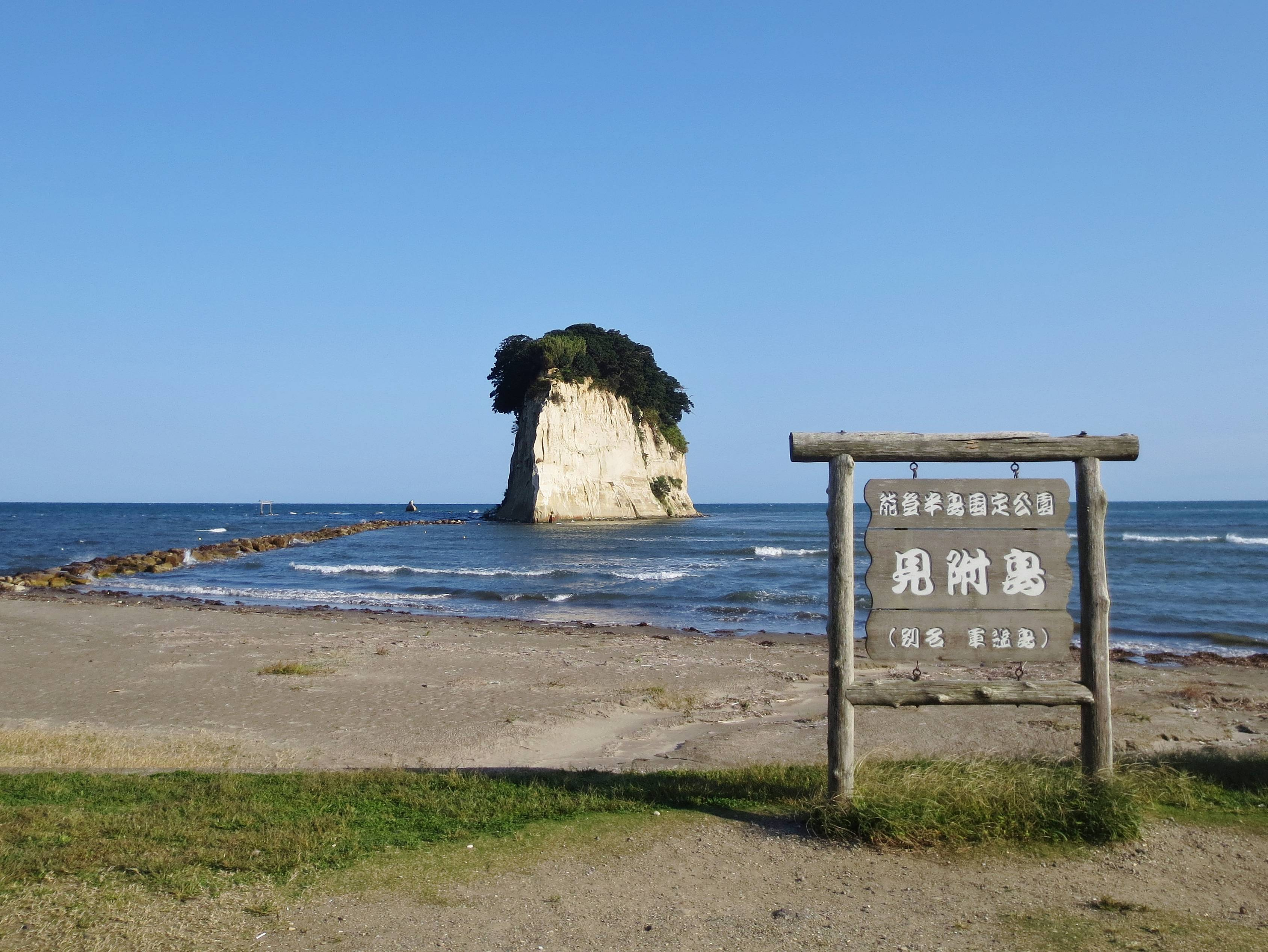
能登半島国定公園（見附島、珠洲市）
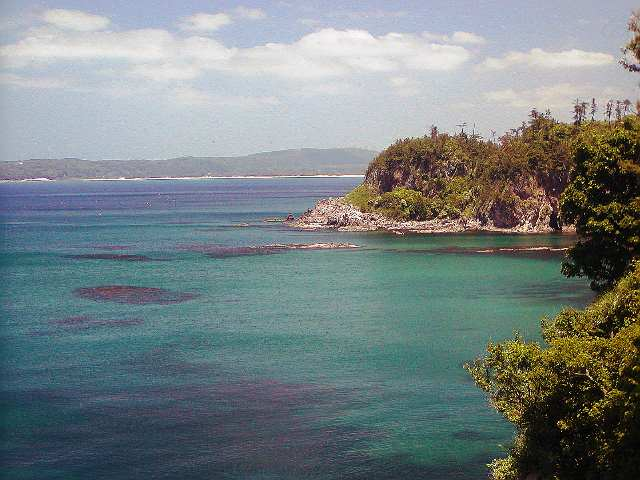
能登半島国定公園（能登金剛、志賀町）

祭事・行事

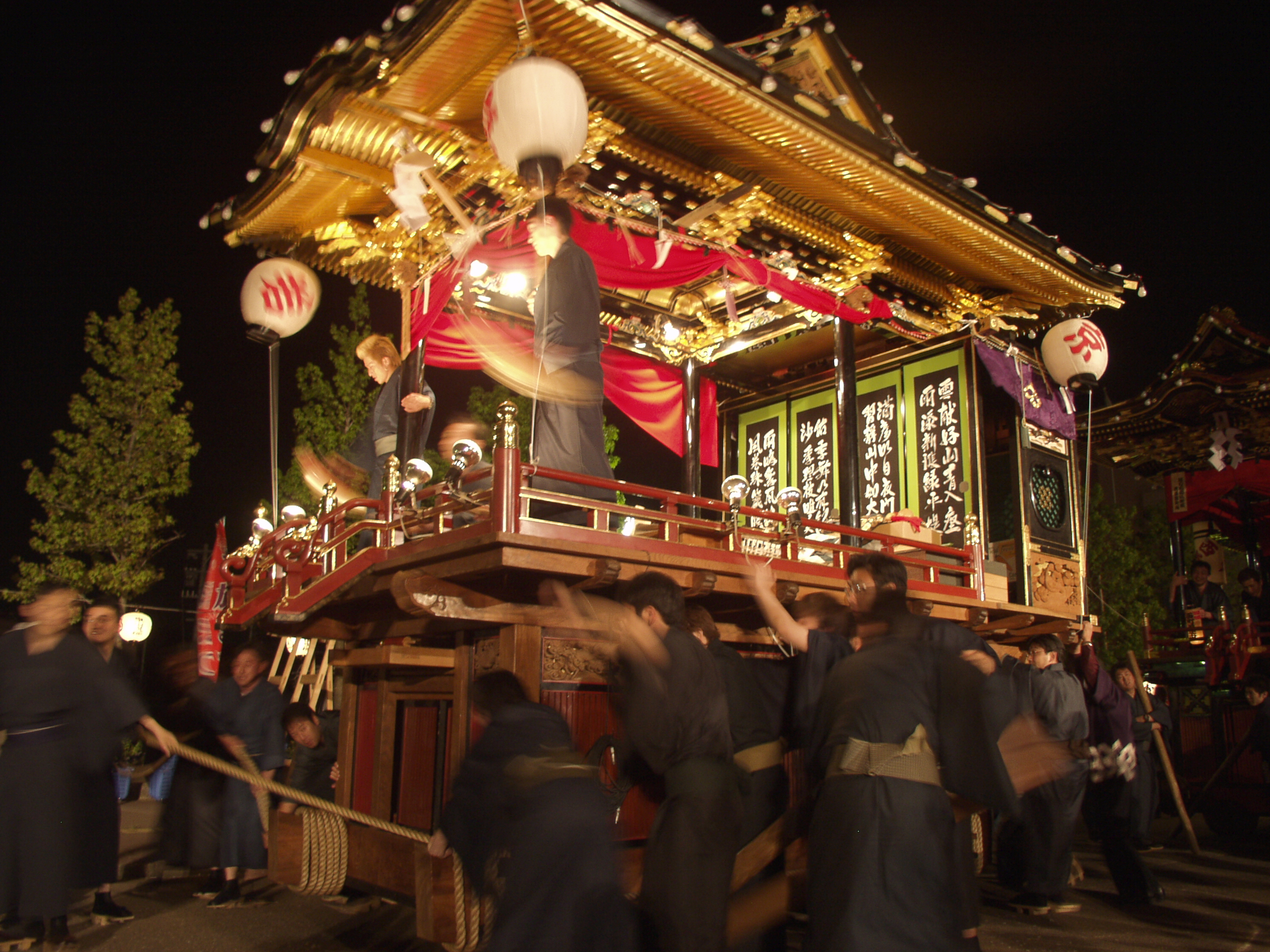
お旅まつり（小松市）
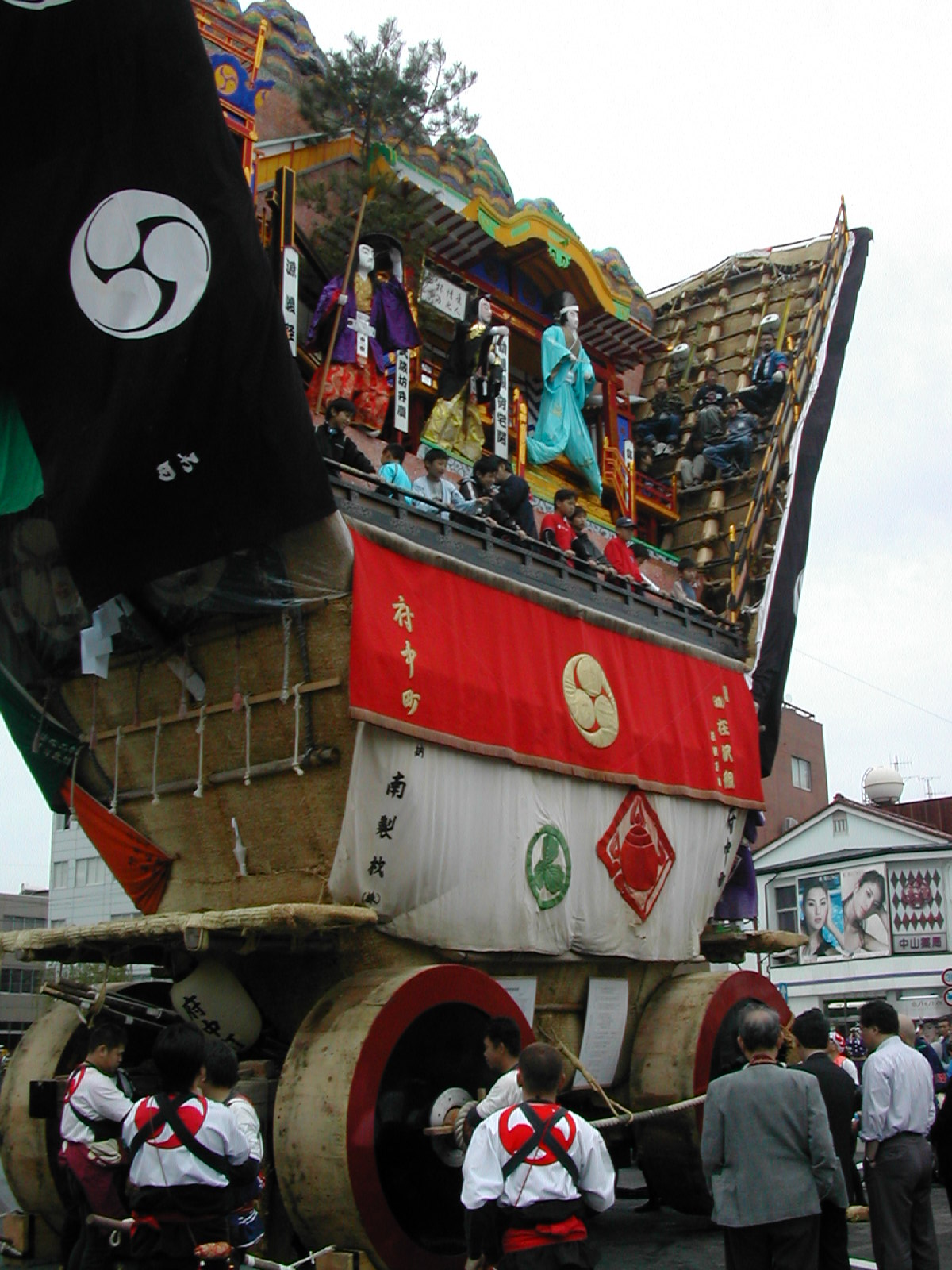
青柏祭（七尾市）
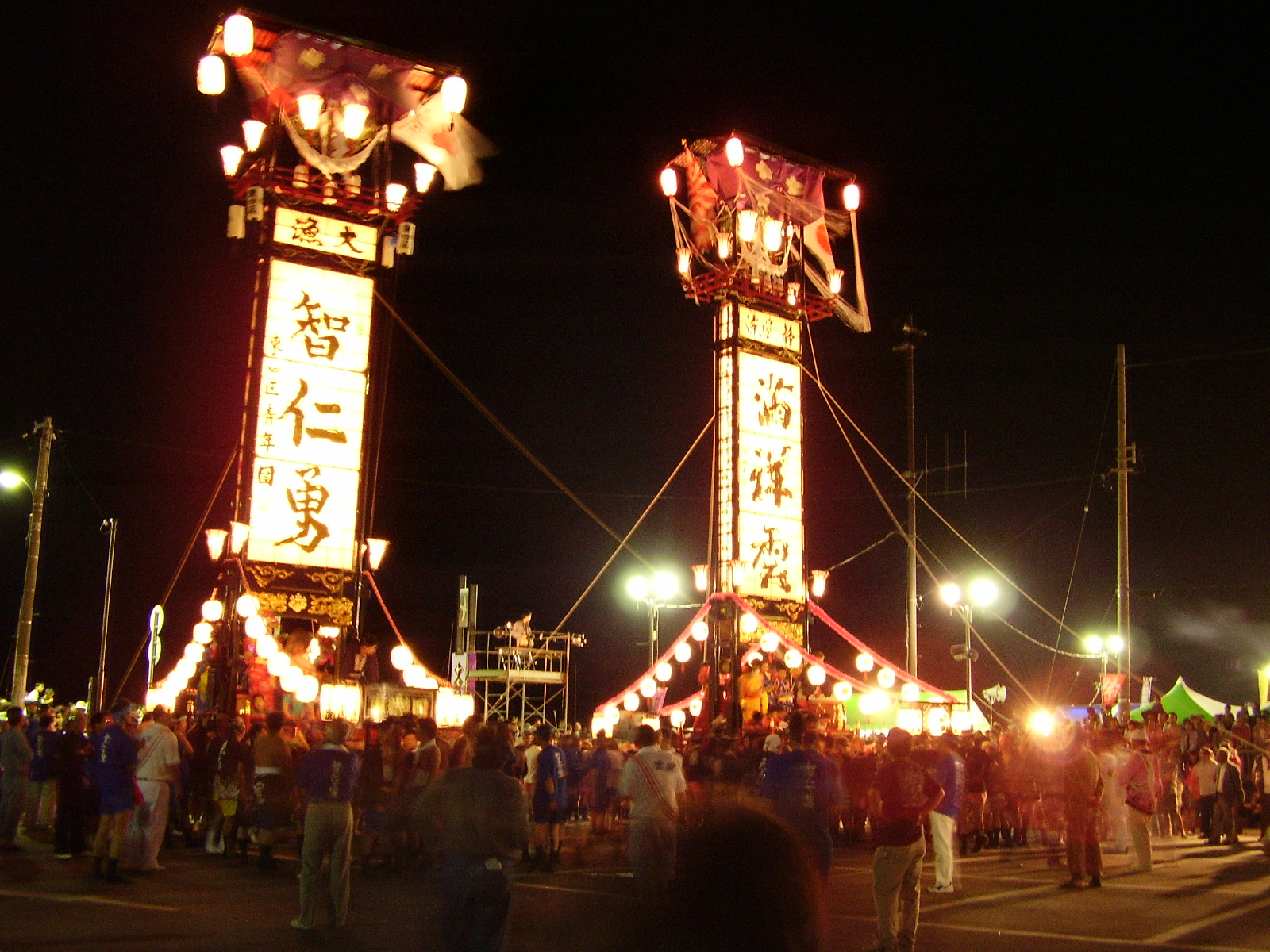
能登キリコ祭り（能登地方）

温泉

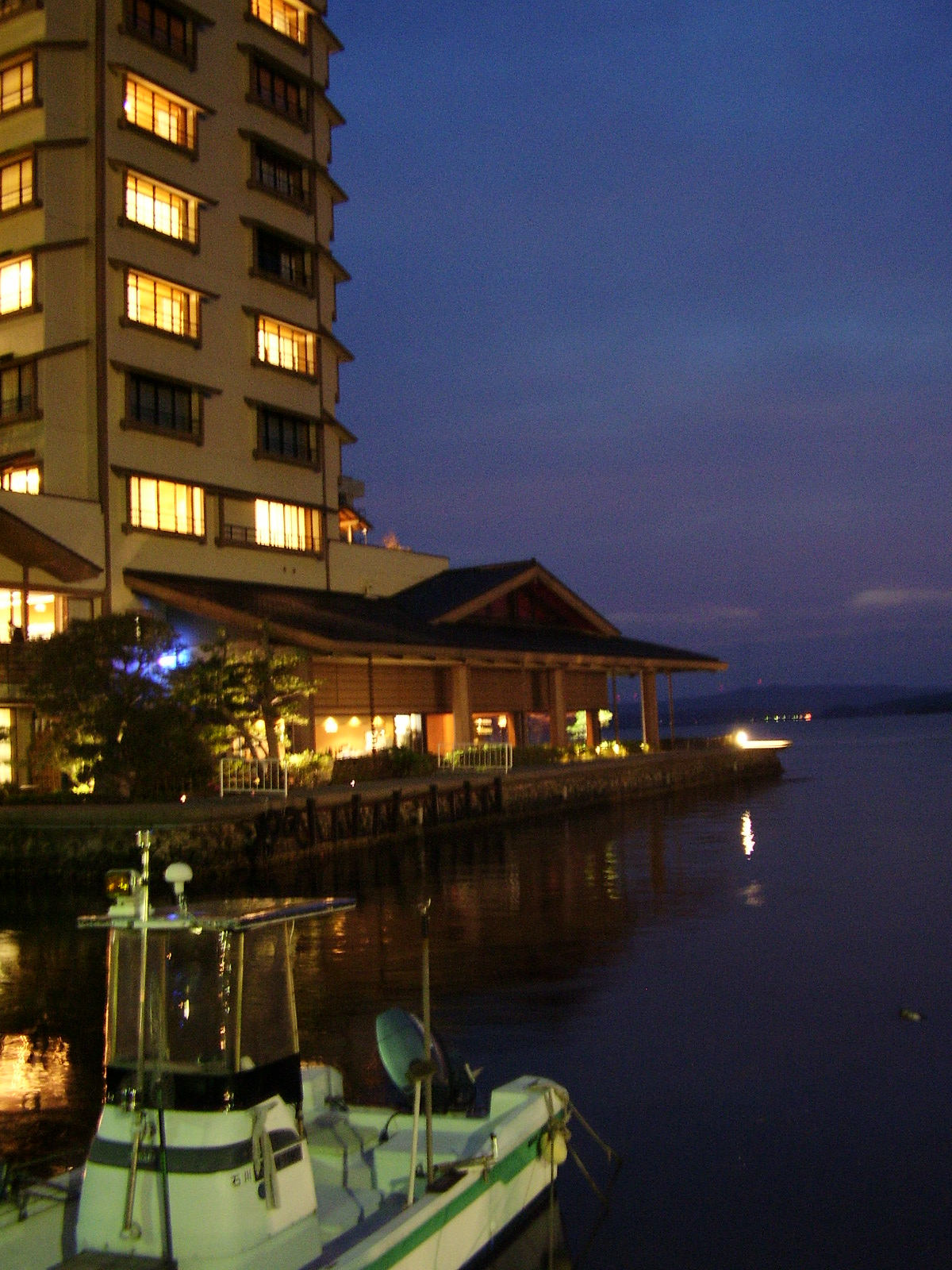
和倉温泉（七尾市）
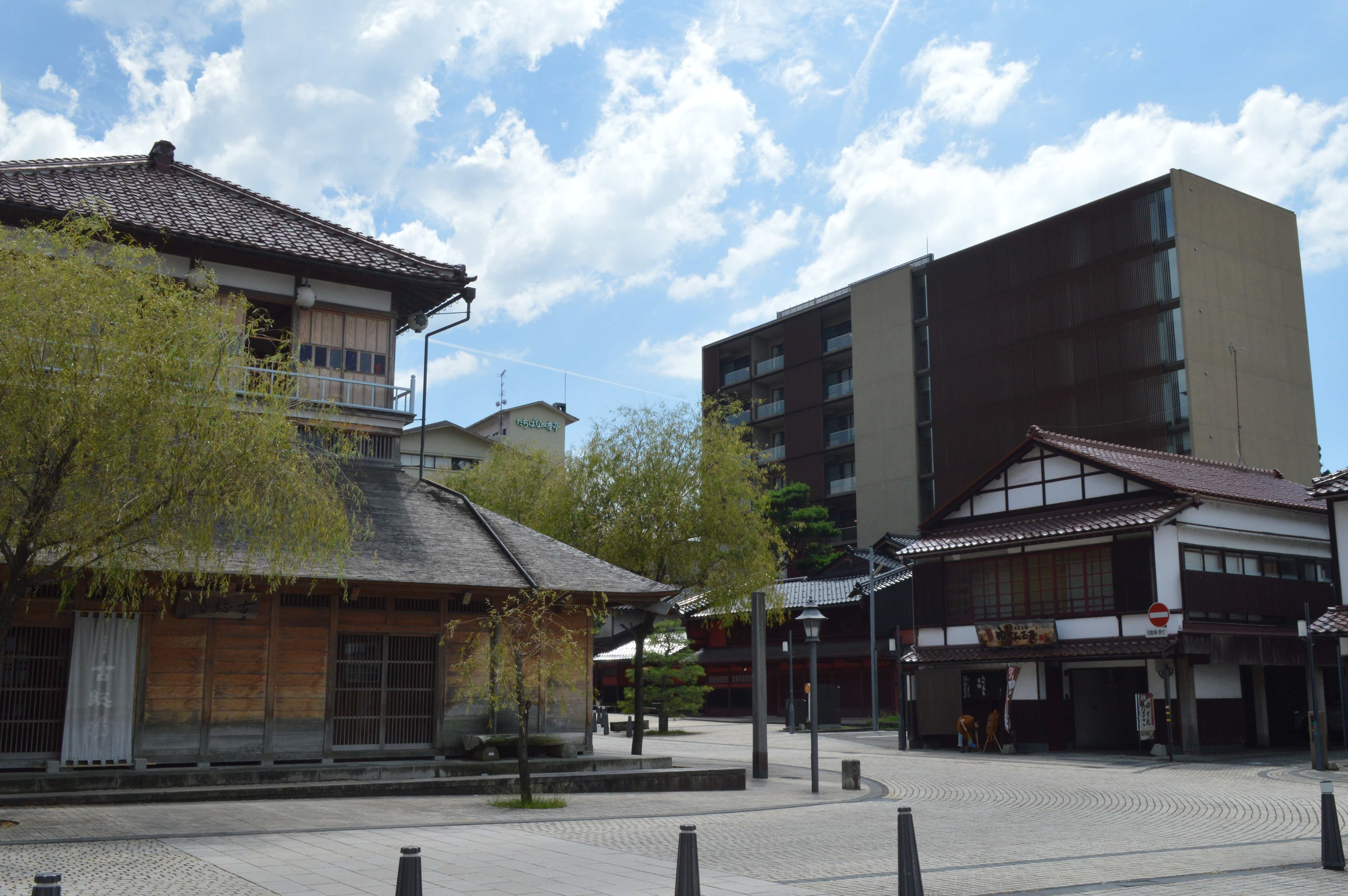
加賀温泉郷のひとつ・山代温泉
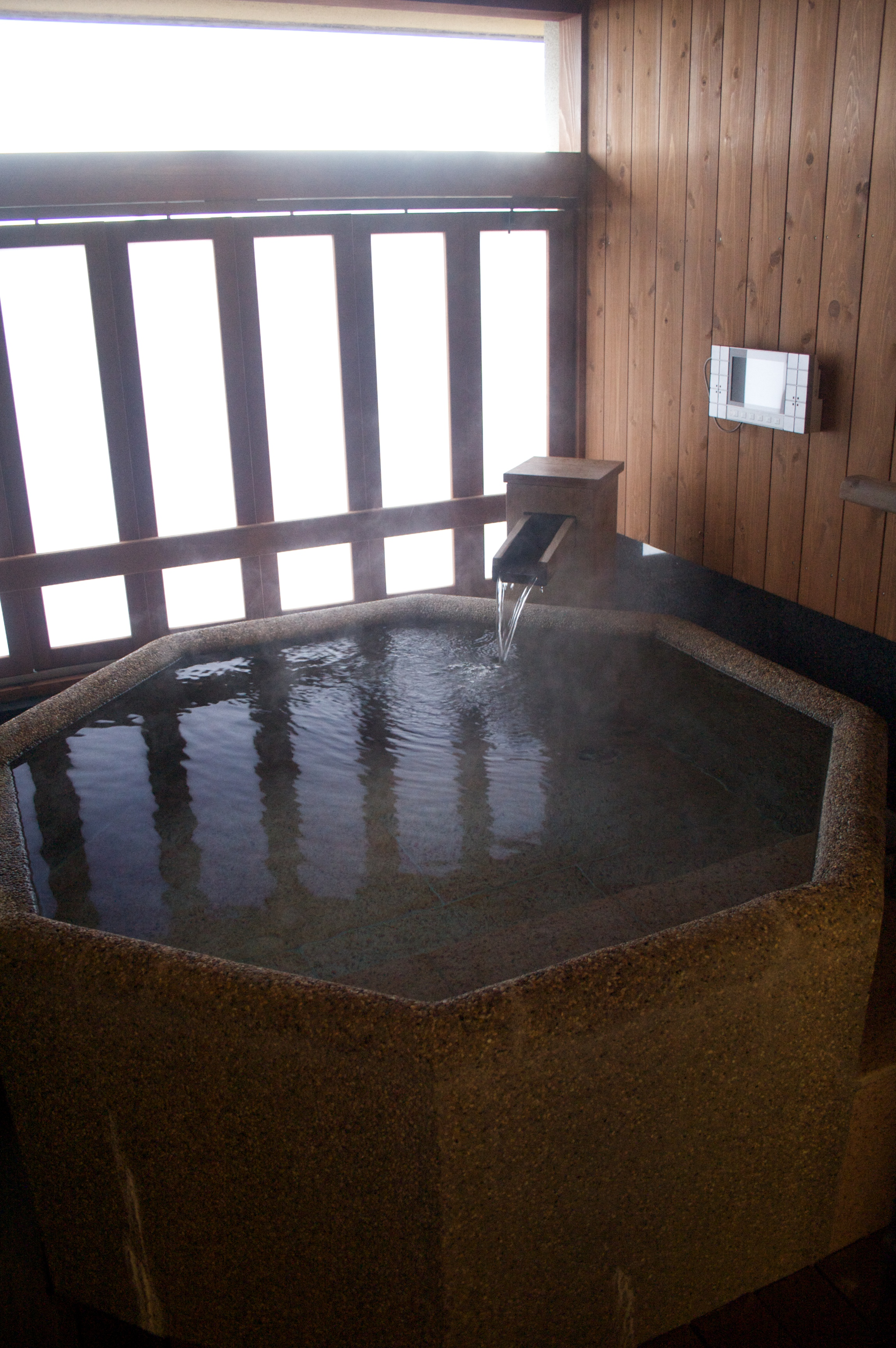
山代温泉（加賀市）
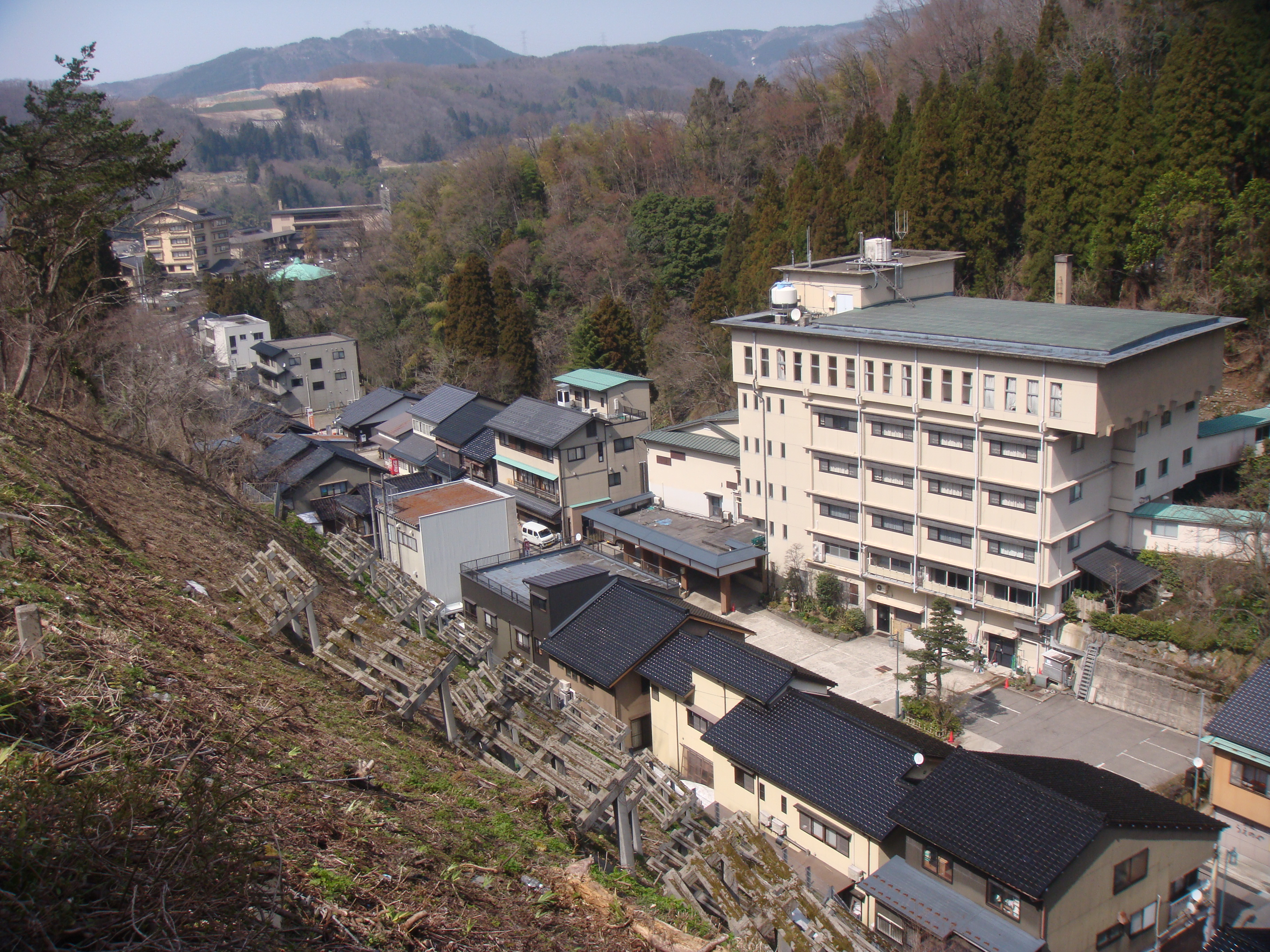
湯涌温泉（金沢市）
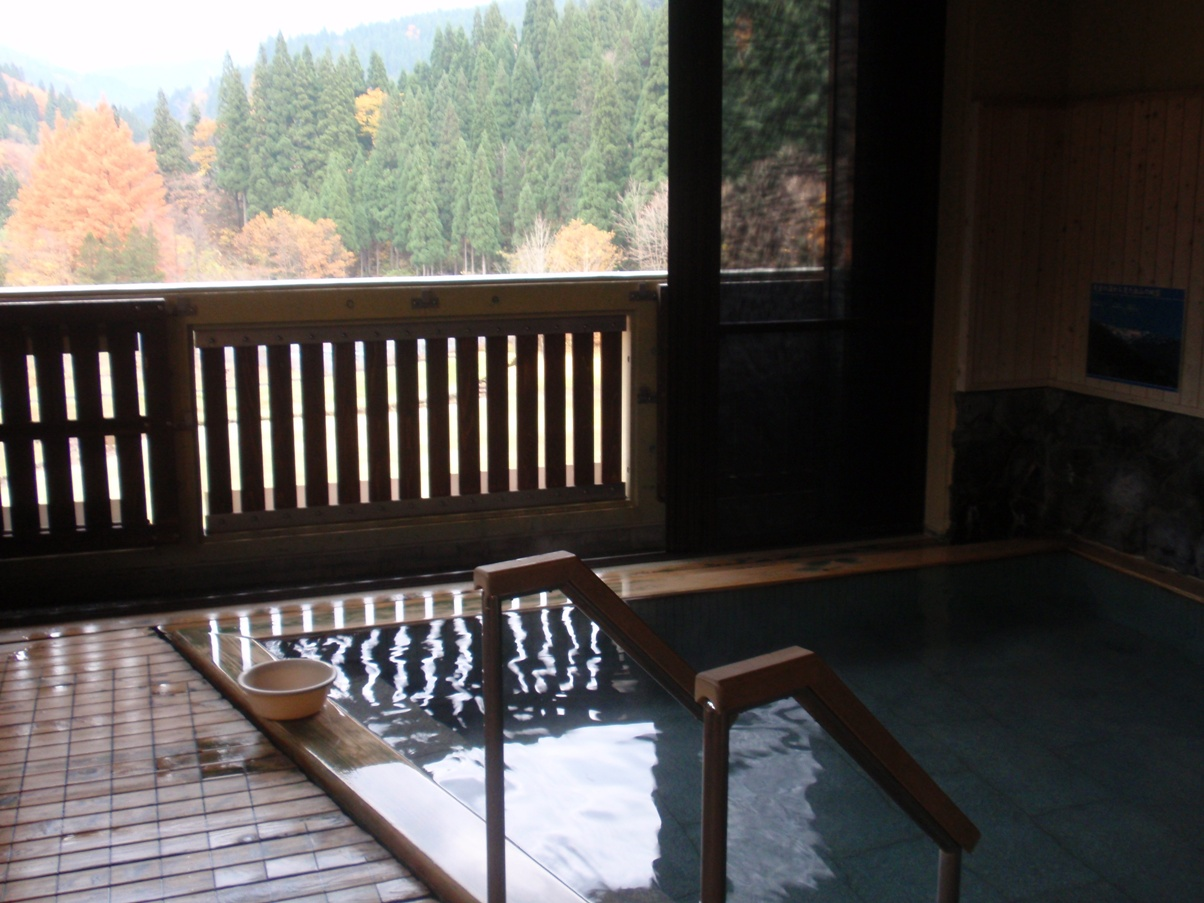
白峰温泉（白山市）

## 対外関係
- 香川県
  - 2012年（平成24年）7月20日提携[171]

### 友好交流地域
| 地域名         | 国     |
| -------------- | ------ |
| イルクーツク州 | ロシア |
| 江蘇省         | 中国   |
| 全北特別自治道 | 韓国   |

## 人物
1876年から1881年までの間、石川県であった旧越前国（嶺北）の出身者に関しては、「Category:福井県出身の人物」、「福井県出身の人物一覧」を参照。

### 石川県名誉県民
石川県名誉県民の称号は、1992年（平成4年）7月10日に制定された石川県名誉県民条例（石川県条例第28号）に基づき、「社会の発展、学術文化の振興に卓絶した功績があり、県民が誇りとしてひとしく敬愛する者」へ贈られる（条例第1条）。対象者は、石川県知事が石川県議会の同意を得て選定することが定められ（条例第2条）、諮問機関として石川県名誉県民選考委員会が選定のつど組織される。名誉県民に選定された者には、石川県名誉県民称号記や石川県名誉県民章のほか、記念品も贈られるほか（条例第3条）、知事が定める礼遇や特典を受けられる（条例第4条）。
| 贈呈番号 | 受賞者氏名         | 職業     | 選定年月日       | 備考         | 出典    |
| -------- | ------------------ | -------- | ---------------- | ------------ | ------- |
| 1        | 勝木保次           | 生理学者 | 1992年11月       | 文化勲章受章 | [ 174 ] |
| 2        | 蓮田修吾郎         | 金工家   | 1992年11月       | 文化勲章受章 | [ 174 ] |
| 3        | 中西陽一           | 政治家   | 1994年4月9日追贈 | 石川県知事   | [ 175 ] |
| 4        | 浅蔵五十吉         | 陶芸家   | 1997年4月30日    | 文化勲章受章 | [ 176 ] |
| 5        | 10代目大樋長左衛門 | 陶芸家   | 2012年1月30日    | 文化勲章受章 | [ 177 ] |
| 6        | 森喜朗             | 政治家   | 2013年3月29日    | 内閣総理大臣 | [ 178 ] |
| 7        | 谷本正憲           | 政治家   | 2022年7月25日    | 石川県知事   | [ 179 ] |